# Liste der Baudenkmäler in Aschaffenburg
Auf dieser Seite sind die Baudenkmäler in der unterfränkischen kreisfreien Stadt Aschaffenburg zusammengestellt. Diese Tabelle ist eine Teilliste der Liste der Baudenkmäler in Bayern. Grundlage ist die Bayerische Denkmalliste, die auf Basis des Bayerischen Denkmalschutzgesetzes vom 1. Oktober 1973 erstmals erstellt wurde und seither durch das Bayerische Landesamt für Denkmalpflege geführt wird. Die folgenden Angaben ersetzen nicht die rechtsverbindliche Auskunft der Denkmalschutzbehörde. Diese Liste gibt den Fortschreibungsstand vom 20. Dezember 2024 wieder und enthält 401 Baudenkmäler. Vorige Stände enthielten: 2. Oktober 2024: 401, 28. Juni 2024: 400, 1. Juli 2023: 399, 21. Mai 2022: 399, 30. Juli 2021: 398, 15. Dezember 2020: 398, 8. August 2020: 398, 18. Januar 2020: 398, 10. Januar 2018: 395 Baudenkmäler, 8. September 2017: 395 Baudenkmäler, 6. September 2016: 395 Baudenkmäler, 24. November 2015: 396 Baudenkmäler.

## Ensembles

### Oberstadt Aschaffenburg

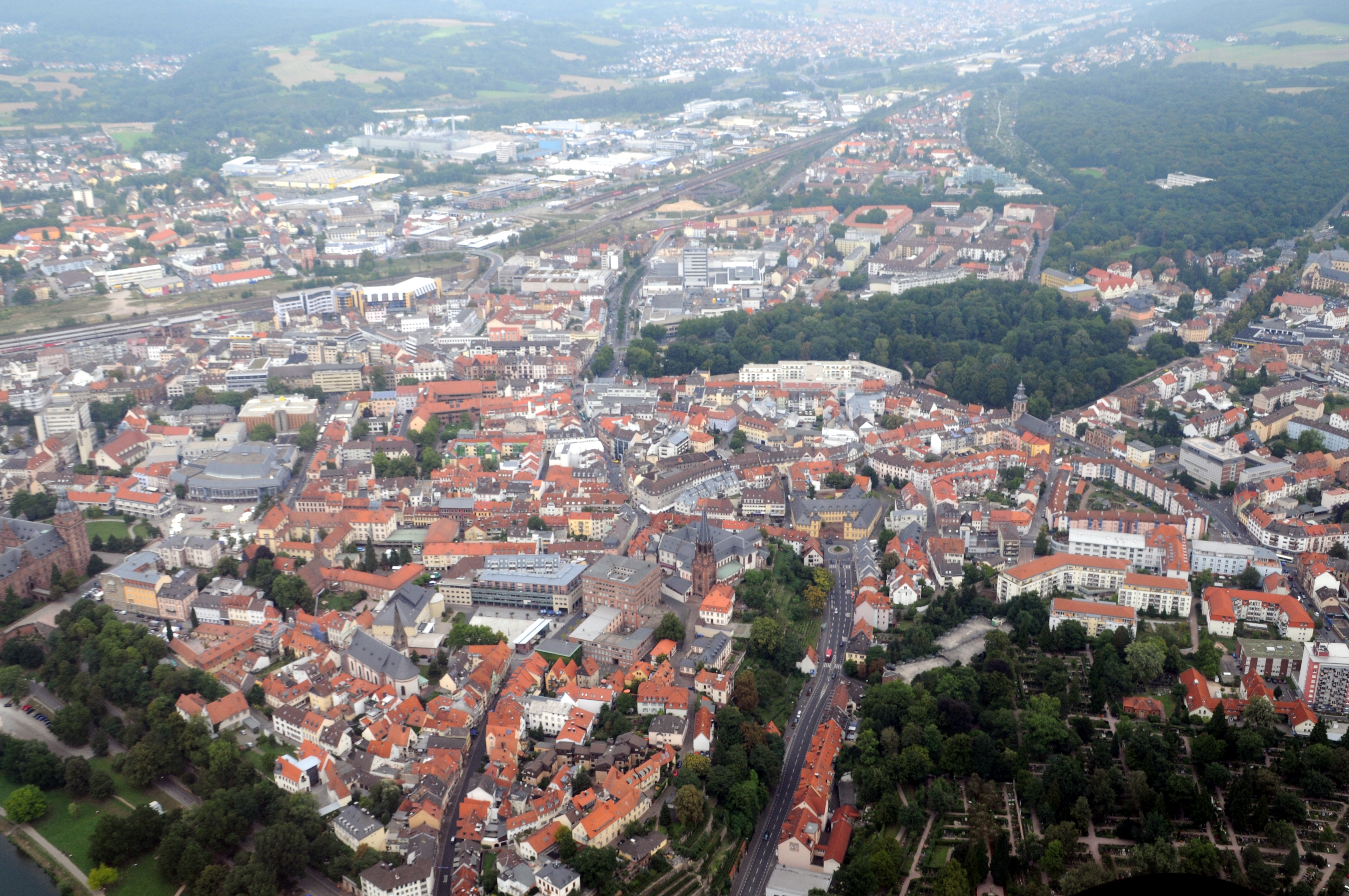
Luftbild der Aschaffenburger Oberstadt zwischen Schloss und Löhergraben (im linken unteren Quadranten)

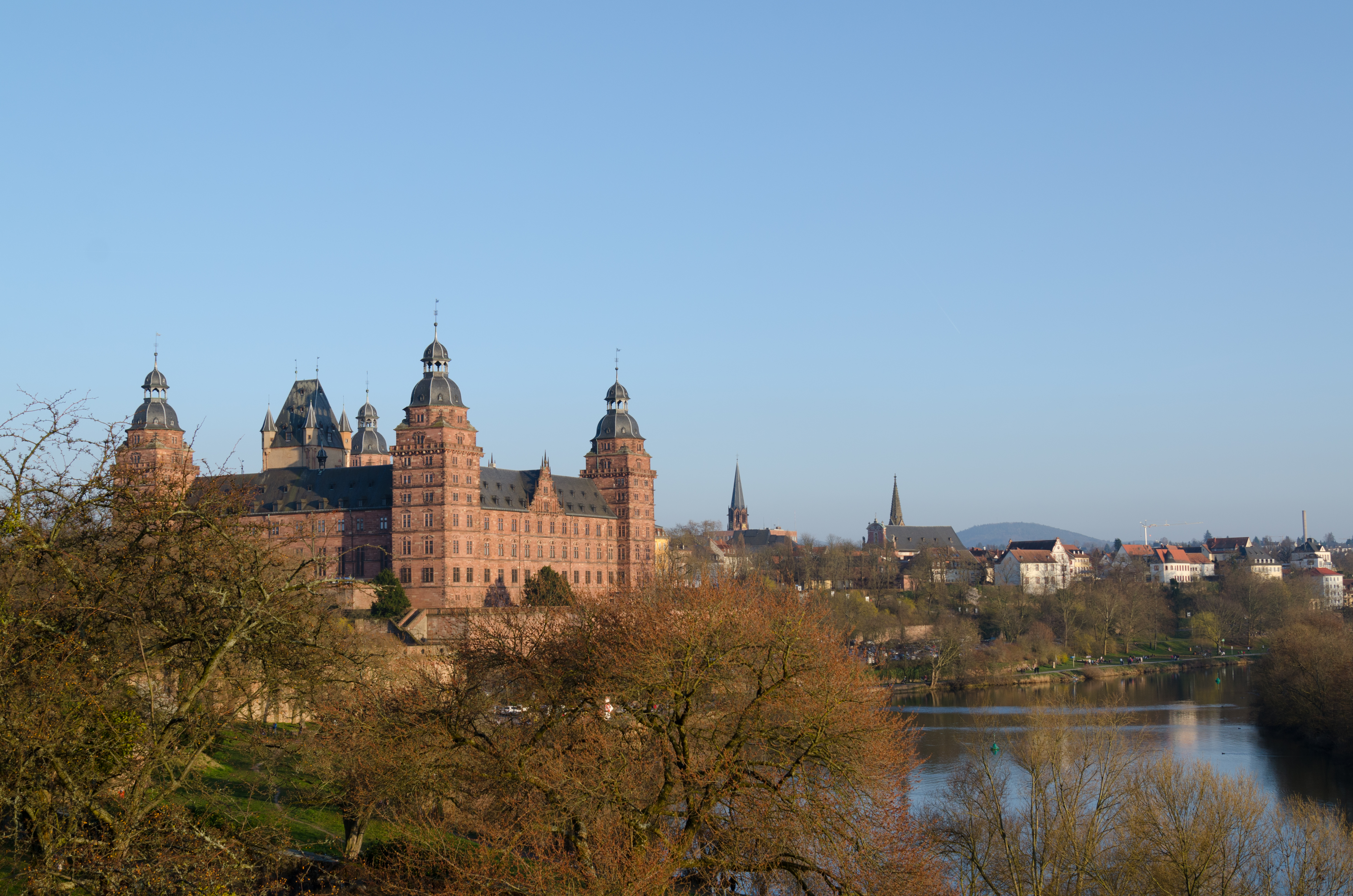
Panorama der Oberstadt mit dem Schloss Johannisburg, Turm der Stiftskirche und der Muttergottespfarrkirche

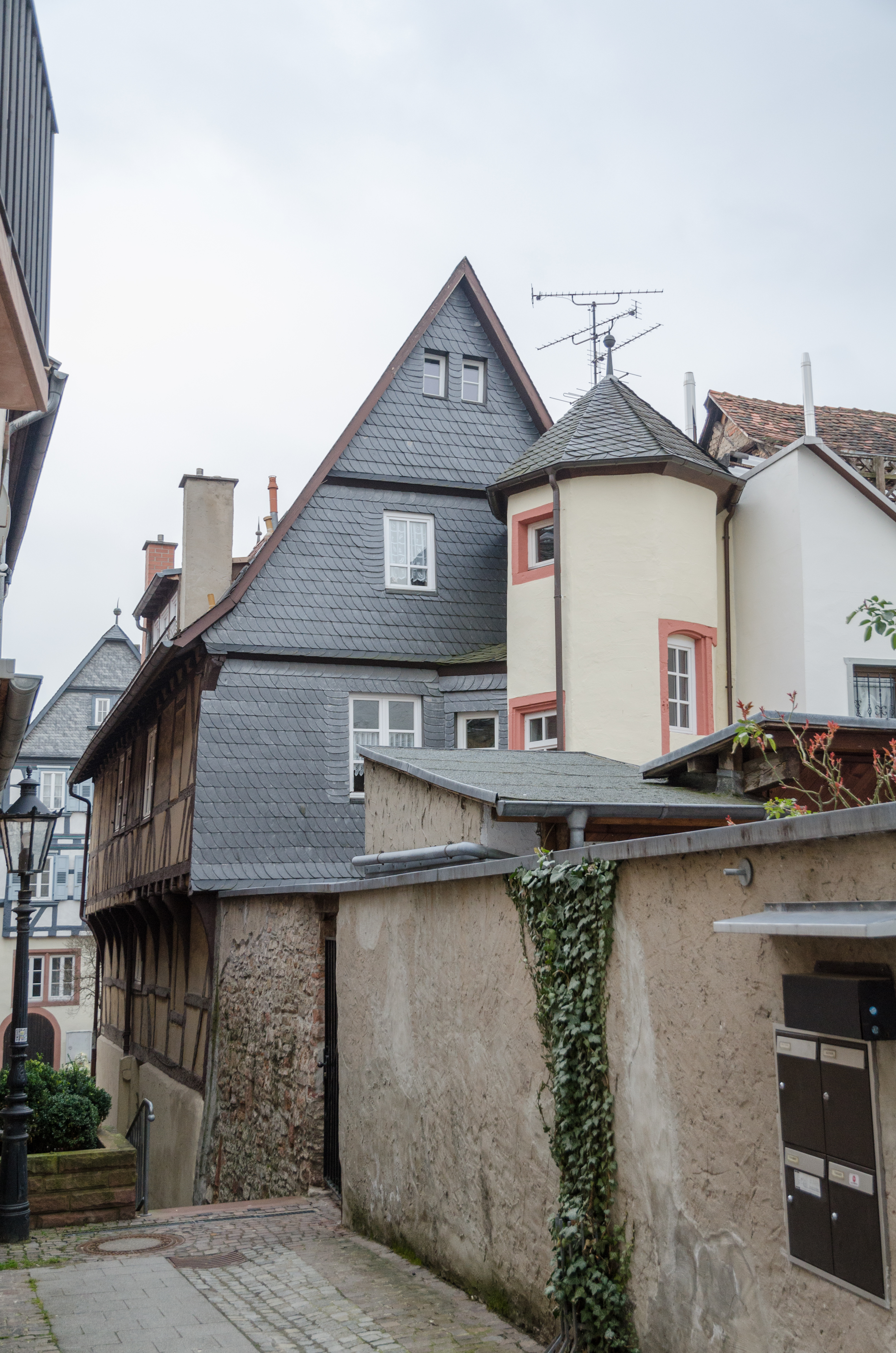
Bürgerhaus Dalbergstraße 56 Rückseite mit Treppenturm von 1590

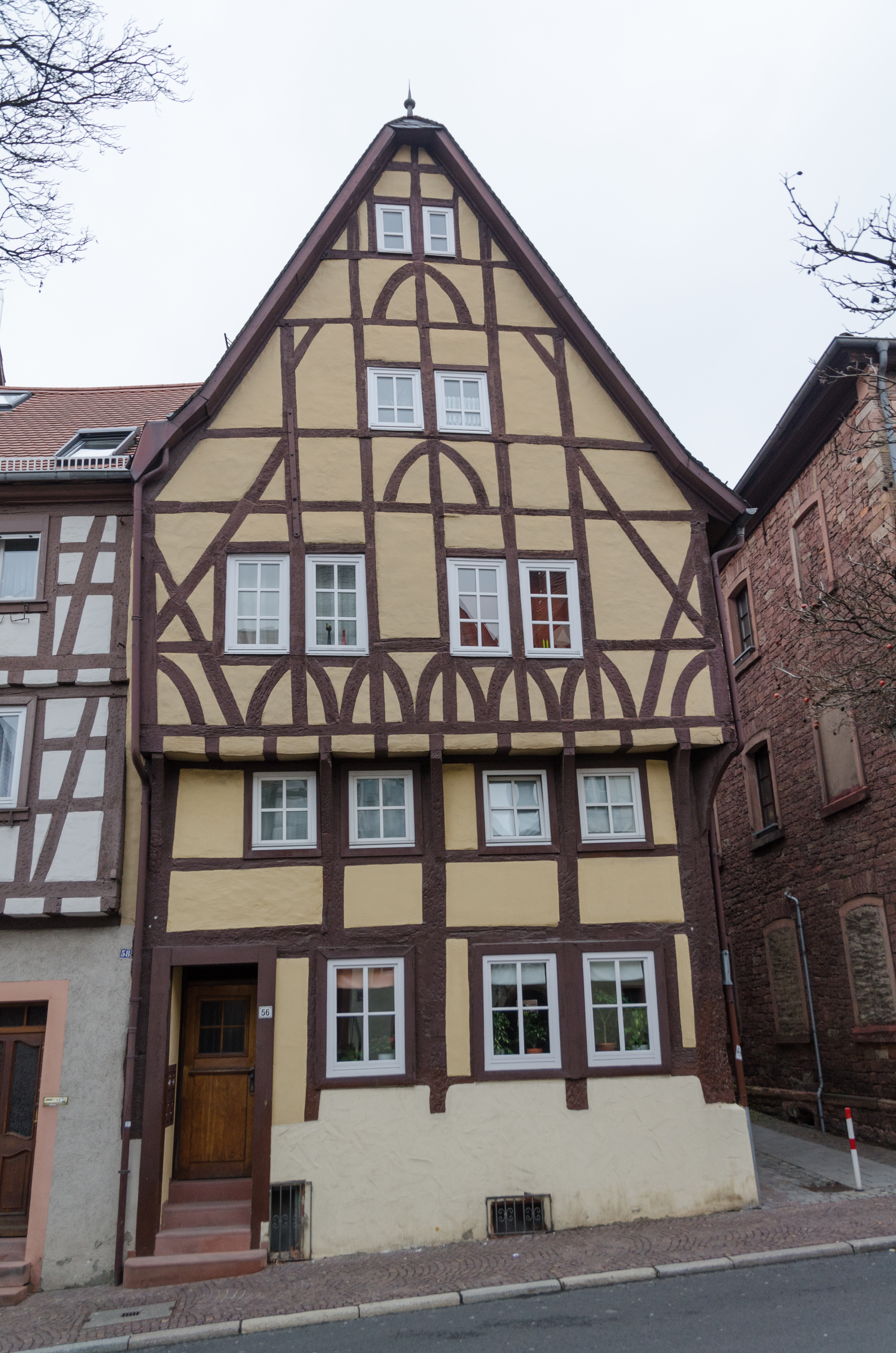
Bürgerhaus Dalbergstraße 56 von 1440

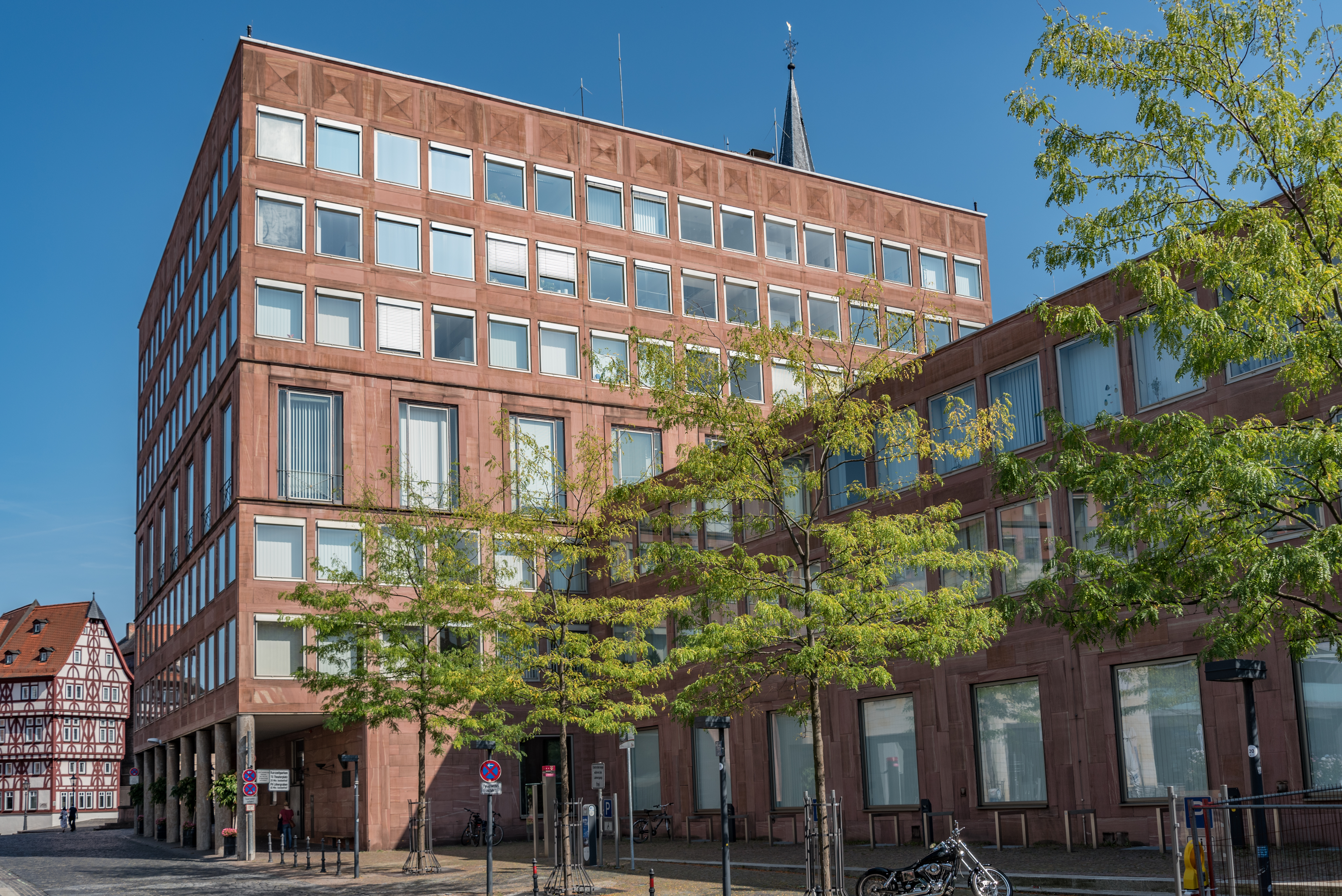
Rathaus, 1956–1958 von Diez Brandi

Das Ensemble Oberstadt Aschaffenburg (Lage) umfasst den Bereich der sich auf etwa dreieckiger Hochfläche zwischen Main, Löhergraben, Landing und Schloßberggraben erstreckenden Altstadt. Im Zentrum dieser zwischen den beiden Polen Schloss und Stift liegenden Oberstadt erhebt sich die Muttergottespfarrkirche, deren Marienpatrozinium auf den Ursprung als karolingische Königskirche verweist. Das Schloss, die zweite Residenz des Reichserzkanzlers, Kurfürsten und Erzbischofs von Mainz ist die nach 1945 wieder aufgebaute, großartige quadratische Anlage mit vier Ecktürmen und einem älteren Bergfried, die 1605–1614 von Georg Ridinger für Kurfürst Johann Schweickhard erbaut wurde. Südlich auf dem Stiftsberg steht das spätestens 957 an der Stelle einer spätkarolingischen Kapelle gegründete Stift. Seit 982 ist es im Besitz des Erzstiftes Mainz, Herzog Otto hatte es an Erzbischof Willigis (975–1011) übergeben. Stift und Markt wurden unter Erzbischof Adalbert (1111–1137) neu befestigt, nachdem 1122 in der Nordwestecke der Siedlung die Errichtung einer erzbischöflichen Burg begonnen worden war. Aus der Siedlung wurde eine befestigte Stadt. Zuvor schon hatte die ehemalige Furtsiedlung unter Erzbischof Willigis 989 eine erste Holzbrücke erhalten. Der hochgelegene Teil der Bürgerstadt, die Oberstadt, war stark durchsetzt von Adelshöfen und Stiftskurien, die den Typus der geistlichen Stadt charakterisierten. Drei Hauptgassen bilden die Grundstruktur. Von dem ehemals größeren Marktplatz vor der Stiftskirche führt die Pfaffengasse zum Schloss. Zwar wurde das im Krieg zerstörte sogenannte Stäblerhaus (Pfaffengasse 5), in dem ein für 1182 überliefertes Steinhaus vermutet wird, abgebrochen, doch besitzt diese Gasse mit der Jesuitenkirche und der Kurie Starkenburg (Pfaffengasse 19) noch bedeutende historische Bausubstanz. Die ungefähr parallel verlaufende Schloßgasse mit zahlreichen ehemaligen Adelshöfen führt an der Muttergottespfarrkirche vorbei ebenfalls zum Schloßplatz und zählt zu den besonders gut erhaltenen Altstadtgassen. Die Dalbergstraße (früher in Abschnitten bezeichnet als Am Windfang, Große Metzgergasse, Marktplatz und Zwischen den Toren), in einer Mulde zwischen Stiftsberg und Schloss verlaufend, bildet für diese Gassen Basis und Querachse; sie war die Haupt- bzw. Marktstraße der Altstadt und wurde einst von vielen Gasthäusern gesäumt. Als Teil der für die Stadt so wichtigen Fernstraße stellte sie die Verbindung von Mainbrücke und Stadtzentrum her. Unter der Wohnhausbebauung befinden sich Fachwerkbauten, so bemerkenswerte wie das Haus Dalbergstraße 56 aus dem 15. Jahrhundert, und Bauten des Klassizismus, wie das Sandsteinwohnhaus Metzgergasse 11/13, die um die Muttergottespfarrkirche, einem Barockbau mit romanischem Kern, und das klassizistische Theater geschart sind. Architektonisch und städtebaulich beherrschend sind die Monumentalbauten, das manieristische Schloss über dem Mainufer und das Stift mit Kirche und Kreuzgang, frei aufragend über dem Löhergraben. Zusammen mit der bürgerlichen Bebauung ergibt sich vom Main her gesehen eine eindrucksvolle Stadtsilhouette. Trotz verschiedener Ansätze zu Anfang des 19. Jahrhunderts gelang es nicht, größere städtebauliche Konzepte auszuführen. Eine geschlossene Wirkung ist lediglich dem kleinen Karlsplatz geblieben. Die klassizistischen Einzelbauten sind für die Stadt charakteristische Zeugen der kurzen Epoche des Dalbergstaates. Im Zweiten Weltkrieg wurden der Bereich zwischen Rathaus und Theater sowie der südliche Teil der Pfaffengasse vollkommen zerstört und viele weitere Gebäude beschädigt. Der Wiederaufbau erfolgte überwiegend entlang der historischen Wegeführung im Spannungsbogen von Rekonstruktion (Stiftsgasse 5), über historisierenden Neubauten in veränderten Formen (Schloßgasse 1), bis hin zum modernen Akzent des Neuen Rathauses (Dalbergstraße 15), das mit seinem Bauvolumen und seiner Höhenerstreckung eine für das historische Stadtbild stark veränderte Komponente bildet. Der Sitz der bürgerlichen Verwaltung ordnet sich jetzt nicht mehr den früher allein bestimmenden Polen Schloss und Stift unter. Aktennummer: E-6-61-000-1.

### Friedrichstraße/Weißenburger Straße

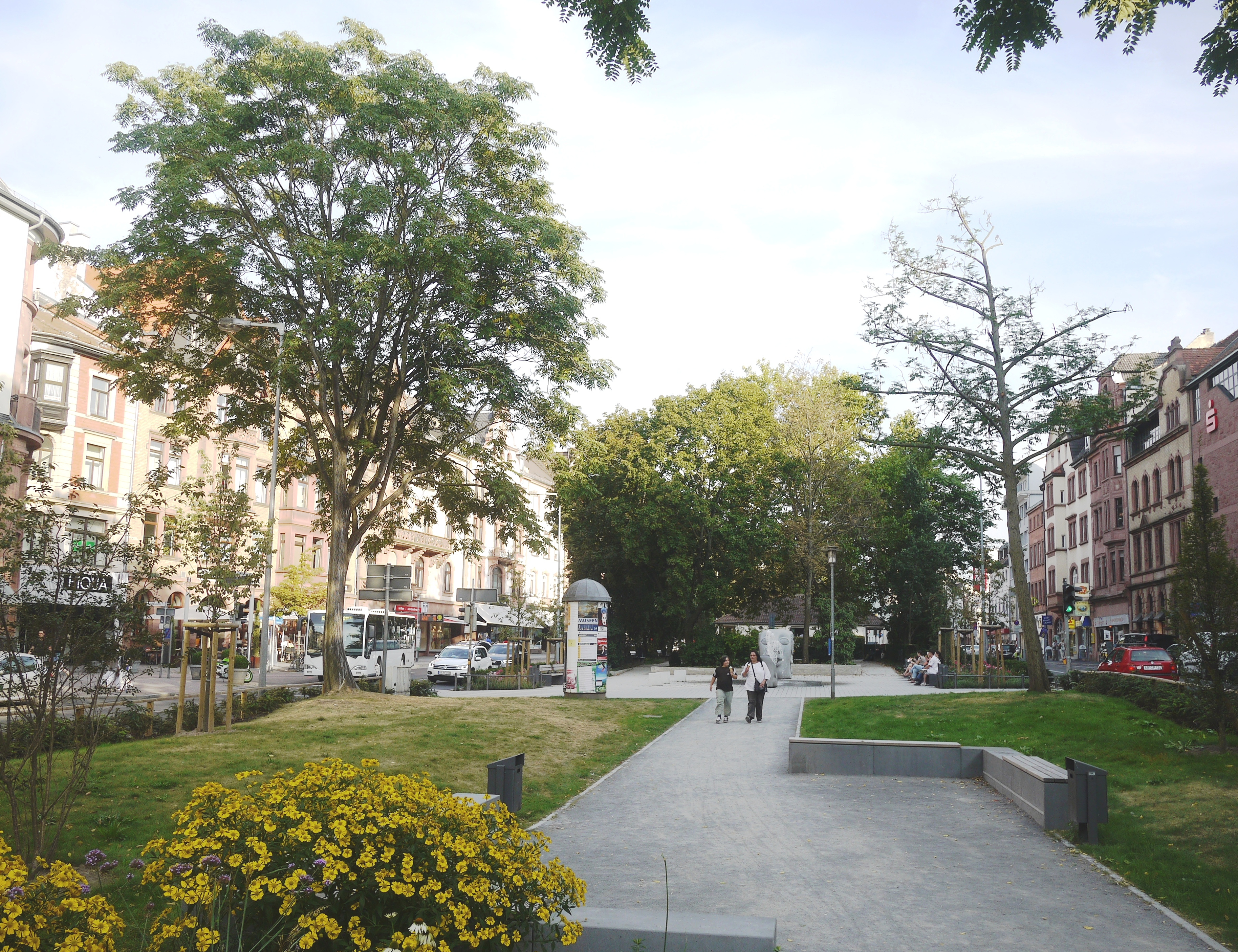
Grünanlage im Verlauf der ehemaligen nördlichen Stadtbefestigung zwischen Friedrich- und Weißenburger Straße, Ansicht von Südosten

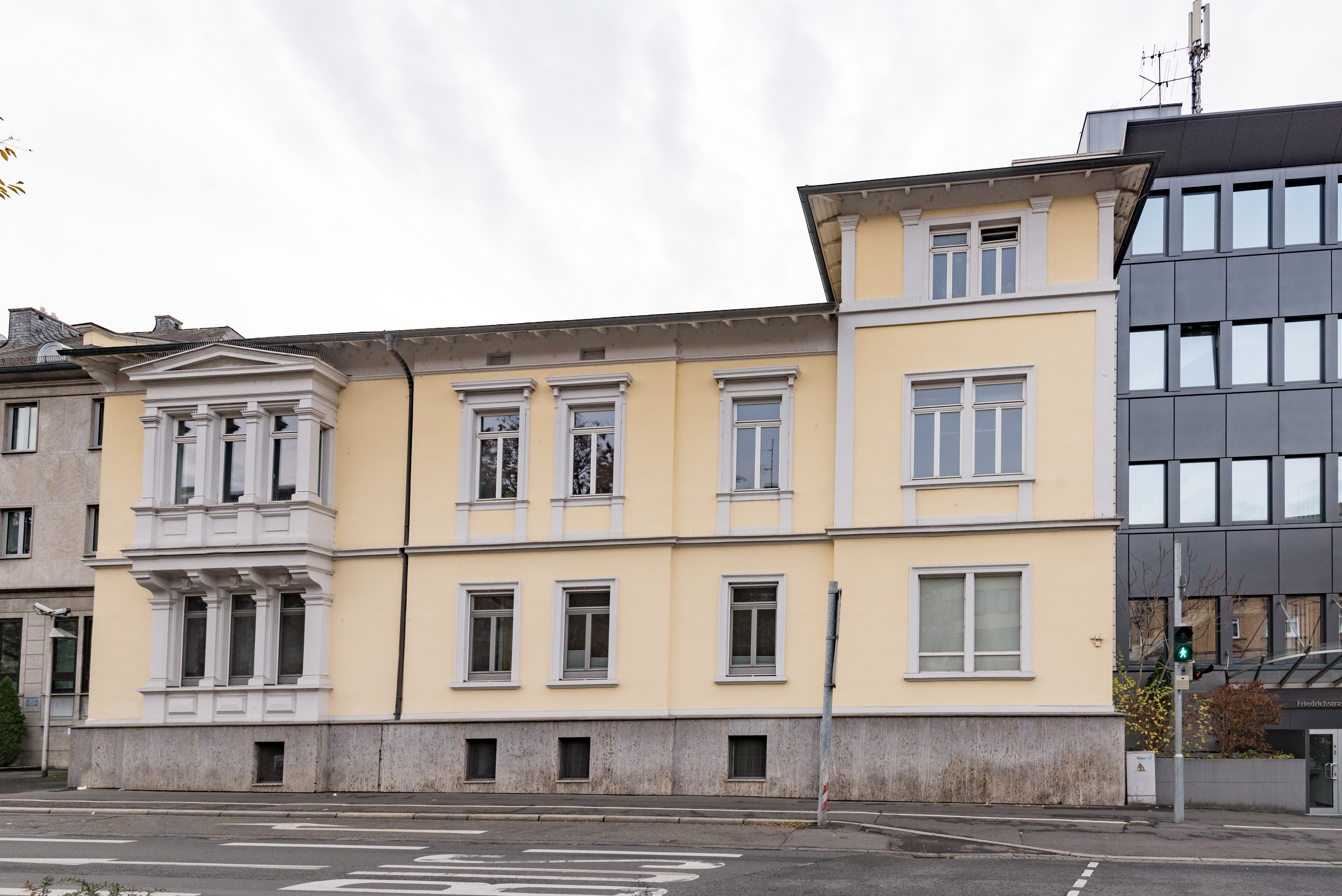
Friedrichstraße 19

Seit 1854, mit dem Anschluss an die Ludwigs-West-Bahn, begann Aschaffenburg sich weiter nach Norden auszudehnen. Dieses Wachstum kam erst während der Gründerzeit zur vollen Entfaltung, da bis 1870 die äußere Stadtbefestigung von 1370/80 im Wesentlichen erhalten geblieben war. Erst nachdem der Graben zwischen der ehemaligen Apfelbaumallee (heute Weißenburger Straße) und dem Seilergang (jetzt Friedrichstraße) aufgefüllt und die Stadtmauer beseitigt worden war (1870/71), setzte die Bebauung ein, die dem Ensemble trotz zahlreicher Kriegszerstörungen und Neubauten seinen bleibenden Stempel aufdrückt. Ein Beispiel der frühen Bebauung ist das Anwesen Friedrichstraße 19 aus dem Jahr 1874, errichtet an der Stelle des 1867 abgebrochenen sogenannten Folterturms, der Teil der äußeren Aschaffenburger Stadtbefestigung gewesen war. Dieses ehemalige spätklassizistische Wohnhaus, heute an einen modernen Geschäftsbau angebunden, illustriert die ursprüngliche villenartige Bebauung am Rande der Unteren Stadt. Mit Bauten des späten Historismus und Jugendstils, mit zum Teil prächtigen, roten und gelben Sandsteinfassaden des späten 19. und frühen 20. Jahrhunderts, wurde diese Straßenanlage zu einer vom Typus der Ringstraße erweitert, die auch den hierfür charakteristischen, parkartigen Grünstreifen besitzt und so in besonderer Weise die alte „Stadtgrenze“ anschaulich macht. Ein besonderes städtebauliches Gewicht bekommt das Ensemble dadurch, dass es im Zusammenhang mit einem größeren, die Stadt einfassenden Park- und Grüngürtel steht. Denn östlich der erhaltenen Barbakane des 1869 abgebrochenen Herstalltores, die einen Endpunkt des Ensembles markiert, erstreckt sich der Park Schöntal, der ehemals ummauerte fürstliche Tiergarten, der im 18. Jahrhundert zu einem englischen Park (mit der „Staffagearchitektur“ der Beginenklosterruine) umgewandelt worden war. Am westlichen Endpunkt des Ensemblebereichs, ungefähr da, wo das ehemalige Karlstor bzw. Dingstalltor stand, setzt sich der Grüngürtel im Schlossgarten fort, der, bis zum Main führend, einen Schloss und Pompejanum einfassenden Park bildet (Lage). Aktennummer: E-6-61-000-2.

### Grünewaldstraße

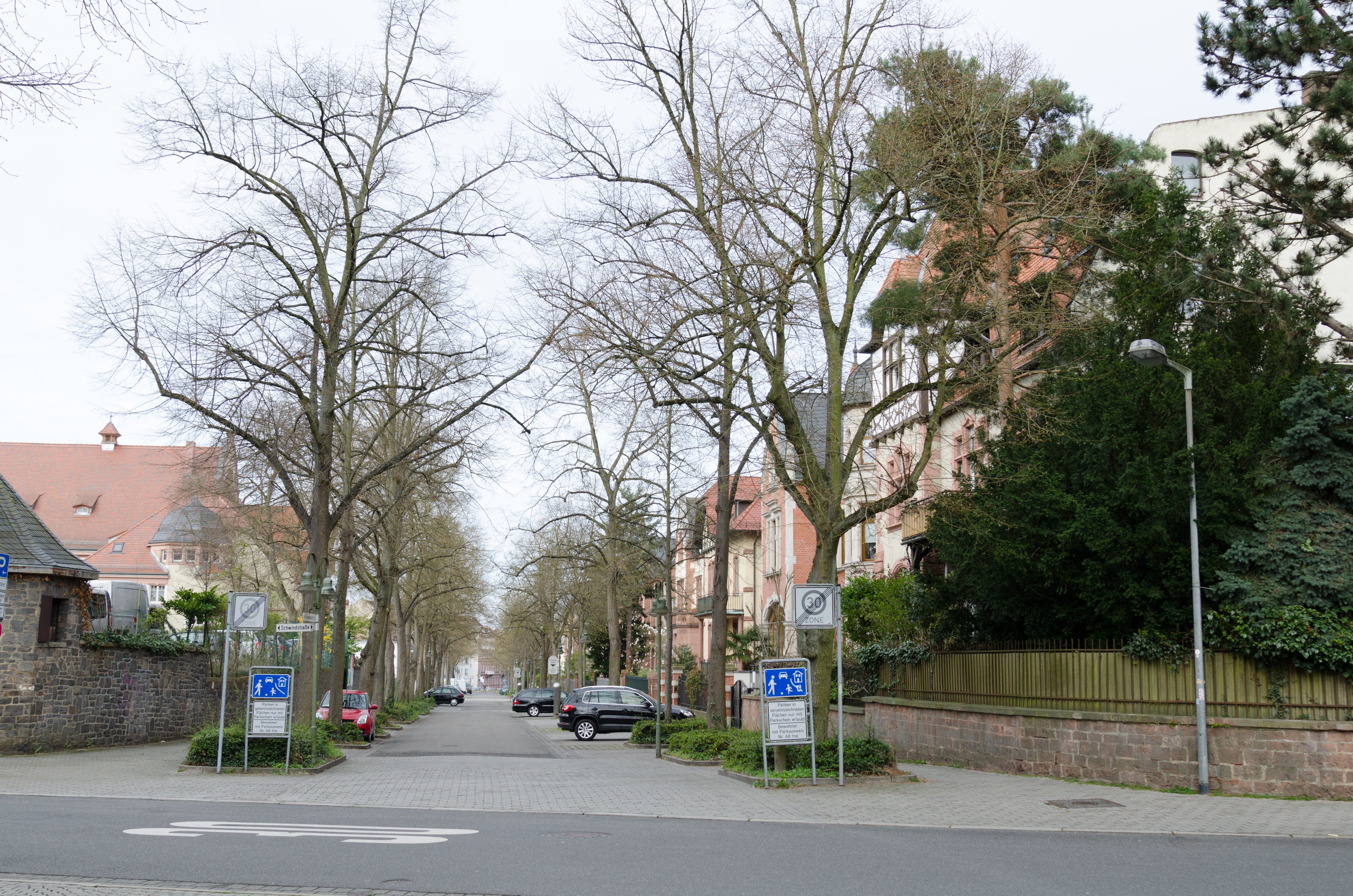
Westlicher Abschnitt der Grünewaldstraße, Ansicht von Osten

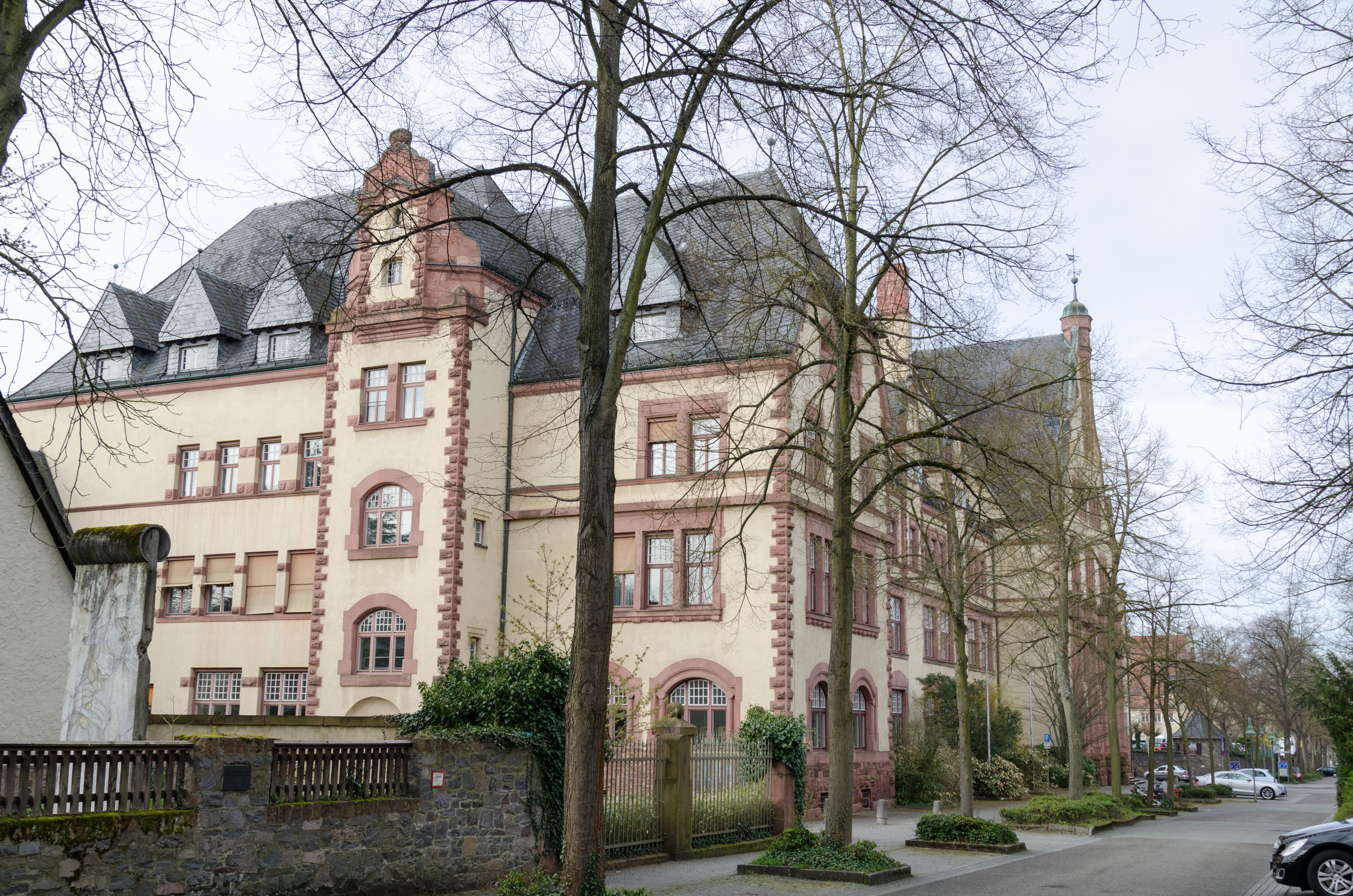
Dalberggymnasium Grünewaldstraße 18

Das Ensemble Grünewaldstraße (Lage) ist eine Allee, die vornehmlich mit villenartigen Wohnhäusern in der Zeit um 1900 bebaut wurde. Historistische Bauten sowie solche in Formen des Jugendstils bestimmen das Bild einer typischen vornehmen Wohnstraße des späten 19. bzw. frühen 20. Jahrhunderts Mit den an der östlichen Straßenseite errichteten Bauten, einer Turnhalle von 1904 und dem stattlichen Schulgebäude des Dalberg-Gymnasiums von 1906, sind in das Ensemble auch monumentalere öffentliche Bauten integriert. Am Ende der Straße, bevor die Bahnlinie nach Miltenberg eine Zäsur im Stadtgefüge schafft, hat das Ensemble in den Anwesen Grünewaldstraße 20 und Lindenallee 26 Höhepunkte. Diese beiden, von Anton Gentil errichteten Bauten sind hervorragende Beispiele historisierender Architektur der zwanziger Jahre des 20. Jahrhunderts, die vor allem in ihren skulpturalen Details deutlich ihre späte Entstehung und Eigenwilligkeit zeigen. Aktennummer: E-6-61-000-3.

### Ortskern Obernau
Das seit Ende des 12. Jahrhunderts bezeugte, ehemals ummauerte Straßendorf ist unmittelbar am Main gelegen. Es zeigt eine regelmäßige Hofreihung beiderseits der Hauptstraße. Die Wohnhäuser der Hofanlagen stehen, meist jeweils von einem Einfahrtstor begleitet, giebelständig zur Straße; die tiefen Grundstücke werden nach hinten durch die Scheunen abgeschlossen, die mainseits einen noch weitgehend ungestörten Scheunenrand bilden. Die ältesten Häuser und Toranlagen entstammen dem 16./17. Jahrhundert. Das Straßenbild wird durch die spätbarocke Turmfront der ehemaligen Pfarrkirche beherrscht, deren östliche Teile bei einem Brand 1942 vernichtet wurden (Lage). Aktennummer: E-6-61-000-4.

## Stadtbefestigung
Im 12. Jahrhundert wurde unter Fürstbischof Adalbert I. von Saarbrücken der innere Mauerring um die obere Stadt erneuert und mit dem Metzger- oder Windfangtor (Dalbergstraße/Suicardusstraße), dem Döngestor am Markt (Dalbergstraße/Pfaffengasse), mit der Mühlpforte (Schlossplatz) und dem Badbergtörlein (Stiftsgasse) sowie mit dem Vorläuferbau des Schlosses Johannisburg versehen und verstärkt.
Daran fügte sich im 14. Jahrhundert der Mauerring um die untere Stadt mit dem Strickertor (Strickergasse/Erthalstraße), dem Herstalltor (Herstallstraße/Goldbacher Straße), dem Sandtor (Sandgasse/Würzburger Straße), dem Wermbachtor (Wermbachstraße/Betgasse) und dem Löhertor (Löherstraße/Parkhauszufahrt).
Gegen Ende des 14. Jahrhunderts entstand ein Mauerring um das Fischerviertel mit dem Fischertor, zwei Toren auf der Mainbrücke und dem Bleichtor (Suicardusstraße).
Im 15. Jahrhundert wurde unter Fürstbischof Theoderich von Erbach der ehemalige Wildpark im Bereich des Schöntals in die Stadtbefestigung einbezogen und der Schutz, das heißt die später so genannte Karlsvorstadt mit einem Mauerring und drei Toren versehen, nämlich dem Main- oder Theoderichstor mit dem daneben gelegenen Zolltor und mit dem Dingstall- oder Kapuzinertor, das zuletzt auch Karlstor genannt wurde.
Im 16. Jahrhundert wurde der herrschaftliche Gemüsegarten im heutigen Schöntal in die Stadtbefestigung einbezogen und das Schwarze Tor errichtet.
Im 17. Jahrhundert entstanden mit dem Schloss Johannisburg bastionsartige Befestigungen (Terrassen), eine dreibogige Brücke und die sogenannte Wappenmauer auf der Mainseite.
Gegen Ende des 18. Jahrhunderts wurden die Stadtgräben in öffentliche Grünanlagen umgewandelt und die meisten Stadttürme abgebrochen. Der überdachte Wehrgang über dem Theoderichstor wurde 1788 in der Art eines Laubengangs in einen offenen Promenadenweg umgestaltet.
An folgenden Stellen sind noch Teile der Stadtbefestigung erhalten:
- Mauer in der Brennofengasse (Lage)
- Vorturm, sogenannter Herstallturm, in der Herstallstraße
- Mauer und Badbergtörlein in der Stiftsgasse (Lage)
- Mauern am Schloßberg (Lage)
- Graben, Steinerner Gang (Lage) über dem Theoderichstor und dem Zolltor, Mauern im Schloßgarten
- Theoderichstor (Lage) und Zolltor (Lage) in der Suicardusstraße
- Graben (Lage), Mauer (Lage) und Schenkenturm (Lage) im Schöntal
- Untere Stockwerke des Turmes und Tore der Sandkirche in der Sandgasse (Lage)
- Mauer im Altstadtfriedhof

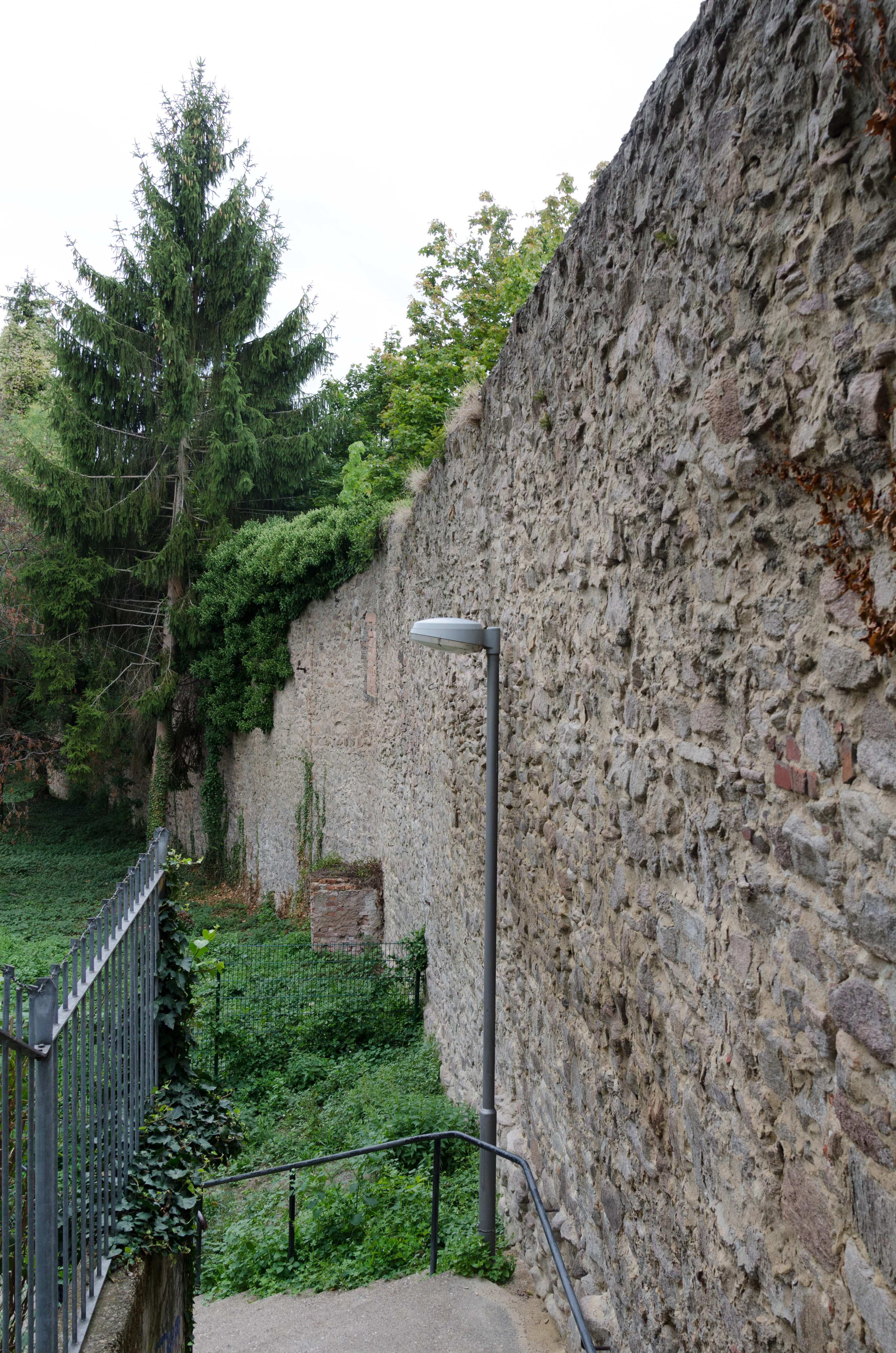
Stadtmauer an der Brennofengasse weitere Bilder
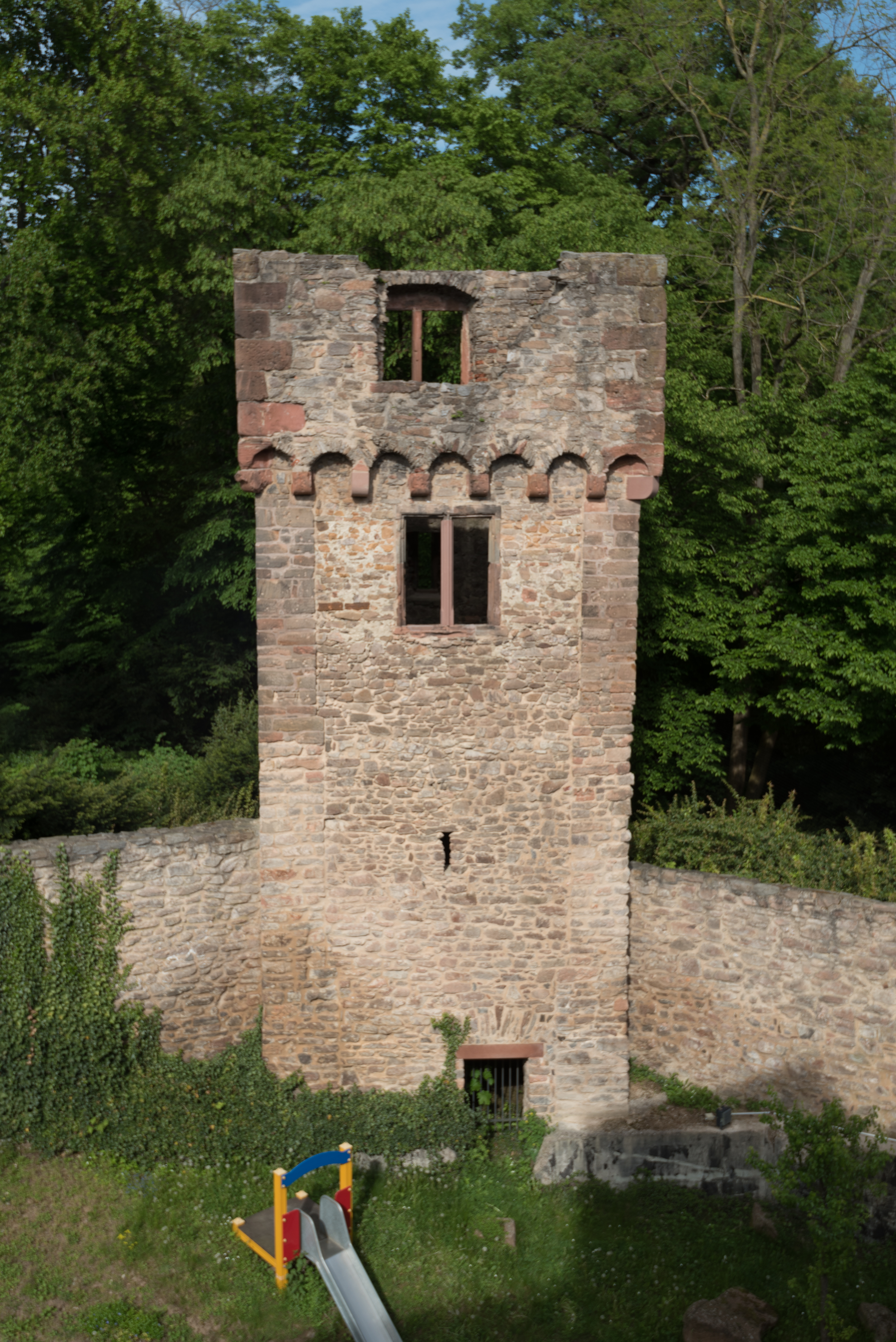
Schenkenturm im Schöntal weitere Bilder
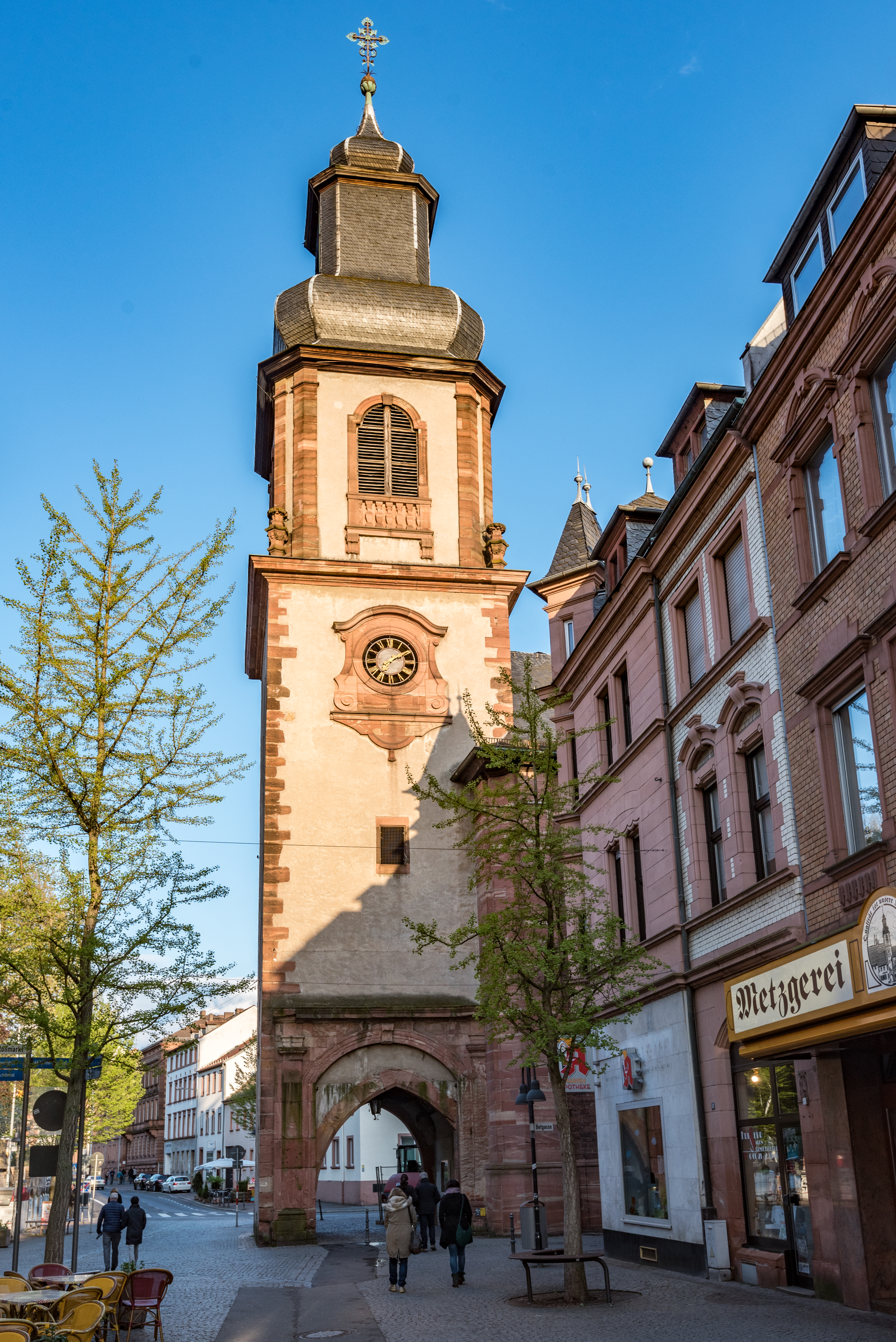
Kirchturm der Sandkirche, Rest des Stadttores im unteren Turmteil weitere Bilder
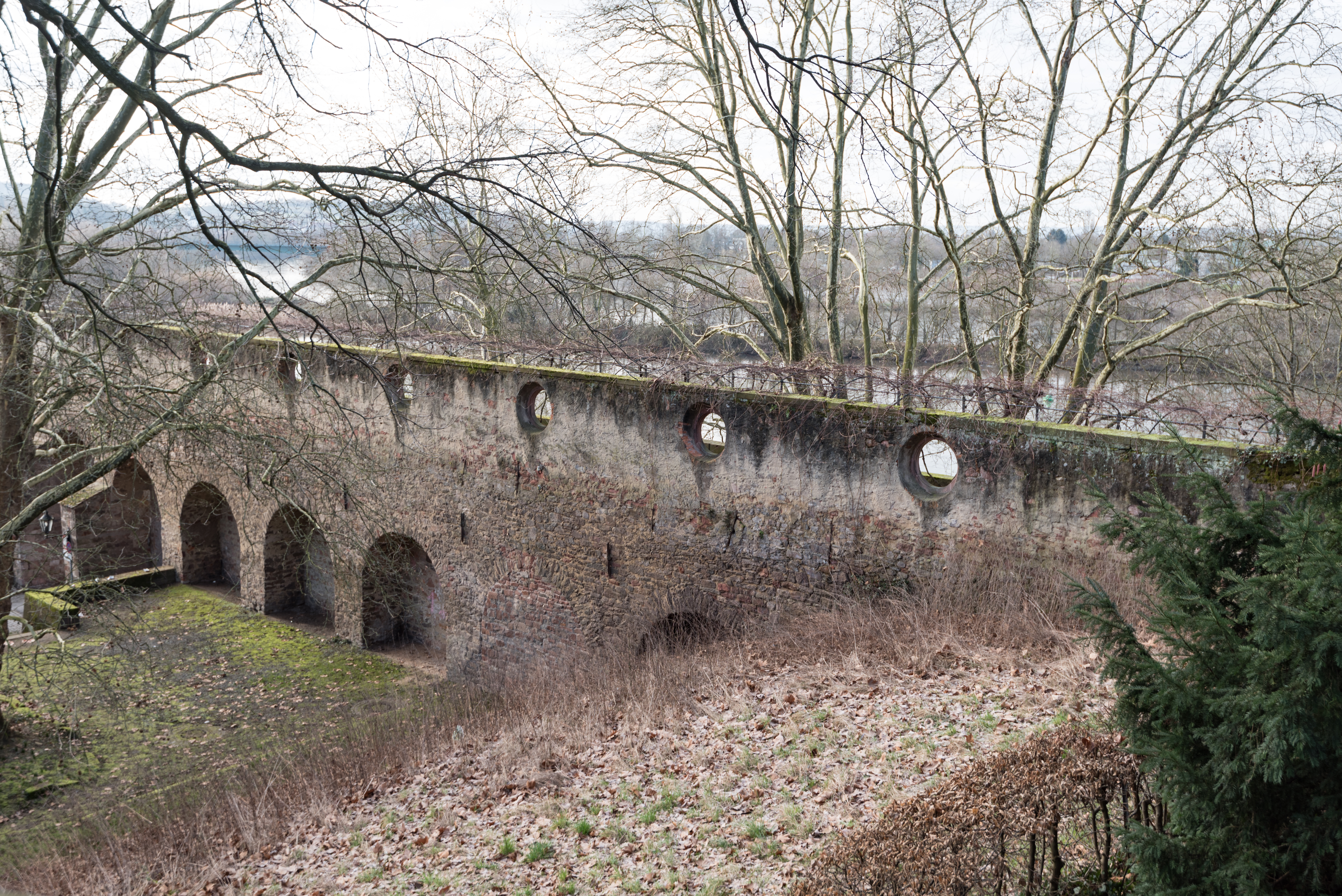
Steinerner Gang weitere Bilder
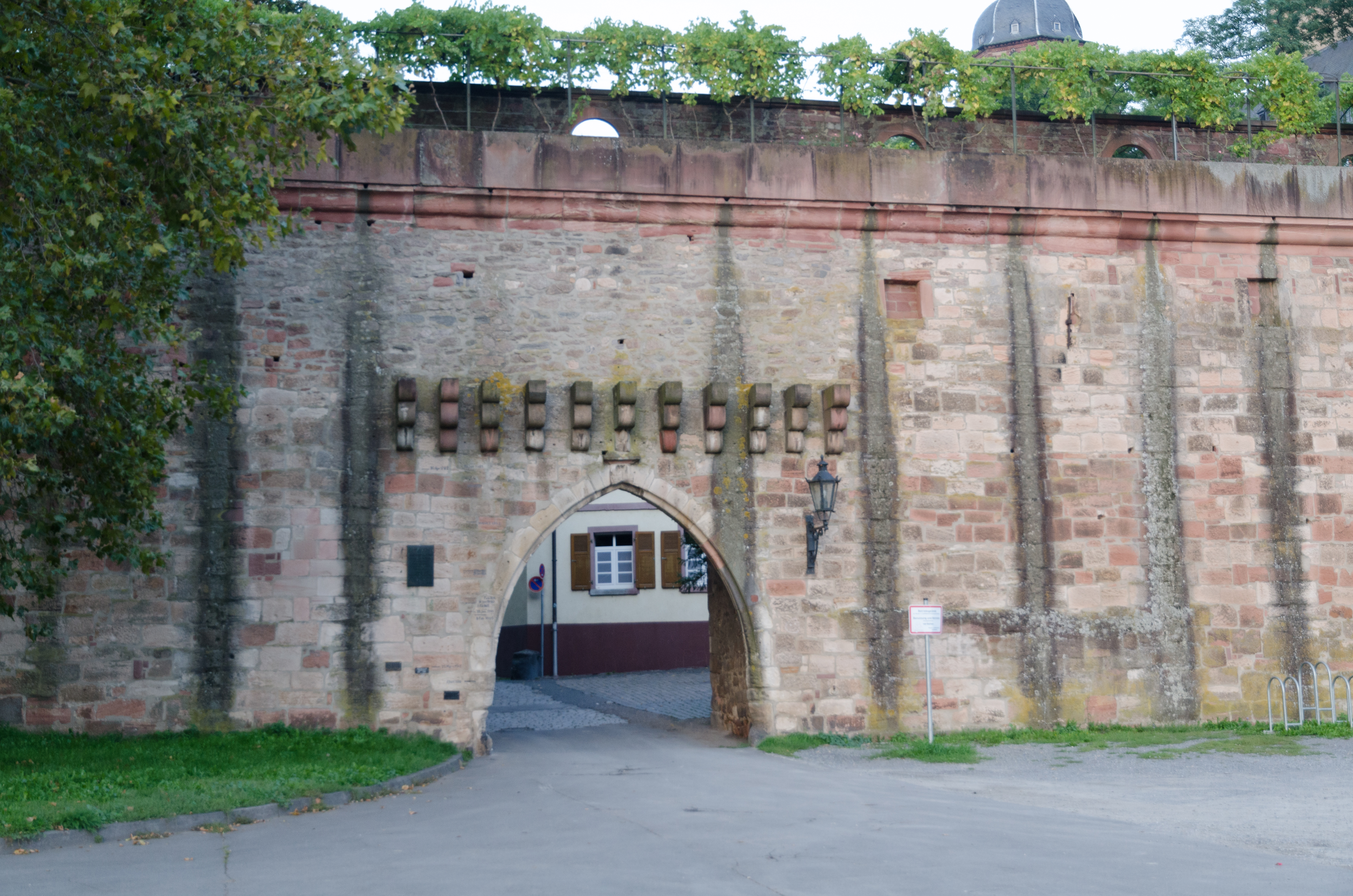
Theoderichstor weitere Bilder
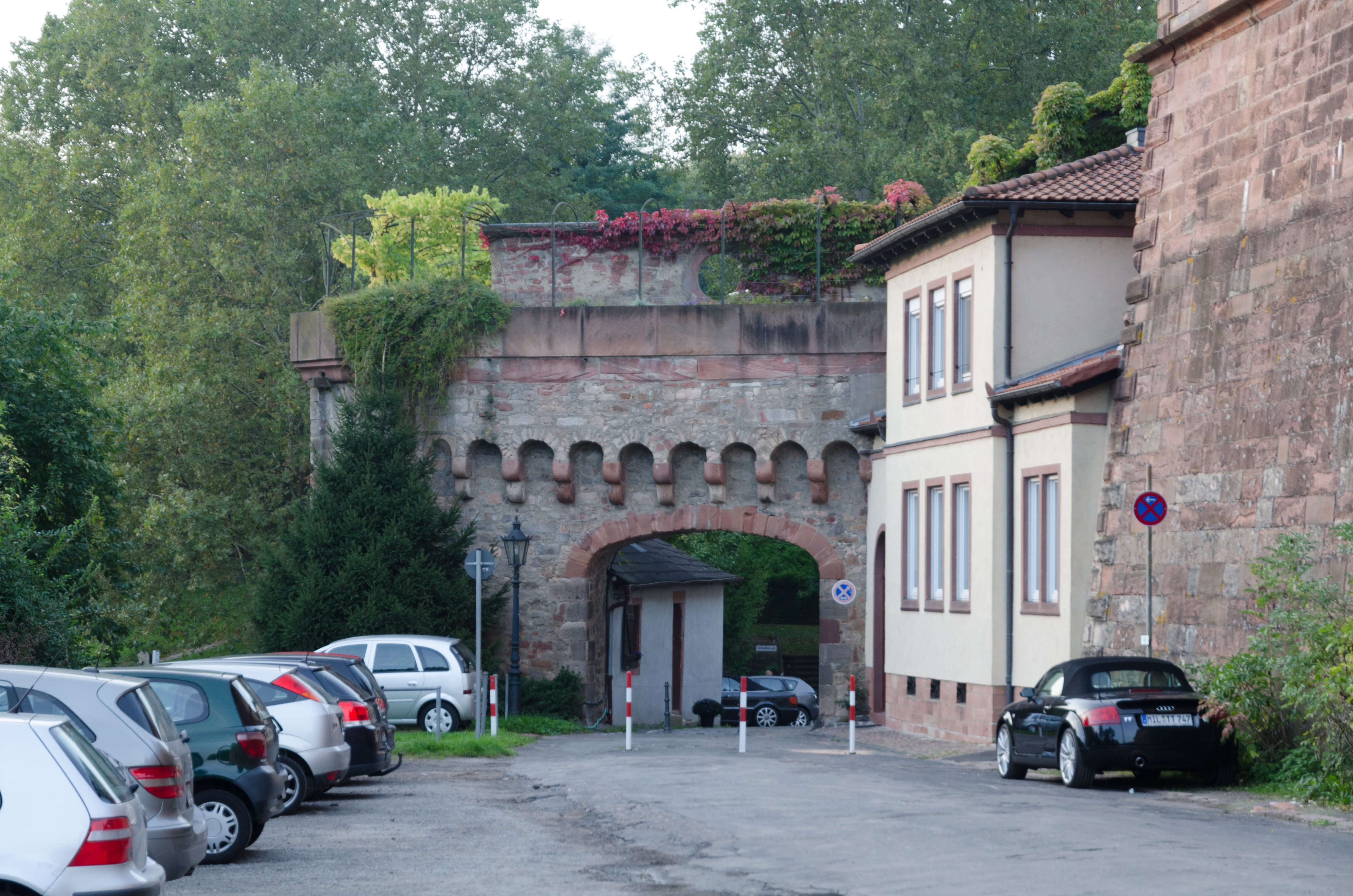
Zolltor weitere Bilder
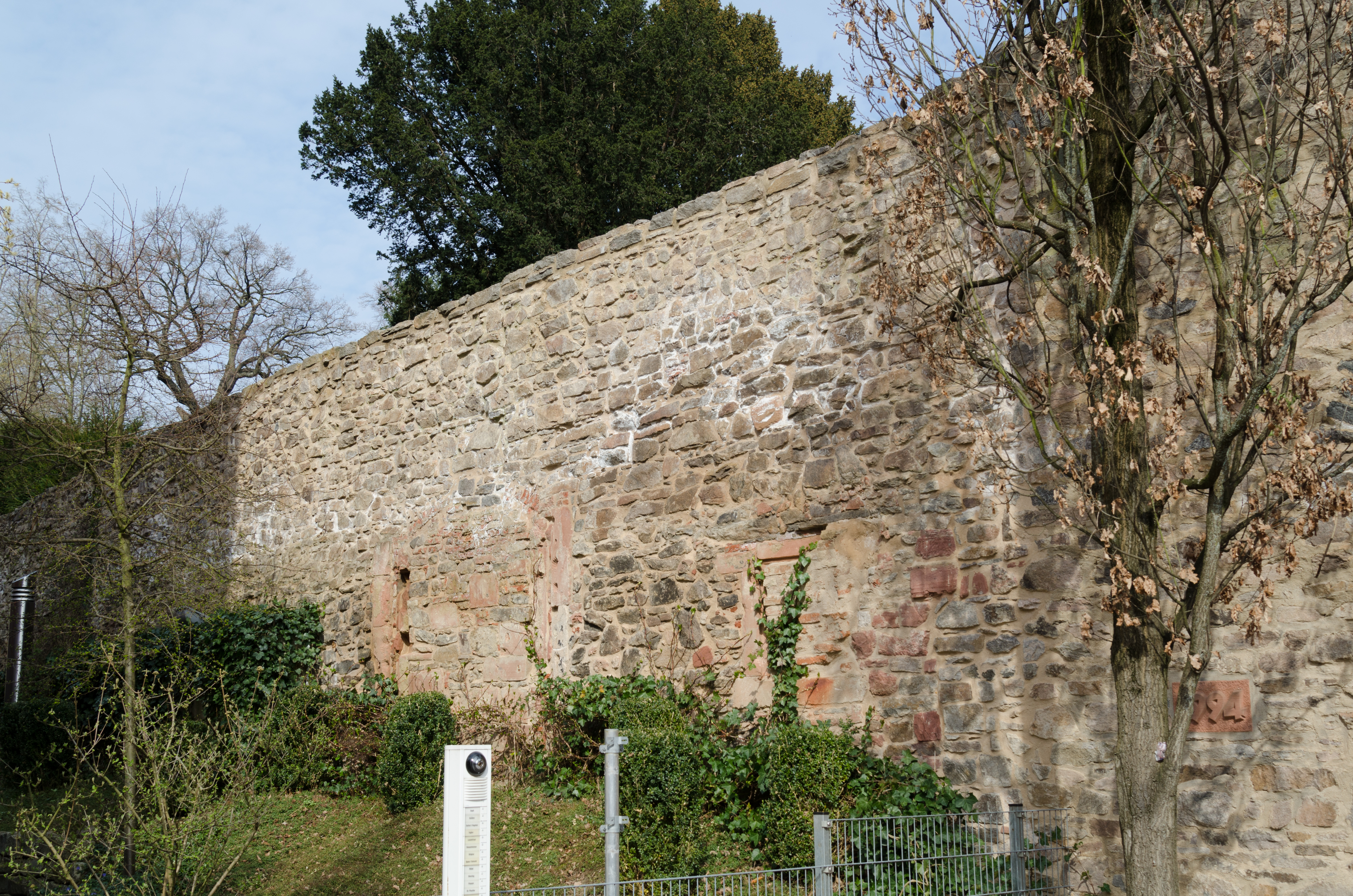
Stadtmauer im Schöntal, Stadtseite

| Lage                                                                                    | Objekt       | Beschreibung | Akten-Nr.               | Bild           |
| --------------------------------------------------------------------------------------- | ------------ | --- | ----------------------- | -------------- |
| Kapuzinerplatz 8 (lt. Denkmalliste), tatsächliche Lage s. obenstehenden Text (Standort) | Stadtmauer   | Mauerwerk aus Bruchstein und Quadern, in Teilen erhalten in der Brennofengasse, Herstallstraße, Nähe Stiftsgasse, am Schloßberg, Schloßgarten, 1788 von d'Herigoyen als Verbindungsbrücke zwischen den Teilen des Schloßgartens umgebaut (über dem Theoderichstor), im Schöntal (Schenkenturm) und an der Suicardusstraße mit Theoderichstor, zwischen 1434 und 1459 durch Kurfürst Theoderich von Erbach errichtet und 1780 zur Promenade ausgebaut | D-6-61-000-2            | weitere Bilder |
| Nähe Goldbacher Straße (Standort)                                                       | Herstallturm | Rundtürmchen der Barbakane des sonst abgetragenen Herstalltores, Obergeschoss auf Rundbogenfries vorkragend, 1545 | D-6-61-000-124 Wikidata | weitere Bilder |

## Baudenkmäler nach Stadtteilen

Stadtgliederung Aschaffenburg

### Stadtmitte/Innenstadt
Die Aschaffenburger Innenstadt ist entsprechend der historischen Stadtentwicklung in drei Abschnitte unterteilbar, die obere Altstadt, die untere Altstadt und die Neustadt.
Den ältesten Teil und Kern der oberen Altstadt bildet der Stifts- oder auch Badberg mit der Stiftskirche als bildlicher und topographischer Höhepunkt. Er ist begrenzt durch den Löhergraben (heute: Löherstraße) und die Dalbergstraße, die zugleich der zentrale Weg von der Mainbrücke zum Markt unterhalb der Stiftskirche war.
Von der Dalbergstraße aus erstreckt sich die weitere obere Altstadt hin zum Schlossplatz, der eine großzügige Freifläche vor dem Renaissanceschloss bildet. Begrenzt wird die obere Altstadt durch die Landingstraße.
Jenseits schließt sich wie ein Ring um die Altstadt die Unterstadt an, die innerhalb der früheren Stadtmauern liegt und noch vielfach die zwei- bis dreigeschossige Bebauung der frühen Neuzeit aufweist. Eine Ausnahme bildet die Herstallstraße, die als zentrale Einkaufsstraße in der Gründerzeit durchgängig neu mit großen Geschäftshäusern bebaut wurde.
Nach dem weitgehenden Abriss der Stadtmauer in den 1870er Jahren hat sich die gründerzeitliche Neustadt in den sie umgebenden Eisenbahnring hinein ausgedehnt. Nördlich der Friedrich- und der Weißenburger Straße sowie jenseits des Parks Schöntal, befinden sich, als weiterer Ring um die Unterstadt, verstärkt drei- bis vierstöckige Wohn- und Geschäftsgebäude mit zum Teil prachtvollen Fassaden, die den Reichtum ihrer Erbauer deutlich hervorkehren. Hinzu kommen östlich von Schöntal und westlich des Schlossgartens große Villen der Gründerzeit.

#### Obere Altstadt
| Lage                                                    | Objekt                                                                                             | Beschreibung | Akten-Nr.               | Bild           |
| ------------------------------------------------------- | -------------------------------------------------------------------------------------------------- | --- | ----------------------- | -------------- |
| Dalbergstraße 2 (Standort)                              | Wohn- und Geschäftshaus                                                                            | Viergeschossiges Eckgebäude mit geschweiftem Ziergiebel und Erker mit plastischer Jugendstilornamentik zur Landingstraße, sonst gewalmtes Mansarddach, obere Geschosse durch Gurtgesimse und Lisenen gegliedert, Fenster steinumrahmt, zum Teil profiliert, an der Ecke im zweiten Obergeschoss Loggia, darüber Balkon, dekoratives Rahmenwerk um Eingang Dalbergstraße und darüber liegendes Fenster, von Heinrich Morhard 1906 | D-6-61-000-21 Wikidata  | weitere Bilder |
| Dalbergstraße 15 (Standort)                             | Rathaus                                                                                            | Dreiteilige Baugruppe, siebengeschossiger, würfelförmiger Hauptbau mit glasüberdachter piazzettaartiger Halle, dreigeschossiger Mitteltrakt mit Innenhof, 1956–1958 von Diez Brandi Gleichzeitiger Sitzungssaalbau mit rekonstruierter Säulenportikus des Emanuel Joseph d'Herigoyen von 1790; mit Ausstattung | D-6-61-000-22 Wikidata  | weitere Bilder |
| Dalbergstraße 36 (Standort)                             | Bürgerhaus                                                                                         | Dreigeschossiger Mansarddachbau mit verputzten leicht vorkragenden Fachwerkobergeschossen, im Kern erste Hälfte 16. Jahrhundert, Ende 18. Jahrhundert umgebaut | D-6-61-000-24 Wikidata  | weitere Bilder |
| Dalbergstraße 41 (Standort)                             | Bürgerhaus, ehemaliges Haus der Freiherrn von Reigersberg                                          | Dreigeschossiger giebelständiger Fachwerkbau mit vorkragenden Obergeschossen und reich ornamentierten Pilastern, rückwärts bezeichnet „1589“ | D-6-61-000-25 Wikidata  | weitere Bilder |
| Dalbergstraße 43 (Standort)                             | Gebäudekern des 16. Jahrhunderts in modernem Bau                                                   | Mit erhaltenem Sandsteinportal, um 1600; integriert in modernen Bau | D-6-61-000-26 Wikidata  | weitere Bilder |
| Dalbergstraße 47 (Standort)                             | Bürgerhaus                                                                                         | Dreigeschossiger giebelständiger Satteldachbau mit vorkragenden Obergeschossen und Schopfwalm, 17./18. Jahrhundert | D-6-61-000-27 Wikidata  | weitere Bilder |
| Dalbergstraße 48 (Standort)                             | Wohn- und Gasthaus                                                                                 | Dreigeschossiger giebelständiger Satteldachbau mit Schopfwalm und vorkragenden Fachwerkobergeschossen, Portal bezeichnet „1784“ | D-6-61-000-28 Wikidata  | weitere Bilder |
| Dalbergstraße 49 (Standort)                             | Bürgerhaus                                                                                         | Zweigeschossiger Fachwerkbau in Ecklage mit Walmdach, vorkragendem Obergeschoss und bis ins Dach reichendem Erker, um 1710 | D-6-61-000-29 Wikidata  | weitere Bilder |
| Dalbergstraße 49 a (Standort)                           | Bürgerhaus                                                                                         | Dreigeschossiger Walmdachbau mit dreieckig übergiebeltem, flach vorspringendem Mittelrisalit, verputzte Fachwerkobergeschosse, horizontal gegliedert durch Gurtgesimse, klassizistisch, 1803, in der Art d'Herigoyens | D-6-61-000-30 Wikidata  | weitere Bilder |
| Dalbergstraße 50 (Standort)                             | Bürgerhaus                                                                                         | Dreigeschossiger giebelständiger Satteldachbau mit Fachwerkobergeschossen, zweite Obergeschoss vorkragend, Kragstein mit Datum des 16. Jahrhunderts (zum Teil in alten Formen erneuert) | D-6-61-000-31 Wikidata  | weitere Bilder |
| Dalbergstraße 51 (Standort)                             | Bürgerhaus                                                                                         | Dreigeschossiger giebelständiger Satteldachbau mit vorkragenden verputzten Fachwerkobergeschossen, im Kern wohl Anfang 16. Jahrhundert | D-6-61-000-32 Wikidata  | weitere Bilder |
| Dalbergstraße 53 (Standort)                             | Bürgerhaus                                                                                         | Dreigeschossiger giebelständiger Satteldachbau mit vorkragenden Fachwerkobergeschossen, zum Teil verschiefert, bezeichnet „1777“, im Kern wohl älter | D-6-61-000-33 Wikidata  | weitere Bilder |
| Dalbergstraße 54 (Standort)                             | Bürgerhaus                                                                                         | Dreigeschossiger traufständiger Sandsteinquaderbau, Fassade in klassizistischen Formen, 1851 und 1874 | D-6-61-000-34 Wikidata  | weitere Bilder |
| Dalbergstraße 55 (Standort)                             | Bürgerhaus                                                                                         | Zweigeschossiger Walmdachbau in Ecklage mit vorkragendem Fachwerkobergeschoss und Zwerchhaus, Fensterrahmen mit figürlichen Reliefs, Konsolstein bezeichnet „1712“ | D-6-61-000-35 Wikidata  | weitere Bilder |
| Dalbergstraße 56 (Standort)                             | Bürgerhaus                                                                                         | Dreigeschossiger, giebelständiger Fachwerkbau auf massivem Sockel mit steilem Satteldach, Erd- und erstes Obergeschoss ehemals hohe Halle, zweites Obergeschoss vorkragend, 1440 (dendrochronologisch datiert), Treppenturm 1590, Fachwerkfreilegung um 1920 | D-6-61-000-36 Wikidata  | weitere Bilder |
| Dalbergstraße 58 (Standort)                             | Wohnhaus                                                                                           | Dreigeschossiger, traufständiger Satteldachbau mit vorkragenden Fachwerkobergeschossen, wohl Ende 18. Jahrhundert, 1897 | D-6-61-000-37 Wikidata  | weitere Bilder |
| Dalbergstraße 60 (Standort)                             | Wohn- und Geschäftshaus                                                                            | Zweigeschossiger traufständiger Mansarddachbau mit vorkragendem verputztem Fachwerkobergeschoss, bezeichnet „1756“, mit älterem Kern (Gewölbekeller), Erdgeschossumbau 1922 und 1948 | D-6-61-000-38 Wikidata  | weitere Bilder |
| Dalbergstraße 72 (Standort)                             | Bürgerhaus                                                                                         | Zweigeschossiger traufständiger Mansarddachbau mit vorkragendem Fachwerkobergeschoss 1806–1808, über einem Vorgängerbau von 1539 (dendrochronologisch datiert) | D-6-61-000-39 Wikidata  | weitere Bilder |
| Fürstengasse 1 (Standort)                               | Wohnhaus, ehemaliges Wirtshaus dann Kaffeehaus                                                     | Zweigeschossiger traufständiger Satteldachbau, klassizistisch, 1812/14 | D-6-61-000-73 Wikidata  | weitere Bilder |
| Fürstengasse 2 (Standort)                               | Wohnhaus                                                                                           | Dreigeschossiger Eckbau mit flachem Walmdach, Lisenengliederung, spätklassizistisch, 1841 Nebengebäude, 1843 | D-6-61-000-74 Wikidata  | weitere Bilder |
| Kleine Metzgergasse 2 (Standort)                        | Wohnhaus                                                                                           | Zweigeschossiger Satteldachbau mit weit vorkragendem Fachwerkobergeschoss, Giebel zur Metzgergasse, bezeichnet „1544“ | D-6-61-000-142 Wikidata | weitere Bilder |
| Kleine Metzgergasse 4 (Standort)                        | Wohnhaus                                                                                           | Dreigeschossiger traufständiger Satteldachbau mit vorkragenden Fachwerkobergeschossen, 16./17. Jahrhundert | D-6-61-000-143 Wikidata | weitere Bilder |
| Kleine Metzgergasse 6, Kleine Metzgergasse 8 (Standort) | Bürgerhäuser                                                                                       | Zweigeschossig traufständig mit Satteldach, Nr. 6 mit vorkragendem Fachwerkobergeschoss, Nr. 8 mit älterem Keller, 18. Jahrhundert/frühes 19. Jahrhundert, über Vorgängerbauten | D-6-61-000-144 Wikidata | weitere Bilder |
| Metzgergasse 1 (Standort)                               | Wohnhaus                                                                                           | Zweigeschossiger Satteldachbau mit Giebel zur Dalbergstraße, verputztes Fachwerkobergeschoss, an der Metzgergasse auf Konsolen vorkragend, bezeichnet „1537“ | D-6-61-000-172 Wikidata | weitere Bilder |
| Metzgergasse 3 (Standort)                               | Wohnhaus                                                                                           | Zweigeschossiger traufseitiger Satteldachbau mit Fachwerkobergeschoss, wohl 17. Jahrhundert | D-6-61-000-174 Wikidata | weitere Bilder |
| Metzgergasse 5, Kleine Metzgergasse 1a (Standort)       | Wohnhaus                                                                                           | Dreigeschossig in Ecklage mit vorkragenden Fachwerkobergeschossen und Halbwalmdach, rechteckiger Erker zur Metzgergasse, 17. Jahrhundert | D-6-61-000-141 Wikidata | weitere Bilder |
| Metzgergasse 9 (Standort)                               | Wohnhaus                                                                                           | Giebelständiges viergeschossiges Fachwerkhaus mit Krüppelwalm, Obergeschosse vorkragend, Erdgeschoss massiv mit Steinkonsolen, um 1600 | D-6-61-000-176 Wikidata | weitere Bilder |
| Metzgergasse 11, Metzgergasse 13 (Standort)             | Wohnhaus                                                                                           | Dreigeschossiges Doppelhaus, Bruchstein mit Hausteingliederungen, seitlich angebaute Hoftore, 1803 von Michael und Wolfgang Streiter für Archivrat Urban Müller | D-6-61-000-177 Wikidata | weitere Bilder |
| Metzgergasse 15 (Standort)                              | Ehemalige Pfarrschule, heute Wohnhaus                                                              | Zweigeschossiger Halbwalmdachbau mit vorkragendem verputztem Fachwerkobergeschoss, bezeichnet „1743“ | D-6-61-000-178 Wikidata | weitere Bilder |
| Neben der Großen Metzgergasse 1 (Standort)              | Wohnhaus                                                                                           | Zweigeschossiger giebelständiger Halbwalmdachbau, mit Fachwerkobergeschoss, Ende 18. Jahrhundert | D-6-61-000-182 Wikidata | weitere Bilder |
| Pfaffengasse 13 (Standort)                              | Bachsaal, ehemaliger Ballsaal der Kasinogesellschaft                                               | Klassizistischer Bau, 1824; Seitenfassade zum Karlsplatz | D-6-61-000-191 Wikidata | weitere Bilder |
| Pfaffengasse 15 (Standort)                              | Evangelisch-lutherische Pfarrkirche Christuskirche                                                 | Älteste evangelische Kirche in Aschaffenburg, mit Einturmfassade, neuromanisch, 1837–1839 nach Plänen von Kreisbaurat Riedel, 1883 Verlängerung des Kirchenschiffes, 1928 Einbau von Emporen, 1944/45 kriegsbeschädigt, Umgestaltung des Innenraumes 1972/73 nach Plänen von Richard Riemerschmid, München; mit Ausstattung | D-6-61-000-192 Wikidata | weitere Bilder |
| Pfaffengasse 19, Fürstengasse 3 (Standort)              | Kurie Starkenburg                                                                                  | Zweigeschossiger zweiflügeliger Satteldachbau auf L-förmigem Grundriss, mit Spitzbogentor und vorkragendem Fachwerkobergeschoss, Fachwerkerker mit barocker Haube, im Kern um 1450, im 18. und 19. Jahrhundert verändert. Seit 1956 Eigentum der Evangelisch-Lutherischen Kirchengemeinde Aschaffenburg | D-6-61-000-193 Wikidata | weitere Bilder |
| Pfaffengasse 22; Pfaffengasse 24 (Standort)             | Ehemaliges Jesuitenkolleg                                                                          | Um einen Hof gruppierte Anlage aus massiven zwei- und dreigeschossigen Satteldachbauten, 17./18. und 19. Jahrhundert; nach Kriegsschäden 1953 renoviert Im Hof Denkmal für Lampert von Aschaffenburg (1040–1077), ehemals von König Ludwig I. auf dem Karlsplatz errichtet | D-6-61-000-194 Wikidata | weitere Bilder |
| Pfaffengasse 24 (Standort)                              | Mariensäule                                                                                        | Roter Sandstein, 1703 | D-6-61-000-195 Wikidata | weitere Bilder |
| Pfaffengasse 26 (Standort)                              | Ehemalige Jesuitenkirche Heilige Dreifaltigkeit                                                    | Studienkirche für das vom Orden betriebene Gymnasium, 1619–1621, 1944 erhebliche Schäden, 1976 durch die Stadt Aschaffenburg von der Diözese Würzburg erworben und wieder aufgebaut, zur profanierten Kunsthalle mit wechselnden Ausstellungen umgewidmet, einschiffiger Renaissance-Bau mit Seitenkapellen und halbrunden Apsis mit Kuppelwölbung, Laterne und gedeckter Galerie, im Obergaden kleine Stichbogenfenster, achteckiger Dachreiter, im Inneren aufwändige Stuckverzierungen | D-6-61-000-196 Wikidata | weitere Bilder |
| Pfarrgasse 1 (Standort)                                 | Wohnhaus                                                                                           | Dreigeschossiger traufständiger Satteldachbau mit vorkragenden verputzten Fachwerkobergeschossen, Anfang 18. Jahrhundert | D-6-61-000-197 Wikidata | weitere Bilder |
| Pfarrgasse 4 (Standort)                                 | Wohnhaus                                                                                           | Zweigeschossiger traufständiger Mansarddachbau, vorkragendes Fachwerkobergeschoss auf profilierten Konsolen, 16.–18. Jahrhundert | D-6-61-000-198 Wikidata | weitere Bilder |
| Pfarrgasse 8 (Standort)                                 | Wohnhaus                                                                                           | Zweigeschossiger traufständiger Satteldachbau mit vorkragendem Fachwerkobergeschoss, bezeichnet „1538“ Portal mit Diamantrustika, bezeichnet „1591“ | D-6-61-000-199 Wikidata | weitere Bilder |
| Rathausgasse 4 (Standort)                               | Bürgerhaus                                                                                         | Dreigeschossiges giebelständiges Fachwerkhaus mit vorkragenden Obergeschossen und massivem Erdgeschoss, im Kern 1539 | D-6-61-000-203 Wikidata | weitere Bilder |
| Rathausgasse 10 (Standort)                              | Ehemaliger Stiftshof, heute Wohnhaus                                                               | Zweigeschossiger giebelständiger Satteldachbau mit verputztem Fachwerkobergeschoss, im Kern 16. Jahrhundert, Anbau von 1878 | D-6-61-000-205 Wikidata | weitere Bilder |
| Sackgasse 3 a (Standort)                                | Stützmauer                                                                                         | Aus Sandstein mit Zinnen und Blendarkaden, Mitte 19. Jahrhundert | D-6-61-000-160 Wikidata | weitere Bilder |
| Schloßgasse (Standort)                                  | Figur des heiligen Johannes Nepomuk                                                                | Auf einem gebauchten Inschriftensockel, Sandstein, gestiftet von der Fischerzunft, barock, 1751, ursprünglich am Fischerbrückchen im Löhergraben | D-6-61-000-496 Wikidata | weitere Bilder |
| Schloßgasse 8 (Standort)                                | Stadttheater                                                                                       | Theatersaal und Fassade zum Karlsplatz 1810/11 nach Plänen von Emanuel Joseph d'Herigoyen Zugehörig Teile der ehemaligen Deutschordenskomturei, eine Giebelfassade mit geschweiftem Knickgiebel, Ende 16. Jahrhundert; zur Theatergasse erhalten | D-6-61-000-233 Wikidata | weitere Bilder |
| Schloßgasse 10 (Standort)                               | Wohnhaus                                                                                           | Dreigeschossiger Satteldachbau mit Geschossgesims und Zahnfries, klassizistisch, 1810 von Wolfgang Streiter; aufgestockt und in den Theaterkomplex integriert | D-6-61-000-234 Wikidata | weitere Bilder |
| Schloßgasse 13 (Standort)                               | Katholische Pfarrkirche zu Unserer Lieben Frau, Muttergottespfarrkirche                            | Turm mit Spitzhelm, 13. Jahrhundert, Langhaus mit barocker Fassade, mit Rotsandsteingliederungen, Saalbau mit eingezogenem halbrundem Chor, 1768–1775 von Franz Boccorny, mit Baufragmenten des 12. Jahrhunderts; mit Ausstattung | D-6-61-000-235 Wikidata | weitere Bilder |
| Schloßgasse 14 (Standort)                               | Fachwerkhaus                                                                                       | Traufständig, verputzt, mit vorkragendem Obergeschoss, geohrte Fenster im Erdgeschoss, Kellerabgang, im Kern 14. Jahrhundert (dendrochronologisch datiert) und 18. Jahrhundert | D-6-61-000-236 Wikidata | weitere Bilder |
| Schloßgasse 15, 17 (Standort)                           | Bürgerhaus                                                                                         | Traufständige 1901 zusammengefasste dreigeschossige Satteldachbauten, teils vorkragendes Fachwerkobergeschoss auf Konsolsteinen, im Kern 15. Jahrhundert, bezeichnet „1735“ | D-6-61-000-239 Wikidata | weitere Bilder |
| Schloßgasse 16 (Standort)                               | Wohnhaus                                                                                           | In Ecklage, zweigeschossiger Satteldachbau mit vorkragendem Fachwerkobergeschoss und Zwerchhaus, 17. Jahrhundert | D-6-61-000-238 Wikidata | weitere Bilder |
| Schloßgasse 19 (Standort)                               | Ehemaliger Hof                                                                                     | Zweigeschossiger traufständiger Satteldachbau mit verputztem Fachwerkobergeschoss, Ende 18. Jahrhundert, 1901 umgebaut Davor Sandsteinpfeiler einer ehemaligen Kettenabgrenzung | D-6-61-000-240 Wikidata | weitere Bilder |
| Schloßgasse 21 (Standort)                               | Ehemaliger Ulmer Hof                                                                               | Zweigeschossiger giebelständiger Satteldachbau mit vorkragendem Fachwerkobergeschoss und Zwerchhaus, und spitzbogiger Toreinfahrt mit neugotischer Holztür, im Kern 15./16. Jahrhundert | D-6-61-000-241 Wikidata | weitere Bilder |
| Schloßgasse 27 (Standort)                               | Marstall, ehemalige kurfürstliche Wagenremise, heute Meisterschule für Steinmetzen und -bildhauer  | Zum Schloss gerichtete trapezförmige Hofanlage, eingeschossiges Hauptgebäude mit Mansarddach, Flügel mit Satteldächern, Pavillons und Portal, 18. Jahrhundert, zum Teil Wiederaufbauten | D-6-61-000-242 Wikidata | weitere Bilder |
| Schloßgasse 28 (Standort)                               | Brauerei Schlappeseppel                                                                            | Dreigeschossiger schlichter Walmdachbau von 1802 | D-6-61-000-243 Wikidata | weitere Bilder |
| Schloßplatz 3, Schloßplatz 5 (Standort)                 | Doppelhaus                                                                                         | Zwei dreigeschossige Gebäude mit flachem Walmdach und Architekturgliederung in rotem Sandstein, 1881 von Wilhelm Koehl (Nr. 5) | D-6-61-000-245 Wikidata | weitere Bilder |
| Schloßplatz 4 (Standort)                                | Schloss Johannisburg                                                                               | Mit Schlosskapelle, über dem Main gelegene, die Stadt dominierende dreigeschossige Vierflügelanlage mit Ecktürmen, aus rotem Sandstein, für Kurfürst Johann Schweickhard, deutsche Renaissance, 1605–1614 von Georg Ridinger, Bergfried des 14./15. Jahrhunderts; nach Kriegszerstörung Wiederaufbau 1945–1978; mit Terrassen- und Stützmauern; klassizistische Innenausstattung von Emanuel Joseph d’Herigoyen; mit Gemäldegalerie und Museum | D-6-61-000-246 Wikidata | weitere Bilder |
| Schloßplatz 7 (Standort)                                | Ehemaliges Finanzamt                                                                               | Viergeschossiger Bau in Ecklage mit Hauptfassade zum Schlossplatz und Giebel zur Schlossgasse, Sandsteinquader, traufständiger Seitenflügel zur Schlossgasse mit verputzten Obergeschossen, historistisch, 1904 nach Plänen von Gustav Freiherr von Schacky | D-6-61-000-244 Wikidata | weitere Bilder |
| Stiftsgasse 1 (Standort)                                | Stiftsglöcknerhaus                                                                                 | Dreigeschossiger Sandsteinquaderbau mit Mansard-Walmdach, Giebel und ionischen Eckpilastern, frühklassizistisch, Erdgeschoss mit Bandrustika, neben dem Eingang zwei Fenster mit stehendem Oval, Fenster in den Etagen mit Stichbogen und Keilsteinen, im Dreiecksgiebel Kartusche mit Wappen des Stiftes, Neubau 1749/50 über altem Keller | D-6-61-000-291 Wikidata | weitere Bilder |
| Stiftsgasse 1 a (Standort)                              | Ehemaliges Stiftsgebäude, jetzt Stiftsmuseum der Stadt                                             | Dreiflügelanlage mit Bauteilen aus dem 13. bis 18. Jahrhundert; umfasst drei Seiten des romanischen Kreuzgangs an der Stiftskirche (1220 bis 1250), dessen Holzdecke mit der Restaurierung 1866–1867 erneuert wurde. Westflügel zum Stiftsplatz aus zwei ursprünglich getrennten Gebäuden mit verschiedenen Geschosshöhen, Giebel ursprünglich zum Stiftsplatz, heute Treppengiebel in Nord-Süd-Richtung, Kellergeschoss unter dem Nordflügel (Gewölbekeller bis zum Eingang) und unter dem Westflügel (Staufferkeller). Davor gebaut Verkaufsgewölbe (Kaffaten), deren südlicher Teil durch die barocke Treppenanlage (1723) zur Stiftskirche zugebaut. Der nördliche Teil ist heute Museumseingang. Darüber Terrasse von 1480 mit spätgotischer Brüstung und Steinkanzel (Pilgerkanzel). Nordgebäude ebenfalls zweigeteilt mit ursprünglich unterschiedlichen Geschosshöhen. Im Ostteil ausgebaut zum Kreuzgang mit drei gotischen Steinkreuz-Fenstern und Giebel mit Schopfwalm und Zugang zum Kreuzgang über Wendeltreppe (1481 bzw. 1483). Enthält Kapitelsaal und Kanonikerstube im Obergeschoss mit Renaissanceausstattung (1621) Ostflügel enthält im Erdgeschoss „Glockensaal“ bzw. alten Kapitelsaal, Ausgang zum Stiftshof mit Spuren der vormaligen Michaelskapelle. Im Obergeschoss Gotischer Saal | D-6-61-000-292 Wikidata | weitere Bilder |
| Stiftsgasse 3 (Standort)                                | Katholische Stiftskirche St. Peter und Alexander                                                   | Dreischiffige Basilika mit kreuzgangähnlicher Vorhalle, 12.–13. Jahrhundert, Turm 15. Jahrhundert, Maria-Schnee-Kapelle 1516 Mansarddach 1719–1722, Giebel neugotisch; mit Ausstattung Freitreppe 1723 Kreuzigungsgruppe am Treppenaufgang, 18. Jahrhundert | D-6-61-000-293 Wikidata | weitere Bilder |
| Stiftsgasse 5 (Standort)                                | [[Stiftshöfe in Aschaffenburg\|Stiftspfarrhof, heute Pfarrhaus von St. Peter und Alexander]]       | Der bereits 1317 erwähnten Kurie „Zur Rose“, zweigeschossiger traufständiger Mansardwalmdachbau mit flachem Mittelrisalit, geohrte Fenster- und Türrahmungen, Original von 1766, Zerstörung 1945, Wiederaufbau nach Plänen des Landbauamtes Aschaffenburg unter Übernahme der Keller und Umfassungsmauern 1951/52 | D-6-61-000-294 Wikidata | weitere Bilder |
| Stiftsgasse 6, 9 (Standort)                             | Ehemaliger Dekanatshof des Stifts, heute Sitz der Stadtbau Aschaffenburg GmbH                      | Dreiflügelanlage, Hauptgebäude, zweigeschossiger Walmdachbau mit Eckquaderung und profilierten Fensterrahmungen, eingeschossige Flügel mit Walmdach, Hof zur Straße mit Mauer und Portal geschlossen, 1751–1756 nach Plänen des Kapitulars Johann Georg Wenzeslaus von Hoffmann, nach Kriegszerstörungen 1969–1972 unter Verwendung alter Bauteile rekonstruiert | D-6-61-000-297 Wikidata | weitere Bilder |
| Stiftsgasse 7 (Standort)                                | Ehemaliger Stiftshof „Zum Einbeck“, heute Sitz der Stiftungsverwaltung, Stiftungsamt Aschaffenburg | Zweigeschossiger Mansarddachbau, Original erste Hälfte 18. Jahrhundert, starke Beschädigung 1944/45, Wiederaufbau unter Übernahme der Umfassungsmauern und der Gewölbekeller 1947–1949 | D-6-61-000-295 Wikidata | weitere Bilder |
| Stiftsgasse 8 (Standort)                                | Wohnhaus                                                                                           | Zweigeschossiger Walmdachbau auf hohem Kellersockel, mit vorkragendem Obergeschoss, mit Fachwerk überbauter Kellereingang, teilweise 1294, Fachwerk 1406 (dendrochronologisch datiert), Portal zur Stiftsgasse bezeichnet „1773“ | D-6-61-000-296 Wikidata | weitere Bilder |
| Stiftsgasse 12 (Standort)                               | Ehemaliges Stiftshaus „Zum Trappen“                                                                | Zweigeschossiger Walmdachbau mit verputztem Fachwerkobergeschoss, 1804 von Michael Streiter Gotisches Hoftor | D-6-61-000-298 Wikidata | weitere Bilder |
| Stiftsgasse 13 (Standort)                               | Ehemalige Stiftskurie                                                                              | Zweigeschossiger giebelständiger Satteldachbau mit vorkragendem Obergeschoss, rundbogiges Steinportal und rundbogiges Tor zum Gewölbekeller, bezeichnet „1601“ | D-6-61-000-299 Wikidata | weitere Bilder |
| Stiftsgasse 15 (Standort)                               | Ehemaliges Stiftsvikariatshaus                                                                     | Zweigeschossiger traufständiger Satteldachbau, rundbogiges Portal mit Beschlagwerkornamentik, profilierte Fensterrahmungen im Erdgeschoss, Fachwerkobergeschoss, 1600/1601 (dendrochronologisch datiert) | D-6-61-000-300 Wikidata | weitere Bilder |
| Webergasse 1 (Standort)                                 | Ehemaliger Adelshof, heute Marienstift                                                             | Historischer Kern der verbunden parallel stehenden Bauten mit Satteldach, unter Integration eines Schalenturms der Stadtmauer, 17. Jahrhundert | D-6-61-000-313 Wikidata | weitere Bilder |
| Webergasse 3 (Standort)                                 | Ehemalige kurfürstliche Schneiderei                                                                | Zweigeschossiger Massivbau mit Volutengiebel, deutsche Renaissance, 1592 durch Kurfürst Wolfgang von Dalberg, 1903 erweitert | D-6-61-000-314 Wikidata | weitere Bilder |
| Webergasse 4 (Standort)                                 | Wohnhaus                                                                                           | Zweieinhalb geschossiger Satteldachbau mit klassizistischem Fassadendekor, Lisenengliederung und Portal, 1804/05 von Wolfgang Streiter | D-6-61-000-315 Wikidata | weitere Bilder |
| Webergasse 5 (Standort)                                 | Säulenhalle, sogenanntes Kornhäuschen, heute nicht kommerzieller Ausstellungsort für moderne Kunst | Eingeschossiger klassizistischer Sandsteinquaderbau mit toskanischer Kolonnade zwischen Eckrisaliten, 1805 auf Veranlassung Carl Theodor von Dalbergs als architektonischer und optischer Abschluss des Schlossplatzes nach Plänen Emanuel d’Herigoyens erbaut, 1988/89 zum Teil erneuert. Der Name ist entstanden, weil den Bauern des Marktes auf dem Schlossplatz gestattet wurde, bei schlechtem Wetter dort ihr Korn zu lagern | D-6-61-000-248 Wikidata | weitere Bilder |
| Webergasse 6 (Standort)                                 | Pfarramt zu Unserer Lieben Frau                                                                    | Portal in der Pfarrgasse von 1691, Fenstergitter 18. Jahrhundert, 1956 wiederaufgebaut | D-6-61-000-316 Wikidata | weitere Bilder |

#### Untere Altstadt
| Lage                                      | Objekt                                                                                              | Beschreibung | Akten-Nr.               | Bild           |
| ----------------------------------------- | --------------------------------------------------------------------------------------------------- | --- | ----------------------- | -------------- |
| Am Heißen Stein 3 (Standort)              | Ehemaliger Stadthof des Benediktinerinnenklosters Schmerlenbach                                     | Zweigeschossiger massiver Satteldachbau mit zweigeschossigem Giebel zur Gasse, frühes 17. Jahrhundert, zweiteilige Steinpfostenfenster mit Ladenpfalz und Hohlkehle, überbaute rundbogige Einfahrt – im Scheitel die Jahreszahl 1609, rundbogiges Hofportal zum Wohngebäude in der Form verwandt zum Portal der Jesuitenkirche, ummauerte Gartenanlage; Baugruppe mit Am Heißen Stein 4 | D-6-61-000-3 Wikidata   | weitere Bilder |
| Am Heißen Stein 4 (Standort)              | Ehemaliger Gasthof Zum heißen Stein                                                                 | Dreigeschossiger giebelständiger Fachwerkbau mit vorkragenden Obergeschossen auf massivem Erdgeschoss und Gewölbekeller, 1573 (dendrochronologisch datiert), Erdgeschoss-Fassade aus dem 19. Jahrhundert; Baugruppe mit Am Heißen Stein 3 | D-6-61-000-4 Wikidata   | weitere Bilder |
| Am Heißen Stein 4 (Standort)              | Anbau                                                                                               | Nach Süden zweigeschossiger traufenständiger Anbau mit Toreinfahrt rundbogig mit Renaissanceformen und Diamantquaderung, Torbogen, bezeichnet „1614“ (in modernen Anbauten von 1952) | D-6-61-000-4 Wikidata   | weitere Bilder |
| Badergasse 1 (Standort)                   | Gedenktafel                                                                                         | Für den hier geborenen Prälaten Dr. Franz Leonhard Hettinger (1819–1890) | D-6-61-000-484 Wikidata | weitere Bilder |
| Badergasse 7 (Standort)                   | Wohnhaus                                                                                            | Zweigeschossiger Walmdachbau auf dem Rumpf einer ehemaligen Scheune, verputztes Fachwerkobergeschoss, 1806; Wohnhaus, zweigeschossiger Mansardhalbwalmdachbau mit Zwerchhäusern und Sandsteingliederung, Kapelle im Obergeschoss, 1912/13; mit Garten und Einfriedung | D-6-61-000-7 Wikidata   | weitere Bilder |
| Betgasse 1 (Standort)                     | Katholische Sandkirche                                                                              | Turm im unteren Teil ehemaliger Torturm der Stadtbefestigung, bezeichnet „1380“, Saalkirche mit eingezogenem Chor sowie Turmaufsatz mit Zwiebelhelm und Laterne, 1756/57 wohl von Anselm Franz von Ritter zu Groenesteyn; mit Ausstattung | D-6-61-000-9 Wikidata   | weitere Bilder |
| Erbsengasse 2 (Standort)                  | Haus zum Storchennest, Adelssitz der Familien Faust von Stromberg und der Freiherrn von Hettersdorf | Zweigeschossiger Steinbau mit Volutengiebel zur Erbsengasse, seitlichem, rundbogigem Renaissanceportal und traufständigem Seitenflügel nach Westen, deutsche Renaissance, 1607; am Portal seitlich als Dekoration zwei korinthische Säulen und Schlussstein mit Frauenkopf sowie Wappen der Gründerfamilien; Giebel über dem Gurtgesims mit Delphinleibern geschmückt, am Abschluss männliche Halbfigur; Eckausbildung mit diamantierten Quadern; der rundbogige Eingang an der Giebelseite führt zu einem tiefen Gewölbekeller. Durch Zwischenbau verbunden mit dem Schönborner Hof (siehe Wermbachstraße 15) | D-6-61-000-429 Wikidata | weitere Bilder |
| Erthalstraße 1a (Standort)                | Wohnhaus                                                                                            | Zur Karlstraße mit klassizistischem Palladiomotiv, 1804 von Wolfgang Streiter; gehörte früher zu Karlstraße 2 (siehe dort) | D-6-61-000-48 Wikidata  | weitere Bilder |
| Erthalstraße 3 (Standort)                 | Justizgebäude                                                                                       | Zweiteiliger kubischer Komplex in Stahlbetonskelettbauweise aus sechsgeschossigem Büro- und Verwaltungsgebäude und zweigeschossigem Sitzungssaalbau, mit Flachdächern, natursteinverkleidet, 1957–1960; mit Ausstattung | D-6-61-000-421 Wikidata | weitere Bilder |
| Erthalstraße 4, Erthalstraße 6 (Standort) | Wohnhaus                                                                                            | Zweiteilige Baugruppe, drei- und viergeschossiger Massivbau mit Erkern, reduzierter Historismus, bezeichnet „1909“, von Friedrich Selbert | D-6-61-000-50 Wikidata  | weitere Bilder |
| Fischergasse 6 (Standort)                 | Bürgerhaus                                                                                          | Dreigeschossiger Satteldachbau mit Krüppelwalm, massivem Erdgeschoss und vorkragenden Fachwerkobergeschossen, bezeichnet „1601“ | D-6-61-000-57 Wikidata  | weitere Bilder |
| Herstallstraße 7 (Standort)               | Wohn- und Geschäftshaus                                                                             | Viergeschossiger Satteldachbau, Mittelrisalit, Fenster mit Schmiedeeisenbrüstungen, spätklassizistisch, 1875 | D-6-61-000-116 Wikidata | weitere Bilder |
| Herstallstraße 10 (Standort)              | Wohn- und Geschäftshaus                                                                             | Viergeschossiger traufständiger Sandsteinquaderbau mit Mansarddach und halbrundem Erker, historistisch, von August Hock, 1903 | D-6-61-000-117 Wikidata | weitere Bilder |
| Herstallstraße 12 (Standort)              | Wohn- und Geschäftshaus                                                                             | Viergeschossiger traufständiger Sandsteinquaderbau mit Erker in den oberen Geschossen und Ziergiebel, historistisch, von Adam Schneider, 1903 | D-6-61-000-118 Wikidata | weitere Bilder |
| Herstallstraße 14 (Standort)              | Wohn- und Geschäftshaus, sogenannte Straußapotheke                                                  | Viergeschossiger traufständiger Sandsteinquaderbau mit zwei Erkern und dazwischen Balkonen und Ziergiebeln, historistisch, von Johann Scheuermann, bezeichnet „1906“ | D-6-61-000-119 Wikidata | weitere Bilder |
| Herstallstraße 26 (Standort)              | Anwesen Herstallstraße 26                                                                           | Pfeilerkonsolen des Obergeschosses mit figürlichen Reliefs von Steinmetz und Bildhauer Vinzenz Schwind, 1908/09 | D-6-61-000-120 Wikidata | weitere Bilder |
| Herstallstraße 28 (Standort)              | Wohn- und Geschäftshaus                                                                             | Viergeschossiger Sandsteinquaderbau mit vertikaler Fassadengliederung, links mit Baywindows und segmentbogig überdachtem Dacherker, 1908 von Ludwig Becher und Adolf Scholl | D-6-61-000-377 Wikidata | weitere Bilder |
| Herstallstraße 29 (Standort)              | Wohn- und Geschäftshaus                                                                             | Viergeschossiger Mansarddachbau mit seitlichen Kolossalpilastern, geschweiftem Giebel und Erker, bezeichnet „1905“, von Hermann Reichard | D-6-61-000-121 Wikidata | weitere Bilder |
| Im Schloßgarten (Standort)                | Pavillon, sogenannter Kapuziner Salon, auch Frühstückspavillon genannt                              | Über kreisförmigem Grundriss mit Kuppel, Portalädikulen und rechteckigem Anbau, klassizistisch, 1782 von Emanuel Joseph d'Herigoyen | D-6-61-000-230 Wikidata | weitere Bilder |
| Kapuzinerplatz 8 (Standort)               | Kapuzinerkloster und -kirche                                                                        | Im Kern Teile von 1626/27, Kirche mit Dachreiter, Saalbau mit hölzerner Flachdecke, seitlich rundbogige Kapellen, 1908/09 von Friedrich von Thiersch Anschließende zweigeschossige Klosterbauten, erste Hälfte 19. Jahrhundert; nach dem Zweiten Weltkrieg wieder aufgebaut; mit Ausstattung Im Garten Brunnenfassung, bezeichnet „1597“ | D-6-61-000-131 Wikidata | weitere Bilder |
| Karlstraße 1 (Standort)                   | Bürgerhaus                                                                                          | Dreigeschossiger Sandsteinquaderbau mit Mansarddach, Erker und Ziergiebel, gotisierender Historismus, bezeichnet „1903“, von Johann Scheuermann | D-6-61-000-132 Wikidata | weitere Bilder |
| Karlstraße 2 (Standort)                   | Wohnhaus                                                                                            | Dreigeschossiger traufständiger Walmdachbau mit verputzten Fachwerkobergeschossen und Säulenportal, 1804/05 von Wolfgang Streiter | D-6-61-000-133 Wikidata | weitere Bilder |
| Karlstraße 5 (Standort)                   | Mietwohn- und Geschäftshaus                                                                         | Dreigeschossiger Backsteinbau mit Satteldach und Mittelrisalit, Rotsandsteingliederungen, historistisch, 1889 von Hermann Reichard Ladengeschäft mit dekorativer Keramikausstattung der Firma Kurt & Böttger Frankfurt/M., 1903 | D-6-61-000-413 Wikidata | weitere Bilder |
| Karlstraße 6 (Standort)                   | Bürgerhaus                                                                                          | Zweigeschossiger traufständiger Satteldachbau mit Eckpilastern und flachem Mittelrisalit, klassizistisch, 1826 | D-6-61-000-134 Wikidata | weitere Bilder |
| Karlstraße 16 (Standort)                  | Gasthof Zum goldenen Ochsen                                                                         | Zweigeschossiger Mansardwalmdachbau mit Fachwerkobergeschoss und straßenseitigem Flügel, Ende 18. Jahrhundert | D-6-61-000-136 Wikidata | weitere Bilder |
| Landingstraße 3 (Standort)                | Wohn- und Geschäftshaus                                                                             | Viergeschossiger traufständiger Satteldachbau, spätklassizistisch, 1876 | D-6-61-000-151 Wikidata | weitere Bilder |
| Landingstraße 16 (Standort)               | Ehemaliges Brauereigasthaus                                                                         | Dreigeschossiger traufständiger Satteldachbau, spätklassizistisch 1872, 1944/45 beschädigt und reduziert instand gesetzt | D-6-61-000-152 Wikidata | weitere Bilder |
| Löherstraße 20 (Standort)                 | Haus Zum goldenen Karpfen                                                                           | Dreigeschossiger traufständiger Satteldachbau mit Fachwerkobergeschossen, im Kern wohl um 1500–1550, später erneuert | D-6-61-000-158 Wikidata | weitere Bilder |
| Löherstraße 47 (Standort)                 | Kapelle des ehemaligen St.-Katharinen-Spitals                                                       | Walmdachbau mit seitlichem Choranbau, nachgotisch, 1608/09 | D-6-61-000-159 Wikidata | weitere Bilder |
| Löherstraße 51 (Standort)                 | Hotel Wilder Mann                                                                                   | Zweigeschossiger Mansarddachbau in Ecklage, im Kern historische Bausubstanz, stark umgebaut, mit eingebauten Spolien | D-6-61-000-56 Wikidata  | weitere Bilder |
| Luitpoldstraße 4 a (Standort)             | Wohn- und Geschäftshaus                                                                             | Viergeschossiger Satteldachbau, Backsteinbau mit reichen Sandsteingliederungen und Erker, im Stil der deutschen Renaissance, von Adam Schneider, 1898 | D-6-61-000-168 Wikidata | weitere Bilder |
| Luitpoldstraße 4 b (Standort)             | Wohn- und Geschäftshaus                                                                             | Viergeschossiger Bau in Ecklage, mit Sandsteingliederungen, Erkern und Zwerchhaus, im Stil der deutschen Renaissance, bezeichnet „1898“, von Adam Schneider | D-6-61-000-169 Wikidata | weitere Bilder |
| Nebensteingasse 1 (Standort)              | Bürgerhaus                                                                                          | Dreigeschossiger Walmdachbau in Ecklage, Erdgeschoss und erstes Obergeschoss massiv, zweites Obergeschoss verputztes Fachwerk, Mitte 18. Jahrhundert, im Erdgeschoss stark verändert | D-6-61-000-183 Wikidata | weitere Bilder |
| Ohmbachsgasse 3 (Standort)                | Wohnhaus der ehemaligen Eisenhandlung Simon Jacob                                                   | teilunterkellerter dreigeschossiger Putzbau mit Hofdurchfahrt, Mansarddach und hohem Zwerchgiebel, Straßenfassade mit Werkstein- und Putzgliederung, später Jugendstil, 1911 von Hermann Reichard | D-6-61-000-630          | BW             |
| Riesengasse 2 (Standort)                  | Wohnhaus, heute Geschäftshaus                                                                       | Zweigeschossiger giebelständiger Halbwalmdachbau in Ecklage mit Zwerchhaus, verputztes Fachwerkobergeschoss, äußere Erscheinung erste Hälfte 18. Jahrhundert, im Kern älter | D-6-61-000-206 Wikidata | weitere Bilder |
| Roßmarkt 1 (Standort)                     | Wohn- und Geschäftshaus                                                                             | Dreigeschossiger Sandsteinquaderbau in Ecklage, Obergeschoss auf Rundbogenfries vorkragend, neugotisch, bezeichnet „1891“, von Franz und Roman Woerner | D-6-61-000-207 Wikidata | weitere Bilder |
| Roßmarkt 33 a (Standort)                  | Wohn- und Geschäftshaus                                                                             | Dreigeschossiges Eckhaus mit Mansarddach und rundem turmartigen Eckerker, bezeichnet „1906“, von Heinrich Morhard | D-6-61-000-208 Wikidata | weitere Bilder |
| Roßmarkt 36 (Standort)                    | Wohnhaus                                                                                            | Zweigeschossiger traufständiger Satteldachbau mit verputztem vorkragendem Fachwerkobergeschoss und Zwerchhaus, 19. Jahrhundert, im Kern wohl zweite Hälfte 16. Jahrhundert | D-6-61-000-209 Wikidata | weitere Bilder |
| Roßmarkt 42 (Standort)                    | Wohnhaus                                                                                            | Zweigeschossiger giebelständiger Satteldachbau mit vorkragendem Fachwerkobergeschoss, wohl zweite Hälfte 16. Jahrhundert | D-6-61-000-210 Wikidata | weitere Bilder |
| Sandgasse 24 (Standort)                   | Wohn- und Geschäftshaus                                                                             | Dreigeschossiger Eckbau mit neugotischer Fassadengestaltung und Mansarddach, im Erdgeschoss zur Sandgasse drei große Schaufenster mit geradem Sturz, darüber in der Mittelachse einfaches Fenster mit Rundbogen im ersten Obergeschoss als Basis für darüber liegenden dreifenstrigen Erker auf Konsolen mit geschweiftem Abschluss im Giebel; in den seitlichen Achsen im ersten Obergeschoss dreiteilige große Fenster mit geradem Sturz in der Mitte und Viertelbögen an den Seiten, im zweiten Obergeschoss Fenster etwas schmaler mit geradem Sturz, gleiche Gestaltung in der ersten Achse zur Freihofgasse, weitere Achsen in der Freihofgasse schlichter gestaltet, an der abgeschrägten Ecke im zweiten Obergeschoss auskragender Balkon mit Maßwerkbrüstung, gesamte Fassade stark gotisierend aus hellem, grünlichem Sandstein, 1905 nach Plänen von Hermann Reichard | D-6-61-000-214 Wikidata | weitere Bilder |
| Sandgasse 26 (Standort)                   | Ehemaliger Gasthof Zum goldenen Faß                                                                 | Dreigeschossiger traufständiger Satteldachbau, acht Fensterachsen mit Profilumrahmungen der Fenster, im ersten Obergeschoss durch gerade Verdachungen betont, niedrigeres zweites Obergeschoss, Horizontalgliederung durch Gurtgesimse, Fassade im Erdgeschoss funktional modern für ein Ladengeschäft umgebaut, nachklassizistisch, 1842 und 1853 von Baltasar Hospes | D-6-61-000-216 Wikidata | weitere Bilder |
| Sandgasse 28 (Standort)                   | Wohn- und Geschäftshaus                                                                             | Dreigeschossiger traufständiger Sandsteinquaderbau mit Satteldach, unverputztes Schichtenmauerwerk, Gurtgesims oberhalb des Erdgeschosses, Fenster im ersten Obergeschoss mit Brüstungsgesimsung und geraden Verdachungen, niedrigere Fensterhöhe im zweiten Obergeschoss, Ladenfenster und -eingang sowie Dachreiter nachträglich, klassizistisch, 1810 von Konrad Bürger | D-6-61-000-217 Wikidata | weitere Bilder |
| Sandgasse 29 (Standort)                   | Wohn- und Geschäftshaus                                                                             | Dreigeschossiger traufständiger Mansarddachbau, gelbe Klinkerverblendsteine und betonte Gliederung durch Architekturelemente wie Fensterumrahmungen oder Brüstungsfelder in rotem Sandstein, Erdgeschoss mit Eck- und Zwischenpfeilern, im zweiten und dritten Geschoss vorkragender Erker mit hochwertigen Steinmetzarbeiten, Fenster im Obergeschoss mit Giebelverdachung und aufwändigen Steinmetzverzierungen, Neurenaissance, 1898 | D-6-61-000-218 Wikidata | weitere Bilder |
| Sandgasse 31 (Standort)                   | Wohn- und Geschäftshaus                                                                             | Im Jugendstil, dreigeschossiger traufständiger Mansarddachbau in Ecklage abgerundet, mit großem Zwerchhaus zur Erbsengasse, das über drei Fenstern einen Giebel mit Augenfenster hat, Fassadengliederung aus gelbem Sandstein, Fensteröffnungen im Erdgeschoss je nach Lage rund- oder korbbogig, stark ausgeprägtes Gurtgesims oberhalb des ersten Obergeschosses, mit plastischem Dekor (Reliefs mit Handwerksdarstellungen von links: Gärtner, Steinmetz, Maurer, Zimmerer, Hausfrau, Gärtner, Schmied, dann zu Ohmbachgasse sich wiederholend: Maurer, Zimmerer, Hausfrau) von Vinzenz Schwind, 1909 von Hermann Reichard und Hans Wild | D-6-61-000-219 Wikidata | weitere Bilder |
| Sandgasse 32 (Standort)                   | Wohn- und Geschäftshaus                                                                             | Zweigeschossiger traufständiger Satteldachbau mit Zwerchhaus, vorkragendes Fachwerkobergeschoss, bezeichnet „1726“ | D-6-61-000-220 Wikidata | weitere Bilder |
| Sandgasse 33 (Standort)                   | Bürgerhaus                                                                                          | Dreigeschossiger giebelständiger Satteldachbau, Giebelseite mit vorkragenden Fachwerkobergeschossen über Konsolsteinen, Traufe zur Ohmbachgasse massiv; 1588 (i), Fensteranordnung 1884, Arkadeneinbau 1981 | D-6-61-000-221 Wikidata | weitere Bilder |
| Sandgasse 34 (Standort)                   | Wohn- und Geschäftshaus                                                                             | Zweigeschossiger giebelständiger Krüppelwalmdachbau mit Zwerchhaus, wohl 18. Jahrhundert | D-6-61-000-222 Wikidata | weitere Bilder |
| Sandgasse 36 (Standort)                   | Wohn- und Geschäftshaus                                                                             | Dreigeschossiges Eckhaus mit spätklassizistischer Fassade, über Ladeneingang an der Ecke gusseiserner Balkonerker, 1868 | D-6-61-000-223 Wikidata | weitere Bilder |
| Sandgasse 42 (Standort)                   | Wohn- und Geschäftshaus                                                                             | Dreigeschossiger traufständiger Satteldachbau mit klassizistischer Fassadengestaltung, 1848. In diesem Haus gründete Johann Desch 1874 die erste Aschaffenburger Kleiderfabrik | D-6-61-000-224 Wikidata | weitere Bilder |
| Sandgasse 53 (Standort)                   | Wohn- und Geschäftshaus                                                                             | Dreigeschossiges Eckhaus mit neubarocker Fassadengestaltung, im Erdgeschoss Bänderrustika aus rotem Sandstein, Schaufenster mit Korbbögen, in der abgeschrägten Ecke zum Roßmarkt rundbogiger Ladeneingang, darüber auf Sandsteinkonsolen angebrachter Erker mit schmiedeeisernem Balkon und einem ins Dach ragendem Aufbau mit Rundfenster, Wände in den Obergeschossen mit Lisenen gegliedert, teils aufwändige Fensterumrahmungen aus Sandstein, Madonnenfigur im Obergeschoss zur Sandstraße, 1898 | D-6-61-000-225 Wikidata | weitere Bilder |
| Sandgasse 58 (Standort)                   | Wohn- und Geschäftshaus                                                                             | Dreigeschossiger Backsteinbau mit Sandsteingliederungen, historistisch, 1899 von Caspar Schmelzer | D-6-61-000-226 Wikidata | weitere Bilder |
| Sandgasse 60 (Standort)                   | Wohn- und Geschäftshaus                                                                             | Dreigeschossiges Eckhaus mit Erkern und Sandsteingliederungen im Stil der deutschen Renaissance, 1904 nach Plänen von Caspar Schmelzer | D-6-61-000-227 Wikidata | weitere Bilder |
| Steingasse 1 (Standort)                   | Wohn- und Geschäftshaus                                                                             | Dreigeschossiger Walmdachbau in Ecklage mit Seitenfassade zur Herstallstraße, Fachwerk verputzt, mit übergiebeltem Mittelrisalit, klassizistisch, 1804 von Emanuel Joseph d'Herigoyen | D-6-61-000-278 Wikidata | weitere Bilder |
| Steingasse 2 (Standort)                   | Wohn- und Geschäftshaus                                                                             | Viergeschossiger Backsteinbau in Ecklage mit Sandsteinfassadengliederungen, historistisch mit gotisierenden Details, bezeichnet „1894“, von Franz und Roman Woerner; integriert Türsturz des Vorgängerbaus, bezeichnet „1543“ | D-6-61-000-279 Wikidata | weitere Bilder |
| Steingasse 4 (Standort)                   | Ehemaliges Haus Stadt Mainz                                                                         | Dreigeschossiger Walmdachbau in Ecklage, mit Fachwerkobergeschoss, klassizistische Fassadengestaltung, um 1800 Zugehöriger ehemaliger Saalbau (Nebensteingasse 2) | D-6-61-000-280 Wikidata | weitere Bilder |
| Steingasse 8 (Standort)                   | Bürgerhaus                                                                                          | Zweigeschossiger traufständiger Satteldachbau mit vorkragendem Fachwerkobergeschoss und zwei Zwerchhäusern, um 1700 und 19. Jahrhundert | D-6-61-000-281 Wikidata | weitere Bilder |
| Steingasse 9 (Standort)                   | Wohn- und Geschäftshaus                                                                             | Zweigeschossiger giebelständiger Satteldachbau mit Fachwerkobergeschoss, um 1500 und bezeichnet 1565 (dendrochronologisch datiert); Erdgeschoss massiv erneuert | D-6-61-000-282 Wikidata | weitere Bilder |
| Steingasse 11 (Standort)                  | Wohn- und Geschäftshaus                                                                             | Viergeschossiger traufständiger Satteldachbau, Sandsteinquader, klassizistisch, 1862 | D-6-61-000-283 Wikidata | weitere Bilder |
| Steingasse 14 (Standort)                  | Wohn- und Geschäftshaus                                                                             | Schmaler zweigeschossiger traufständiger Satteldachbau mit verputztem Fachwerkobergeschoss, Ende 18. Jahrhundert, Erneuerung der Fassade 1875 | D-6-61-000-284 Wikidata | weitere Bilder |
| Steingasse 15 (Standort)                  | Wohn- und Geschäftshaus, sogenanntes Haus Zur Hoffnung                                              | Zweigeschossiger traufständiger Satteldachbau mit Zwerchhaus, verputztes Fachwerkobergeschoss, 17./18. Jahrhundert | D-6-61-000-285 Wikidata | weitere Bilder |
| Steingasse 19 (Standort)                  | Wohn- und Geschäftshaus                                                                             | Zweigeschossiger traufständiger Satteldachbau mit abgewalmten Zwerchhaus, um 1800 | D-6-61-000-286 Wikidata | weitere Bilder |
| Steingasse 20 (Standort)                  | Wohn- und Geschäftshaus                                                                             | Dreigeschossiger traufständiger Satteldachbau mit Mittelrisalit, Ecklisenen und rustiziertem Rundbogenportal, Gliederungen aus Rotsandstein, 1804 von Emanuel Joseph d'Herigoyen | D-6-61-000-287 Wikidata | weitere Bilder |
| Steingasse 21 (Standort)                  | Wohn- und Geschäftshaus                                                                             | Zweigeschossiger traufständiger Satteldachbau mit verputztem Fachwerkobergeschoss und Zwerchhaus, erste Hälfte 19. Jahrhundert | D-6-61-000-288 Wikidata | weitere Bilder |
| Steingasse 27 (Standort)                  | Wohn- und Geschäftshaus                                                                             | Dreigeschossiger traufständiger Satteldachbau mit verputzten Fachwerkobergeschossen, Spätbarock, Fenster der Obergeschosse geohrt, Portal mit frühklassizistischer Tür, bezeichnet „1782“ | D-6-61-000-289 Wikidata | weitere Bilder |
| St.-Martinsgasse 11 (Standort)            | Krankenhauskapelle St. Katharina                                                                    | Saalbau mit Satteldach, Treppengiebeln und Giebelturm, 1848; mit Ausstattung | D-6-61-000-149 Wikidata | weitere Bilder |
| Strickergasse 11 (Standort)               | Wohnhaus des Malers und Stuckateurs Johann Conrad Bechtold                                          | Zweigeschossiger Mansarddachbau mit barocker Stuckfassade, um 1730 von J. C. Bechtold; nach Kriegszerstörung Wiederaufbau bis 1953 | D-6-61-000-301 Wikidata | weitere Bilder |
| Treibgasse 7 (Standort)                   | Ehemaliges Echterhaus, jetzt Kindergarten                                                           | Renaissanceanlage mit Hof und Garten, bezeichnet „1570“, Hofportal mit Ehewappen Peter Echter III. und Gertraud von Adolzheim | D-6-61-000-304 Wikidata | weitere Bilder |
| Treibgasse 19 (Standort)                  | Bürgerhaus                                                                                          | Zweigeschossiger Eckbau mit Walmdach und Flügel, Fassade mit Lisenengliederung, klassizistisch, 1807 | D-6-61-000-305 Wikidata | weitere Bilder |
| Treibgasse 20 (Standort)                  | Ehemaliges Neues Rabbinatsgebäude, jetzt Jüdisches Dokumentationszentrum am Wolfsthalplatz          | Zweigeschossiger Backsteinbau mit Sandsteingliederungen, historistisch mit gotischen Formen, 1898 von A. Fröhliger | D-6-61-000-306 Wikidata | weitere Bilder |
| Treibgasse 24 (Standort)                  | Verwaltungsgebäude                                                                                  | Zweigeschossiger traufständiger Satteldachbau mit Zwerchhaus, historistisch mit gotischen Formen, 1865 | D-6-61-000-307 Wikidata | weitere Bilder |
| Treibgasse 32 (Standort)                  | Katholische Pfarrkirche St. Agatha                                                                  | Saalkirche des 12. Jahrhunderts, im 14./15. Jahrhundert um Seitenschiffe und Polygonchor erweitert; nach Kriegszerstörung 1948/49 Wiederaufbau unter Zufügung moderner Elemente 1960–1962; mit Ausstattung | D-6-61-000-308 Wikidata | weitere Bilder |
| Wermbachstraße 15 (Standort)              | Schönborner Hof                                                                                     | Dreiflügelanlage aus zweigeschossigen Bauten mit Walmdach um einen Innenhof, mit flankierenden Türmen und Säulenportal, 1673–1681 von Matthias von Saarburg | D-6-61-000-325 Wikidata | weitere Bilder |
| Wermbachstraße 28 (Standort)              | Ehemaliges Postamt                                                                                  | Asymmetrischer Frackdachbau mit seitlicher Arkade, südlicher Raumabschluss des Freihofplatzes, 1955/56 | D-6-61-000-302 Wikidata | weitere Bilder |

#### Neustadt
Der Altstadtfriedhof (Lage) (Adresse Güterberg 12 und 14) wurde 1809 angelegt und später mehrfach erweitert.
Besonders hervorzuheben sind:
- Das Leichenhaus mit Vorhalle und Turm, historisierend, 1913 (Lage)
- Zahlreiche Grabdenkmäler und Gruftkapellen vom Klassizismus bis zum späten Jugendstil und Historismus
- Das Kriegerdenkmal mit Figur des Auferstandenen, bezeichnet „1923–1924“, von Ludwig Sonnleitner (Lage)

Aktennummer: D-6-61-000-105.

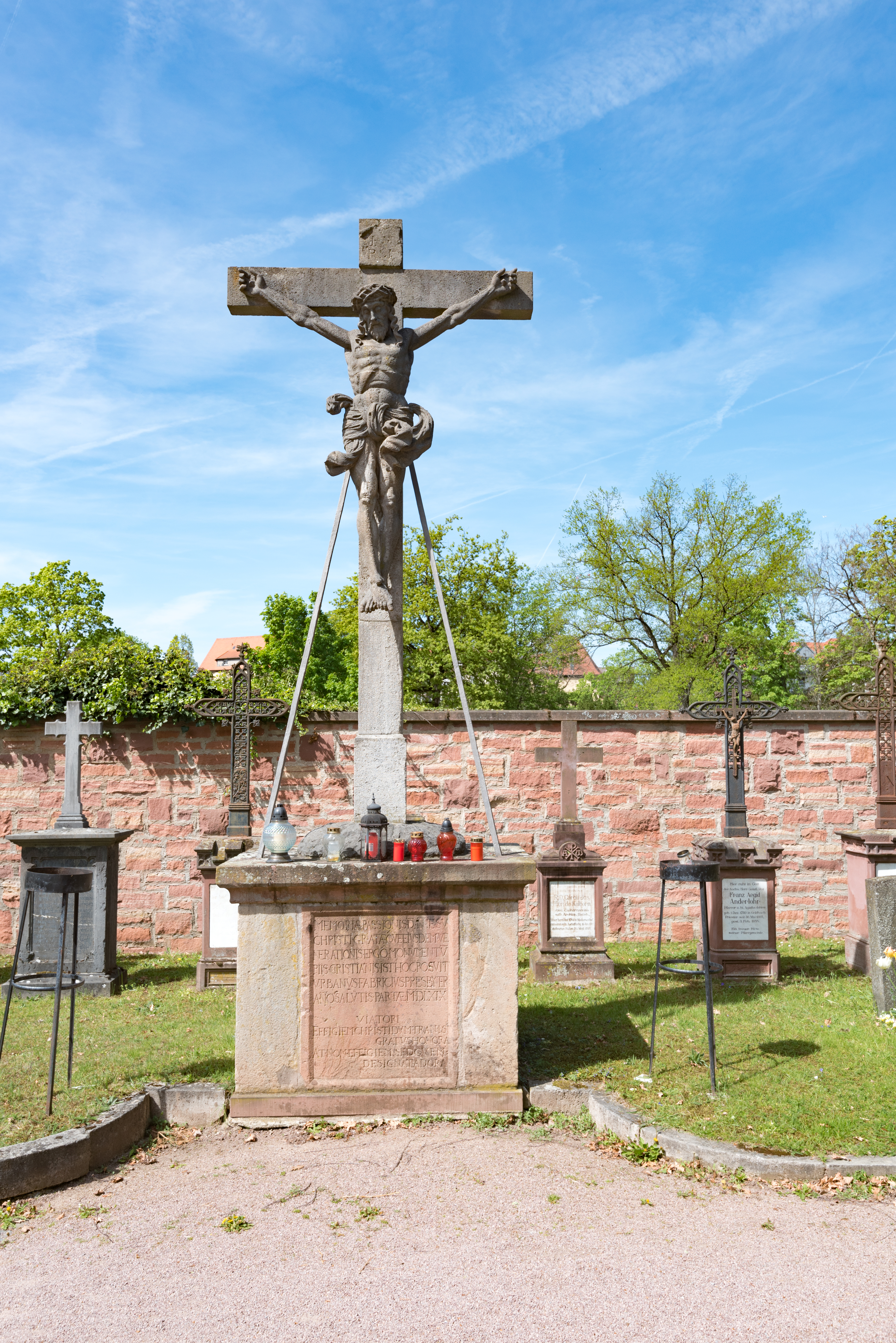
Friedhofskreuz weitere Bilder
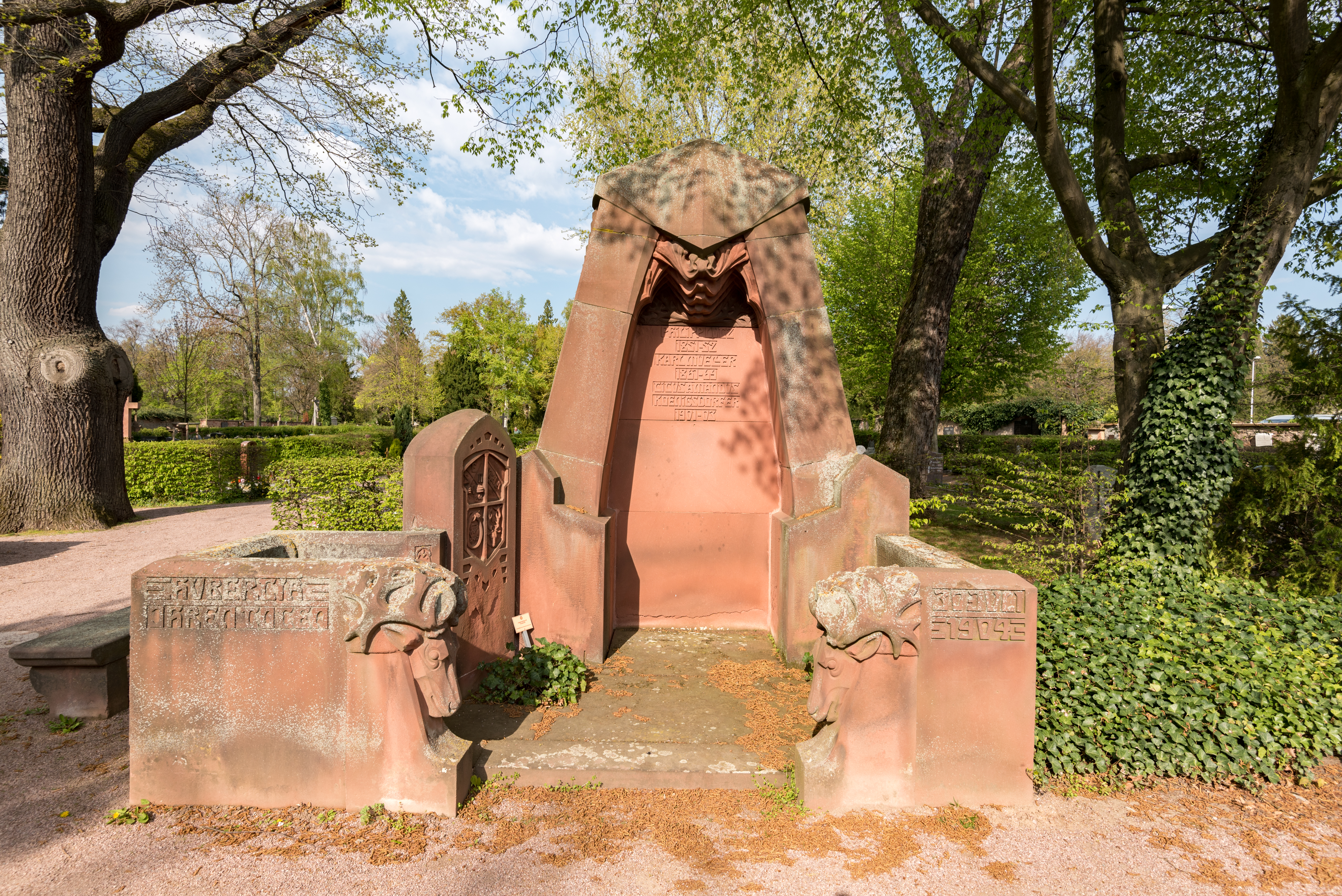
Grabdenkmal im Jugendstil der Studentenverbindung Corps Hubertia, Bildhauer: Karl Kratz 1904 weitere Bilder
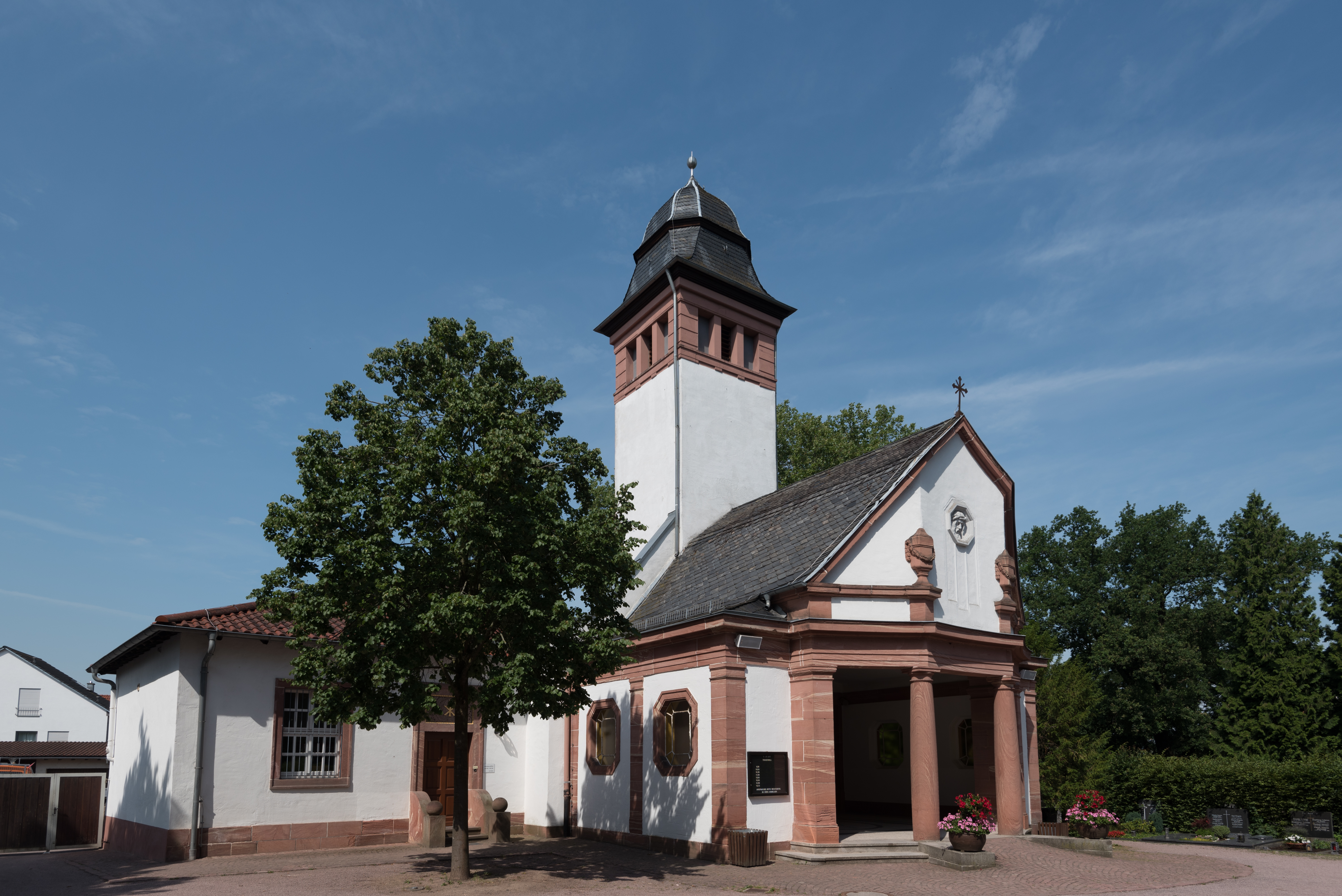
Leichenhaus weitere Bilder
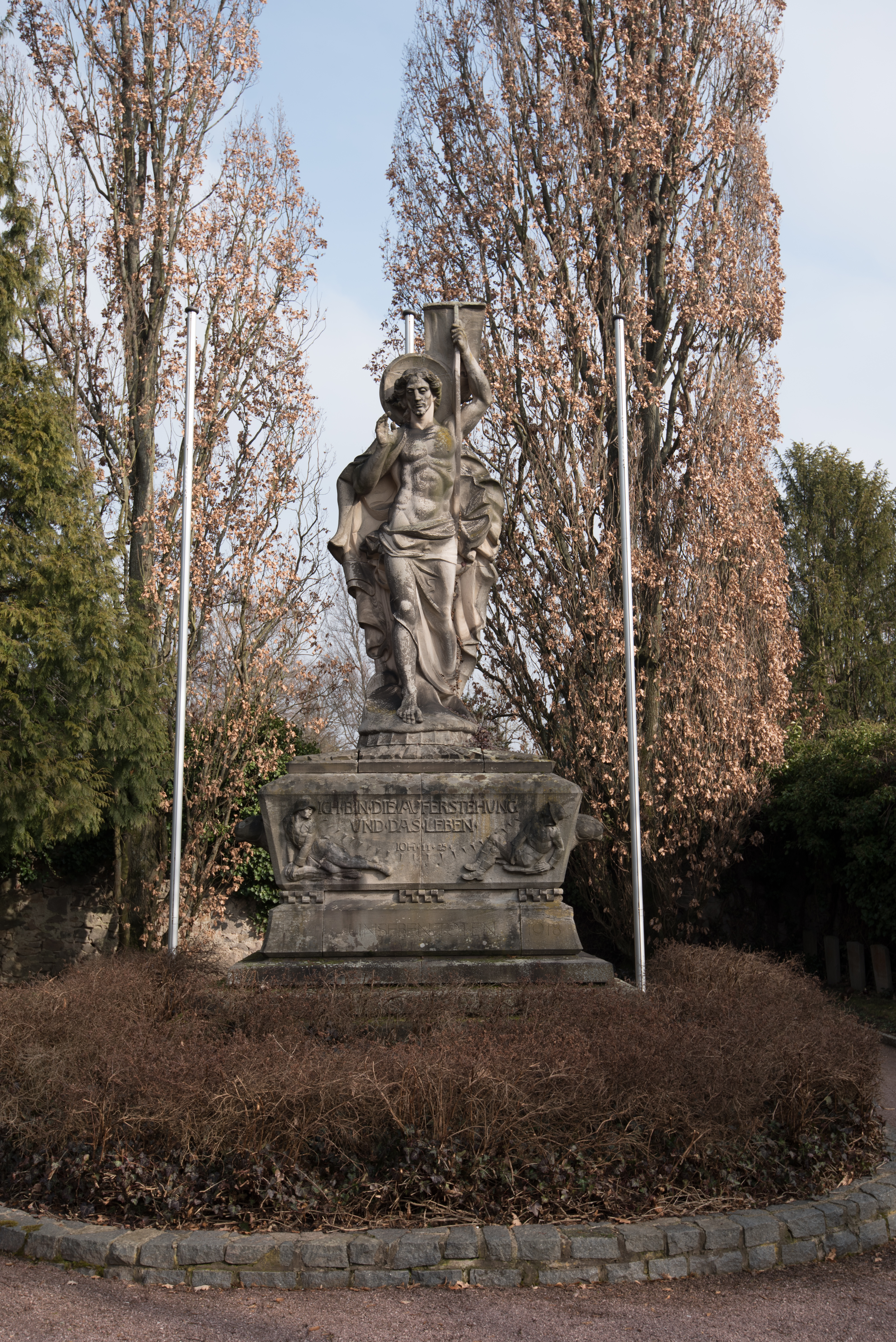
Kriegerdenkmal weitere Bilder
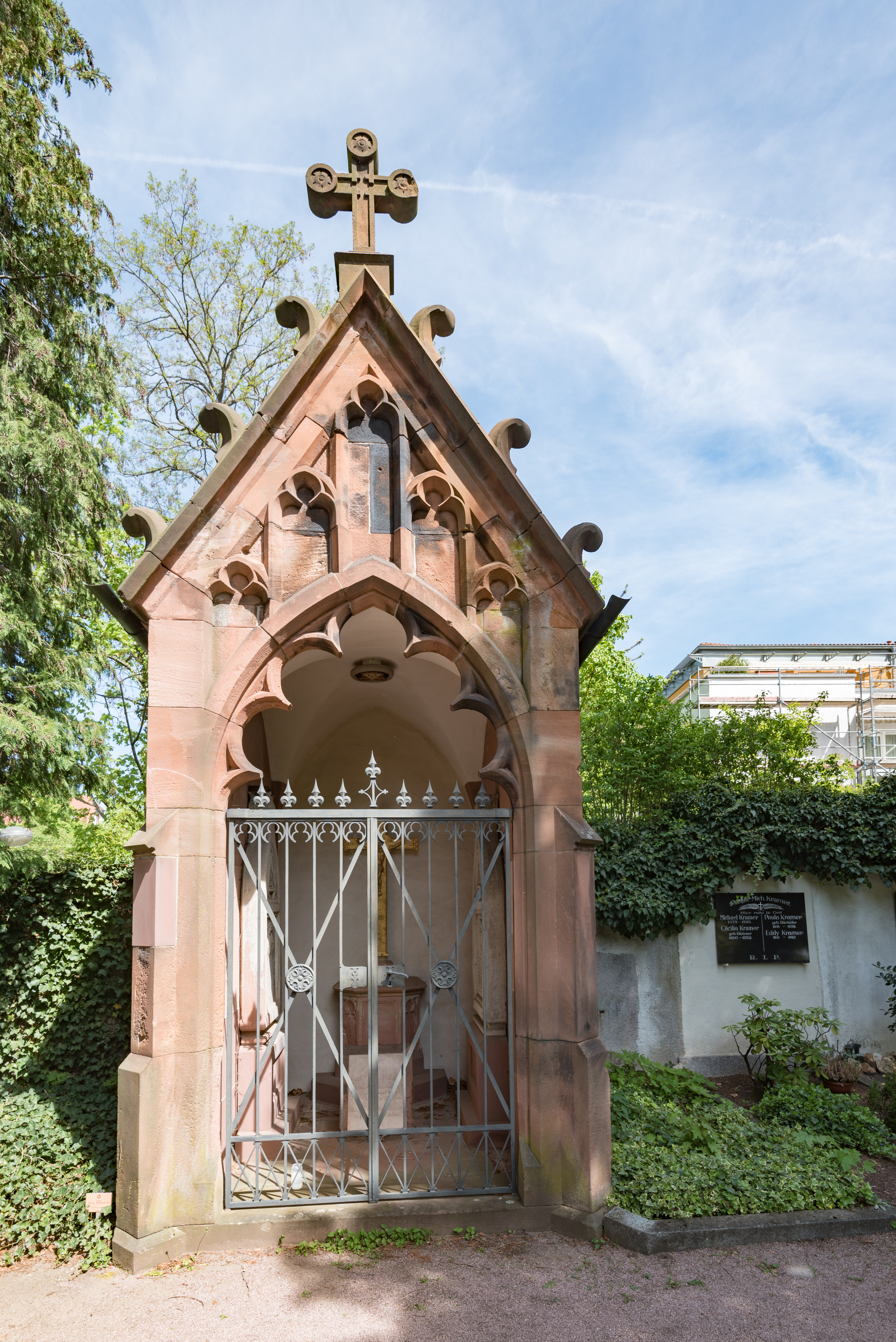
Grab Carl August Freiherr von Cunibert weitere Bilder
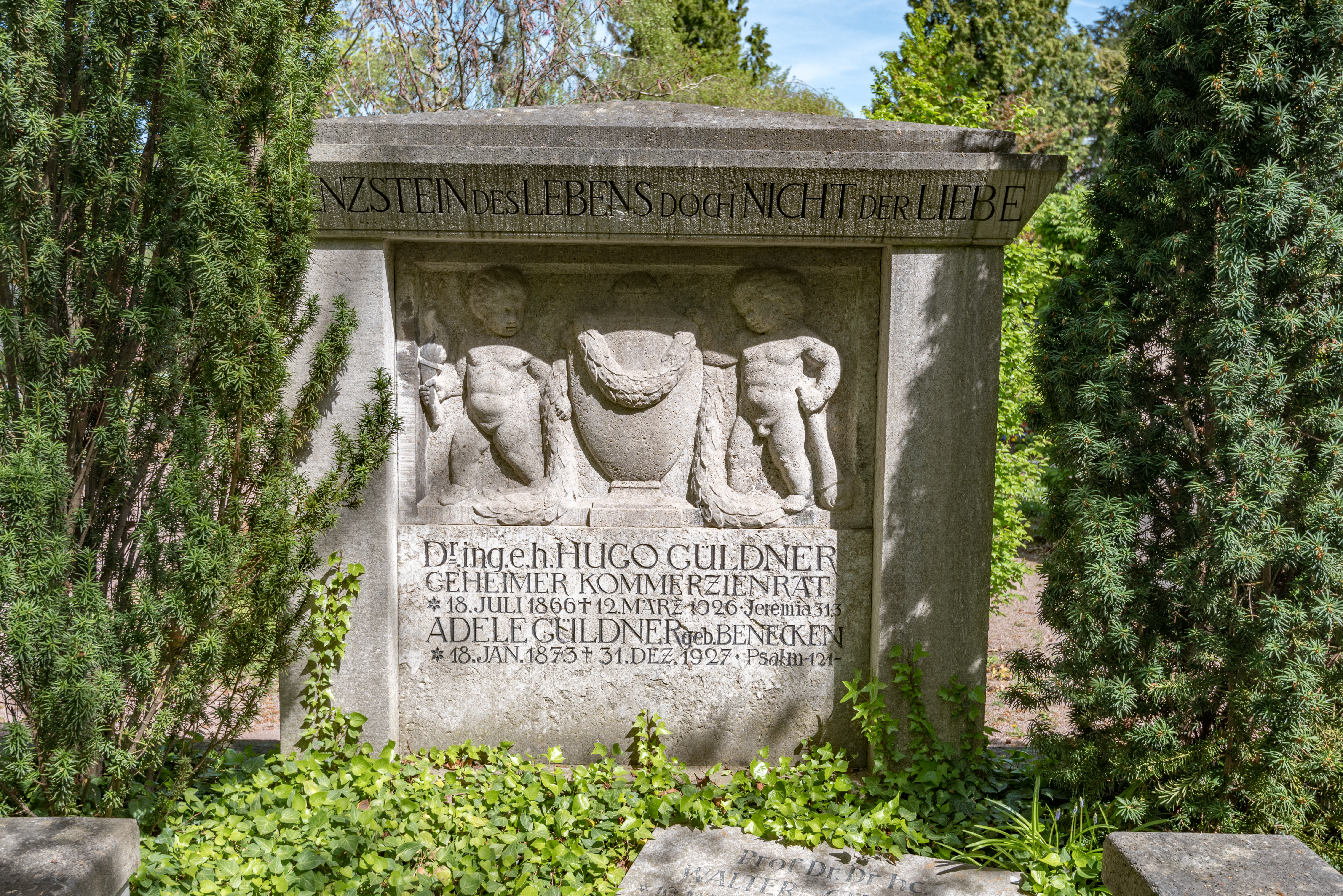
Grab Hugo Güldner
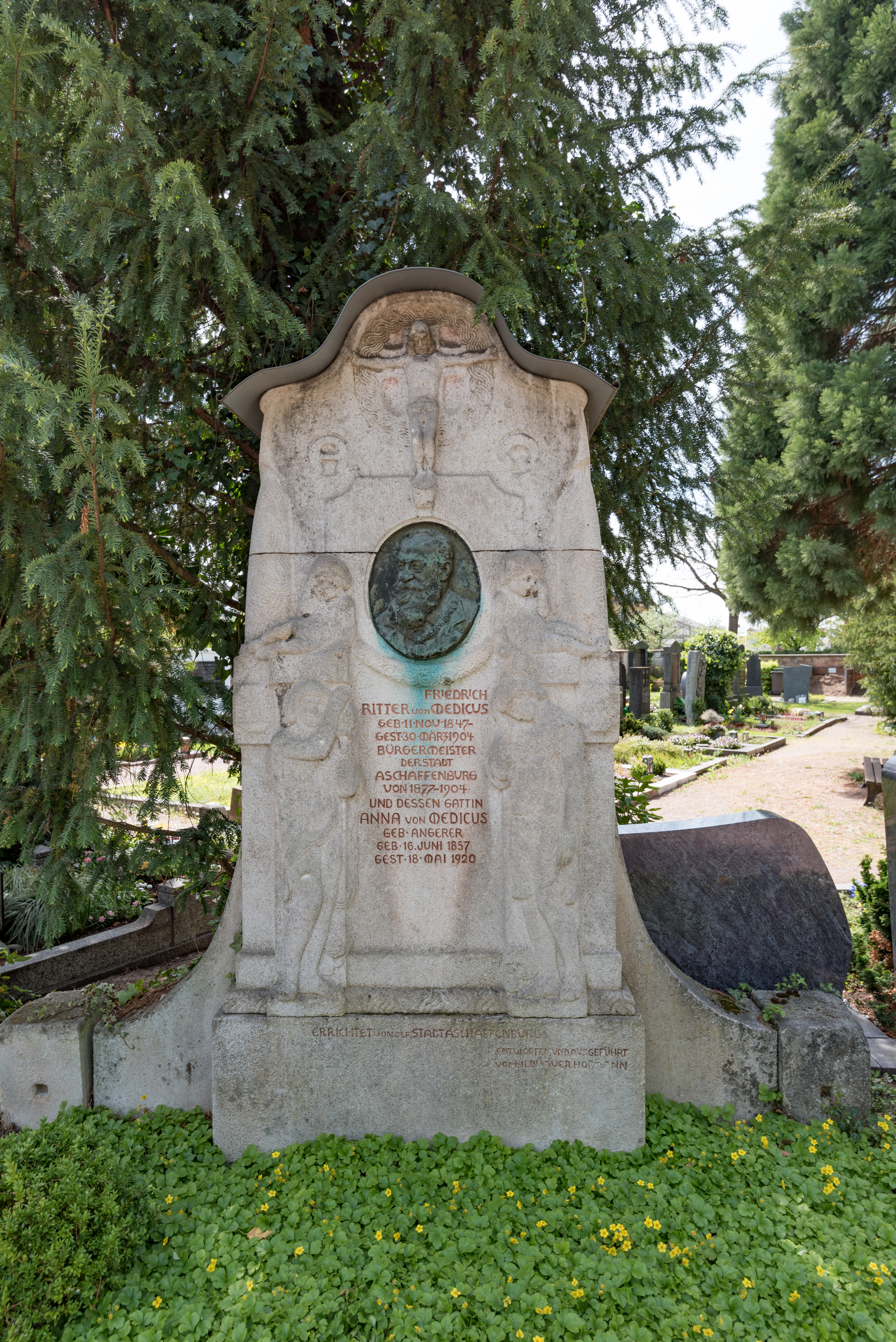
Grab Friedrich Ritter von Medicus
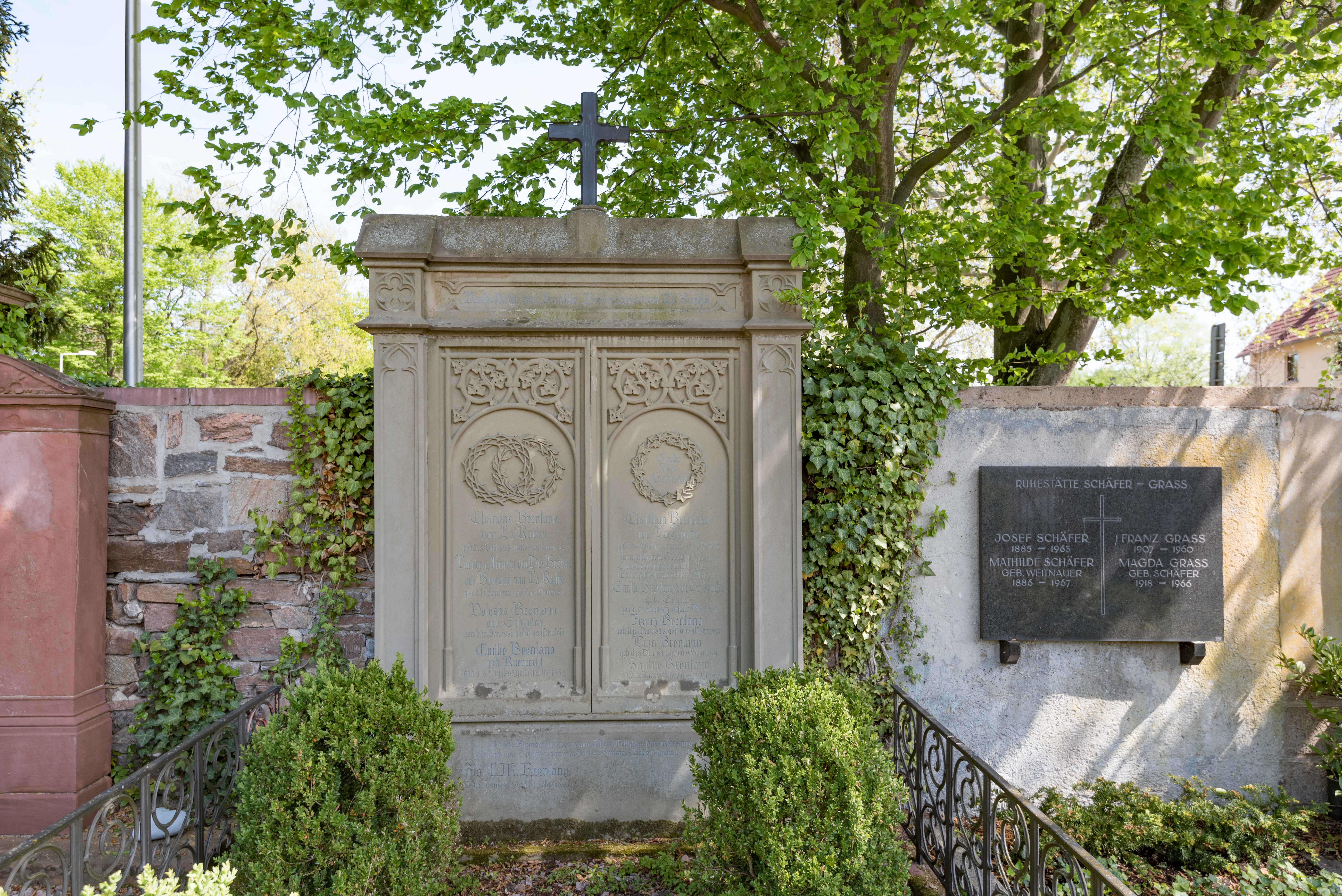
Grab Clemens Brentano
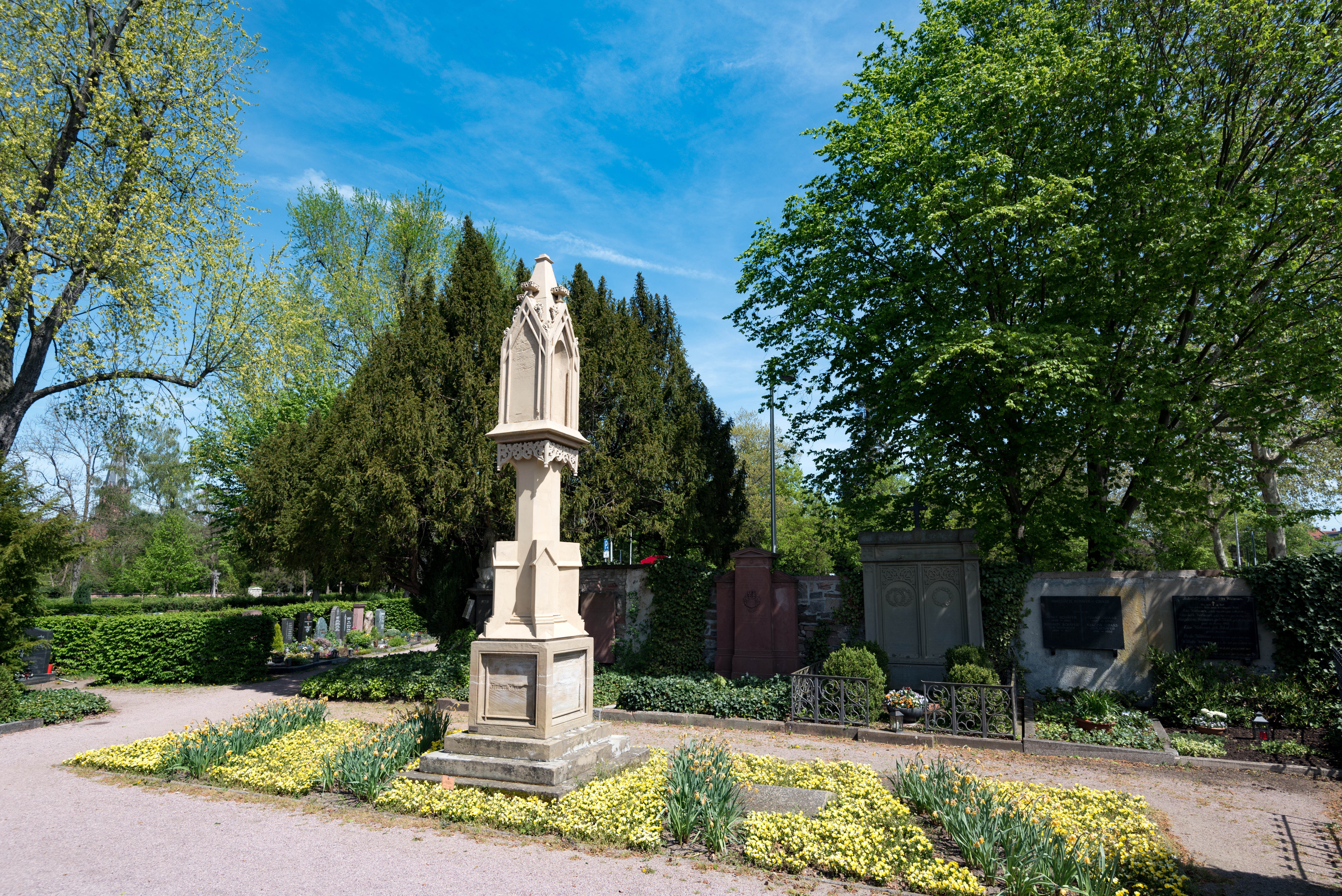
Grab Carl Constantin Victor von Mergenbaum
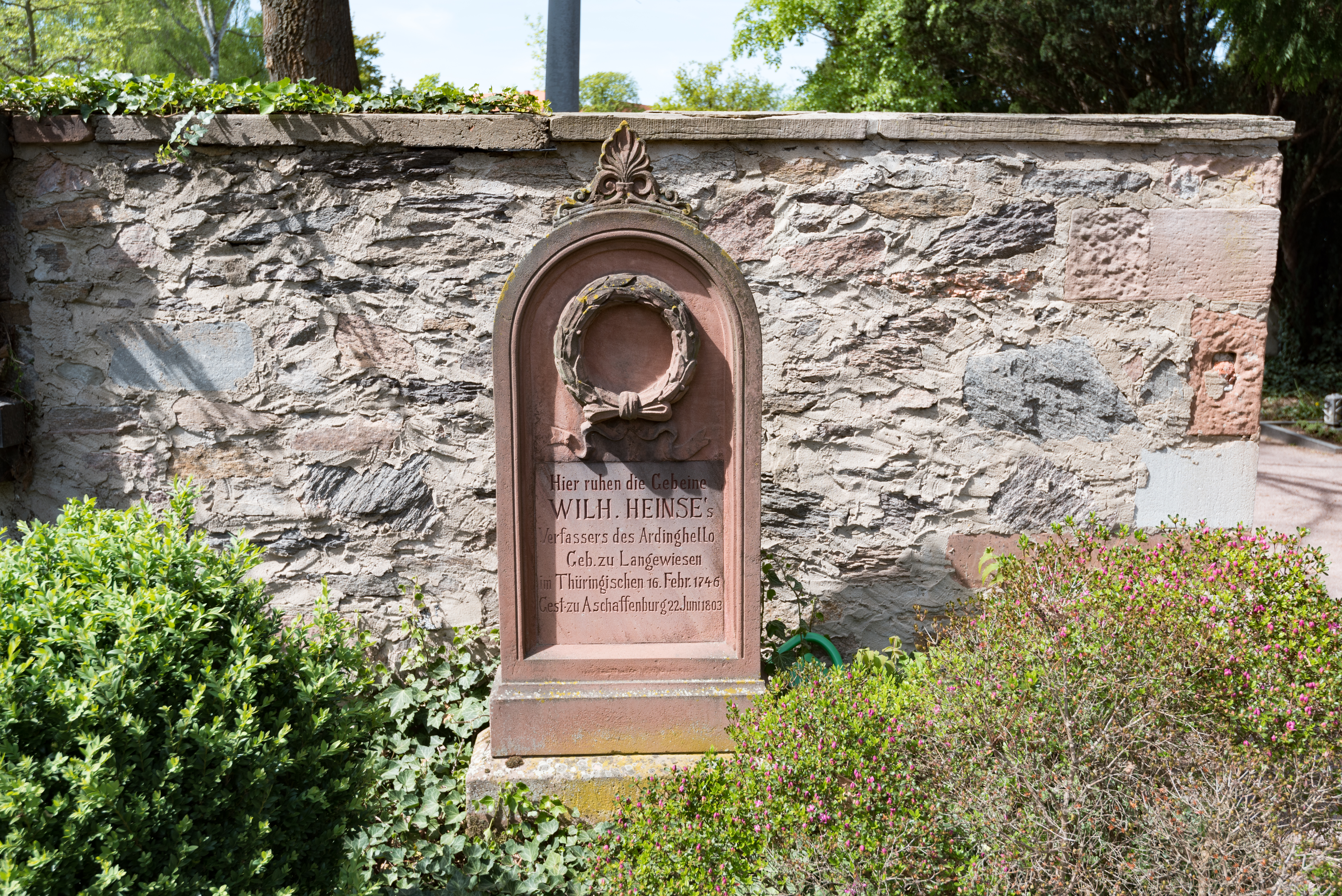
Grab Wilhelm Heinse
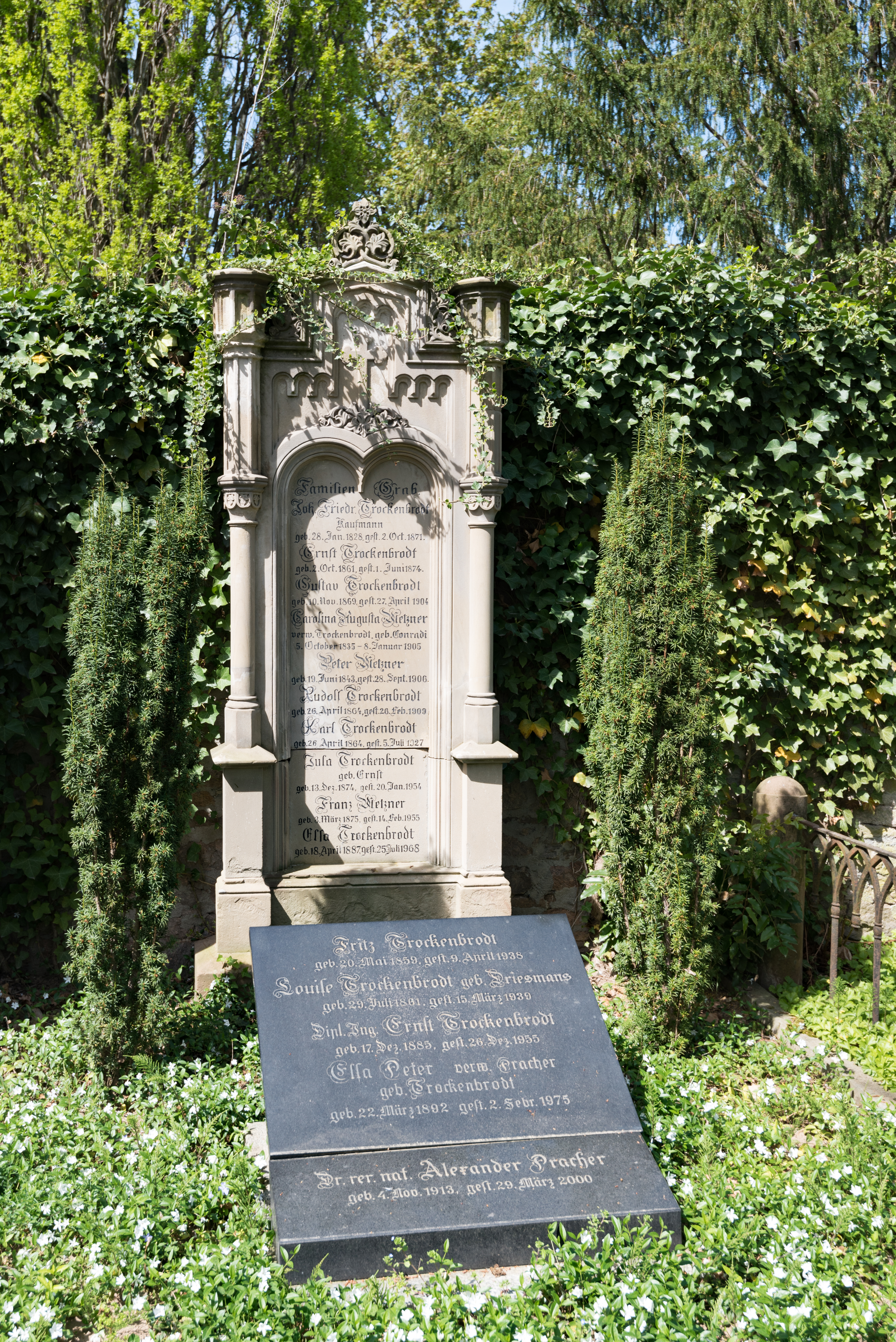
Grab Gustav Trockenbrodt
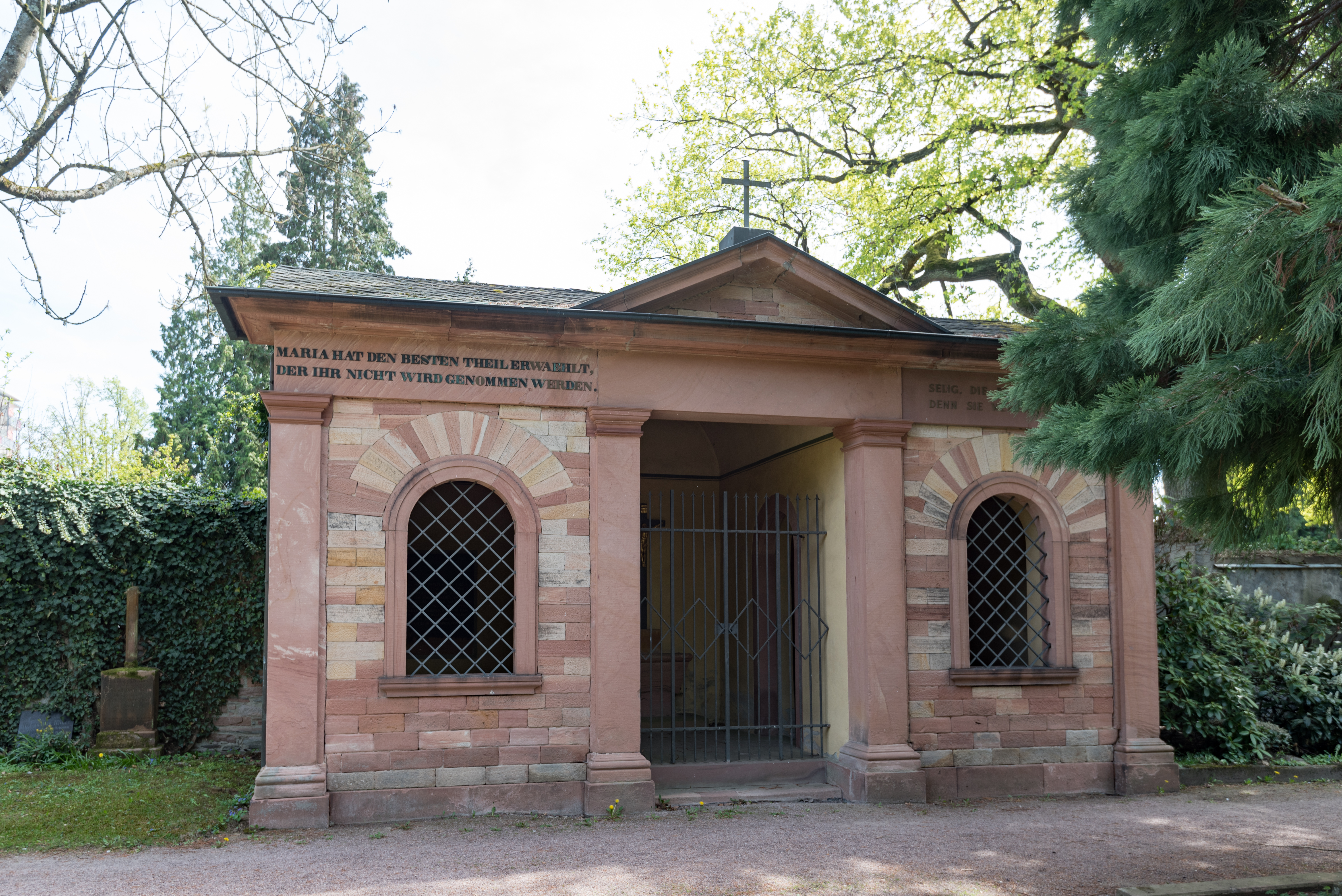
Gruftkapelle derer von Dalberg

Der Landschaftspark Schöntal (Lage) (Adresse Hofgartenstraße 1, 1a und 3) ist eine Parkanlage im Englischen Stil, angelegt unter Kurfürst-Erzbischof Friedrich Karl Joseph von Erthal 1780 durch Hofgärtner Friedrich Ludwig Sckell, an Stelle eines zwischen 1440 und 1450 angelegten Tiergartens.
Zugehörige Teile sind:
- Die Ruine der 1552 niedergebrannten Kirche zum Heiligen Grabe des Beginenklosters (Lage) .
- Die ehemalige Orangerie, später als Kino und jetzt als Kabarettbühne genutzt (siehe Aktennummer D-6-61-000-126).
- Die Herkulesstatue (Lage).
- Reste der Stadtmauer mit dem Schenkenturm sowie die Seen, Bäche und das Tal, der ehemalige Stadtgraben (siehe Aktennummer D-6-61-000-2).

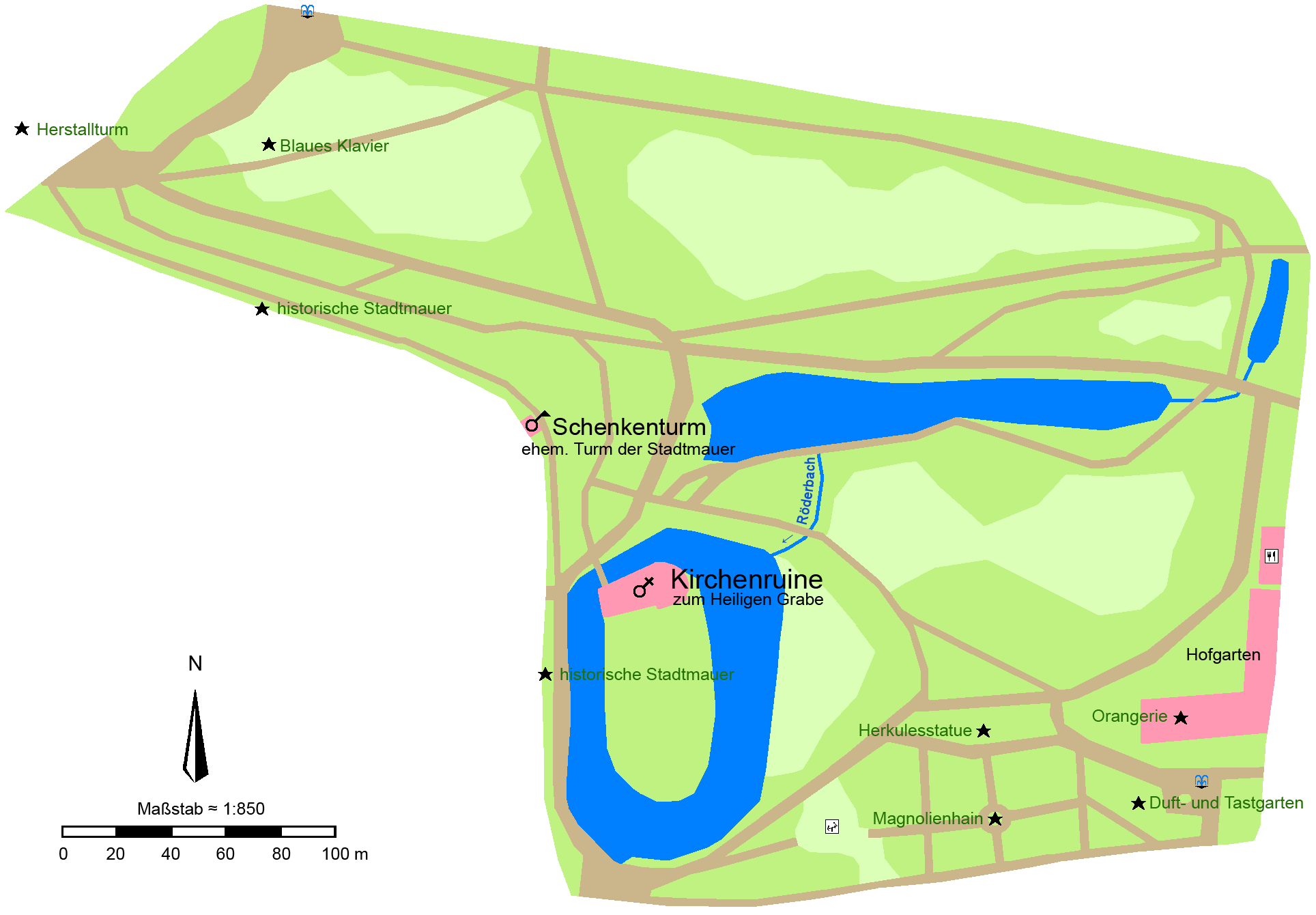
Übersichtsplan weitere Bilder
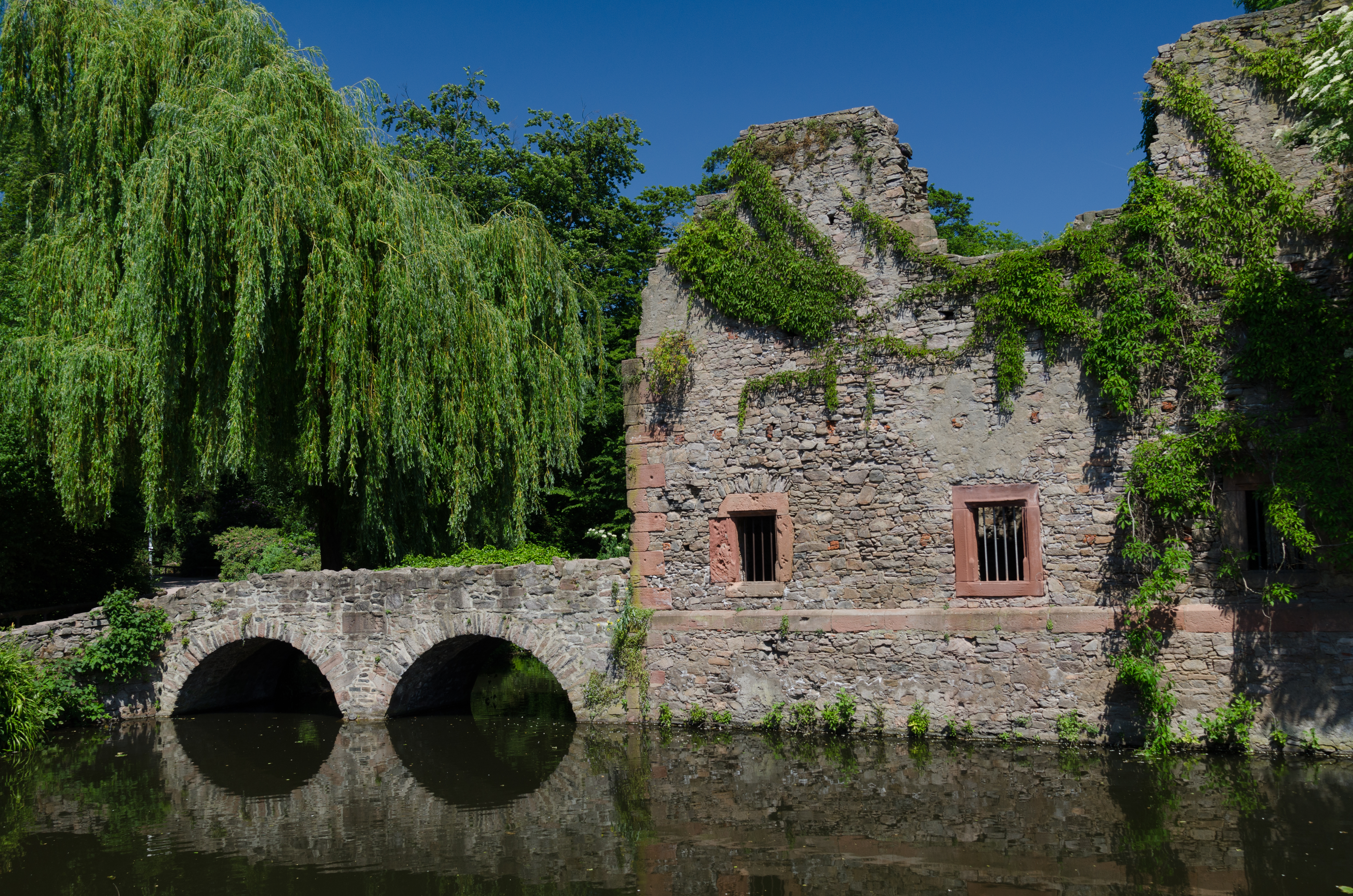
Kirchenruine zum Heiligen Grabe weitere Bilder
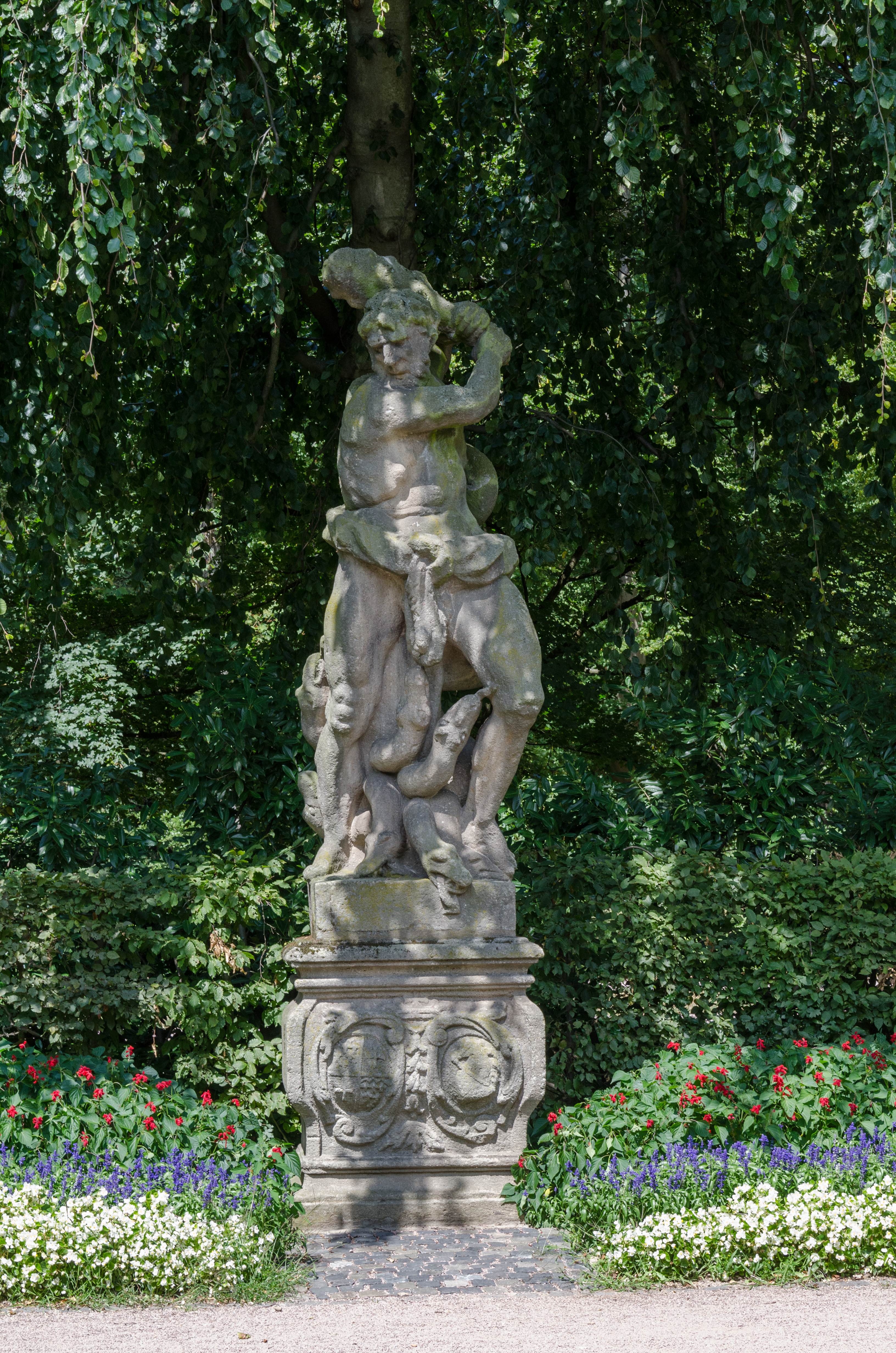
Herkulesfigur weitere Bilder

Aktennummer: D-6-61-000-268.
| Lage                                           | Objekt              | Beschreibung | Akten-Nr.               | Bild           |
| ---------------------------------------------- | ------------------- | --- | ----------------------- | -------------- |
| Hofgartenstraße 1, 1 a, im Schöntal (Standort) | Ehemalige Orangerie | Eingeschossiger langgestreckter Walmdachbau mit korbbogigen Fenstertüren, rechtwinklig anschließender Wirtschaftstrakt, Ende 18. Jahrhundert von Emanuel Joseph d’Herigoyen | D-6-61-000-126 Wikidata | weitere Bilder |

| Lage | Objekt | Beschreibung | Akten-Nr.               | Bild              |
| --- | --- | --- | ----------------------- | ----------------- |
| Bodelschwinghstraße 14 (Standort)                                                                                           | Mietwohnhaus | Dreigeschossiger Sichtziegelbau mit gelbem Klinker und Rotsandsteingliederungen, mittlerem Treppengiebel und seitlichem Erker, renaissancierender Historismus, 1895 | D-6-61-000-557 Wikidata | weitere Bilder    |
| Brentanoplatz 10 (Standort)                                                                                                 | Katholische Kapelle heilige Clemens und Felix der Maria-Ward-Schule                                                    | Aufgeständerter Stahlskelettbau mit Flachdach und außenliegenden Stützen, 1967–1968 von Heinrich Kaupp; mit Ausstattung | D-6-61-000-423 Wikidata | weitere Bilder    |
| Brentanoplatz 12 (Standort)                                                                                                 | Mietwohnhaus | Dreigeschossiger Mansarddachbau in Ecklage mit genutetem Erdgeschoss, kolossaler Gliederung in den Obergeschossen, Erker zum Brentanoplatz und Zwerchhausgiebeln, klassizisierender Historismus, bezeichnet „1927“                                                                             | D-6-61-000-505 Wikidata | weitere Bilder    |
| Brentanostraße 2, Schweinheimer Straße 11 (Standort)                                                                        | Steinfigur zweier Schulmädchen                                                                                         | Auf der Treppenanlage der Brentanoschule, 1955 von Wilhelm Kottenrodt | D-6-61-000-604 Wikidata | weitere Bilder    |
| Bustellistraße 4 (Standort)                                                                                                 | Stadtvilla | Zweigeschossiger Walmdachbau mit Ziergiebel und polygonalem Eckturm von 1906, in Formen der deutschen Renaissance, 1903 | D-6-61-000-18 Wikidata  | weitere Bilder    |
| Cunibertstraße 4 (Standort)                                                                                                 | Kleinvilla | Zweigeschossiger Halbwalmdachbau mit Fachwerkkniestock auf hohem Sockelgeschoss, von Johann Scheuermann 1905 | D-6-61-000-19 Wikidata  | weitere Bilder    |
| Cunibertstraße 6, 8 (Standort)                                                                                              | Doppelhaus | Zweigeschossiger Mansarddachbau mit zwei deutlich vortretenden Zwerchhäusern und Erkern, reduziert historistisch, von Johann Scheuermann, 1907/08 Einfriedungsmauer | D-6-61-000-20 Wikidata  | weitere Bilder    |
| Deschstraße 1 (Standort) | Wohn- und Geschäftshaus                                                                                                | Dreigeschossiger Mansarddachbau mit breitem Giebel und Rundbogeneinfahrt, klassizistischer Jugendstil, von Ernst Haun, 1914; bildet in Ecklage eine Baugruppe mit den links angrenzenden Gebäuden Lindenallee 3 und 1                                                                          | D-6-61-000-41 Wikidata  | weitere Bilder    |
| Duccastraße 4 (Standort) | Mietshaus | Dreigeschossiger Mansarddachbau mit Mittelerker und Rotsandsteingliederungen, Jugendstil, von Friedrich Selbert, 1907 | D-6-61-000-43 Wikidata  | weitere Bilder    |
| Elisenstraße 7, Elisenstraße 9 (Standort)                                                                                   | Doppelhaus | Dreigeschossig mit Walmdach und Mittelrisaliten, spätklassizistisch, 1869 | D-6-61-000-46 Wikidata  | weitere Bilder    |
| Elisenstraße 30 (Standort)                                                                                                  | Verwaltungsgebäude der ehemaligen Bundesbahn, jetzt Deutsche Bahn                                                      | Dreigeschossiger Sandsteinquaderbau mit historistischer Gliederung in Rotsandstein, 1900 | D-6-61-000-376 Wikidata | weitere Bilder    |
| Erthalstraße 5 (Standort)                                                                                                   | Wohnhaus | Dreigeschossiger Satteldachbau, Ziegel mit Sandsteingliederungen, Mittelrisalit mit Balkon, Neurenaissance, 1892 von Hermann Reichard | D-6-61-000-51 Wikidata  | weitere Bilder    |
| Erthalstraße 7 (Standort)                                                                                                   | Wohnhaus | Dreigeschossiger Mansarddachbau mit Mittelrisalit und Balkonen, Ziegel mit Sandsteingliederungen, Neurenaissance, 1896 | D-6-61-000-52 Wikidata  | weitere Bilder    |
| Erthalstraße 11, Erthalstraße 13 (Standort)                                                                                 | Doppelhaus | Dreigeschossiger Sandsteinquaderbau mit Steinbalkonen, Treppengiebel und turmartigen Fachwerkaufbauten, neugotisch, 1892 von Franz und Roman Woerner | D-6-61-000-53 Wikidata  | weitere Bilder    |
| Erthalstraße 12 (Standort)                                                                                                  | Wohn- und Geschäftshaus                                                                                                | Dreigeschossiger Satteldachbau, asymmetrisch gestaltete Fassade mit Erker und Giebel, Ziegel mit Sandsteingliederungen, bezeichnet „1896“ von Caspar Schmelzer | D-6-61-000-54 Wikidata  | weitere Bilder    |
| Friedrichstraße 15 (Standort)                                                                                               | Wohn- und Geschäftshaus                                                                                                | In Ecklage, dreigeschossiger Satteldachbau mit Risaliten, Zwerchhaus, Erkern und Balkonen, Sandsteingliederungen, Neurenaissance, 1892 von August Hock | D-6-61-000-59 Wikidata  | weitere Bilder    |
| Friedrichstraße 19 (Standort)                                                                                               | Ehemalige Villa | Zweigeschossiger Bau mit flachgeneigten Satteldächern und dreigeschossigem turmartigen Teil, spätklassizistisch, 1874 nach Plänen von Josef Zwisler; an Stelle des sogenannten Folterturms | D-6-61-000-60 Wikidata  | weitere Bilder    |
| Friedrichstraße 33, 35, 37 (Standort)                                                                                       | Mietshausgruppe | Drei viergeschossige Satteldachbauten mit Jugendstilfassaden, 1906 nach Plänen von Heinrich Morhard | D-6-61-000-61 Wikidata  | weitere Bilder    |
| Frohsinnstraße 1 (Standort)                                                                                                 | Miets- und Geschäftshaus                                                                                               | Viergeschossiger Satteldachbau mit Sandsteingliederungen, Neurenaissance, 1896 | D-6-61-000-64 Wikidata  | weitere Bilder    |
| Frohsinnstraße 2 (Standort)                                                                                                 | Mietwohn- und Geschäftshaus                                                                                            | Viergeschossiger Satteldachbau mit Erker, historisierende Fassade, um 1890; vgl. Ensemble Friedrichstraße/Weißenburger Straße | D-6-61-000-65 Wikidata  | weitere Bilder    |
| Frohsinnstraße 3 (Standort)                                                                                                 | Mietwohn- und Geschäftshaus                                                                                            | Viergeschossiger Satteldachbau mit Sandsteingliederungen, Neurenaissance, 1896 | D-6-61-000-66 Wikidata  | weitere Bilder    |
| Frohsinnstraße 5 (Standort)                                                                                                 | Mietwohn- und Geschäftshaus                                                                                            | Dreigeschossiger Satteldachbau, Ziegel mit Sandsteingliederungen, Neurenaissance, 1893 von Hermann Reichard | D-6-61-000-67 Wikidata  | weitere Bilder    |
| Frohsinnstraße 7 (Standort)                                                                                                 | Mietwohn- und Geschäftshaus                                                                                            | Dreigeschossiger Satteldachbau, Ziegel mit Sandsteingliederungen, Neurenaissance, 1894 von Hermann Reichard | D-6-61-000-68 Wikidata  | weitere Bilder    |
| Frohsinnstraße 8 (Standort)                                                                                                 | Mietwohn- und Geschäftshaus                                                                                            | Schmaler viergeschossiger Satteldachbau mit Erker, Ziegel mit Sandsteingliederungen, Neurenaissance, von Johann Scheuermann, 1904 | D-6-61-000-69 Wikidata  | weitere Bilder    |
| Frohsinnstraße 9 (Standort)                                                                                                 | Wohn- und Geschäftshaus                                                                                                | Viergeschossiger Mansarddachbau mit leicht hervortretendem Mittelbau mit seitlichen Risaliten, Balkonen und Baywindows, Sandsteingliederungen, historisierender Jugendstil, 1904 von H. Morhard                                                                                                | D-6-61-000-70 Wikidata  | weitere Bilder    |
| Frohsinnstraße 10 (Standort)                                                                                                | Mietwohn- und Geschäftshaus                                                                                            | Viergeschossiger Satteldachbau, Fassade mit Sandsteingliederung im Stil der Neurenaissance, 1896 | D-6-61-000-71 Wikidata  | weitere Bilder    |
| Frohsinnstraße 11 (Standort)                                                                                                | Hotel | Siebengeschossiger Stahlbetonskelettbau mit Flachdach, mit schräggestelltem turmartigen Treppenhaus und gelber Klinkerverkleidung, 1955/56 von Karl Rothaug | D-6-61-000-417 Wikidata | weitere Bilder    |
| Frohsinnstraße 17 (Standort)                                                                                                | Wohn- und Geschäftshaus                                                                                                | Sechsgeschossiger Stahlbetonbau mit Flachdach und Dachterrasse, 1954 von Werner Schlauersbach | D-6-61-000-481 Wikidata | weitere Bilder    |
| Frohsinnstraße 25 (Standort)                                                                                                | Wohn- und Geschäftshaus                                                                                                | Viergeschossiger Mansarddachbau mit symmetrischer Fassade mit Erker und Balkonen, Sandsteingliederungen, barockisierender Historismus, bezeichnet „1896“ | D-6-61-000-72 Wikidata  | weitere Bilder    |
| Goethestraße 21 (Standort)                                                                                                  | Mietshaus | Dreigeschossiger Eckbau, mit turmartigem Eckerker und Ziergiebeln, Ziegel mit Sandsteingliederungen, Neurenaissance, 1898 von Hermann Reichard; zusammen mit Schwindstraße 18 und Goethestraße 23                                                                                              | D-6-61-000-77 Wikidata  | weitere Bilder    |
| Goethestraße 23 (Standort)                                                                                                  | Mietshaus | Dreigeschossiger Backsteinbau mit Sandsteingliederungen, Risalit und Ziergiebel, historistisch, 1898/99 von Hermann Reichard; in Fortsetzung des Eckgebäudes Goethestraße 21 mit Schwindstraße 18                                                                                              | D-6-61-000-480 Wikidata | weitere Bilder    |
| Goldbacher Straße, am Fuchsenberg (Standort)                                                                                | Wegkreuz | 1949 neu errichtet | D-6-61-000-82 Wikidata  | weitere Bilder    |
| Nähe Goldbacher Straße; am Fuchsenberg (Standort)                                                                           | Bildhäuschen | Aus Granitsteinen gemauert, Nische mit Nachbildung des ursprünglichen Vesperbildes, 1964 | D-6-61-000-83 Wikidata  | weitere Bilder    |
| Goldbacher Straße 1, Weißenburger Straße 2, 4, 6, 8 (Standort)                                                              | Häusergruppe von viergeschossigen Wohn- und Geschäftshäusern                                                           | Mit Satteldach, Fassaden mit Ziergiebeln, Erkern und Balkonen, Sandsteingliederungen, historistisch, bezeichnet „1898“, von Gebrüder Franz und Roman Woerner; zugehörig auch Goldbacher Straße 1                                                                                               | D-6-61-000-317 Wikidata | weitere Bilder    |
| Goldbacher Straße 5 (Standort)                                                                                              | Miets- und Geschäftshaus                                                                                               | Dreigeschossiger Satteldachbau mit Zwerchgiebel und schmiedeeisernen Balkonen, Neubarock, von Franz & Roman Woerner, 1897 | D-6-61-000-79 Wikidata  | weitere Bilder    |
| Goldbacher Straße 14 (Standort)                                                                                             | Wohnhaus | Zweigeschossiger Satteldachbau mit Zwerchhaus, Sandsteinbau mit Werksteingliederungen, spätklassizistisch, 1852 | D-6-61-000-80 Wikidata  | weitere Bilder    |
| Großmutterwiese (Standort)                                                                                                  | Denkmal für König Ludwig I.                                                                                            | Antikisierende Ädikula aus Kelheimer Kalkstein mit Büste Ludwigs des Ersten auf Hermenpfeiler aus Untersberger Marmor, Unterbau mit Brunnen aus hellgrauem Granit, spätklassizistisch, bezeichnet „1897“, von Architekt Paul Pfann und Bildhauer Ernst Pfeifer                                 | D-6-61-000-84 Wikidata  | weitere Bilder    |
| Grünewaldstraße 1 (Standort)                                                                                                | Mietshaus | Dreigeschossiger Walmdachbau in Ecklage, mit genuteten Ecklisenen, westlich reich gegliederter Erker und geschwungenem Giebel, Neubarock, bezeichnet „1906“ | D-6-61-000-92 Wikidata  | weitere Bilder    |
| Grünewaldstraße 7 (Standort)                                                                                                | Villa Desch | Zwei- und dreigeschossiger, vielfältig gegliederter Konglomeratbau in Ecklage mit Türmen, Erkern und Söllern, neugotisch, bezeichnet „1902“, von Caspar Schmelzer. Zeitweilig in den 1950er Jahren Sitz des Stadtarchivs                                                                       | D-6-61-000-93 Wikidata  | weitere Bilder    |
| Grünewaldstraße 9 (Standort)                                                                                                | Stadtvilla | Zweigeschossiger Mansarddachbau, vielfältig gegliedert mit Eckturm, Ziergiebeln und Erkern, neubarock, um 1905 von Caspar Schmelzer | D-6-61-000-94 Wikidata  | weitere Bilder    |
| Grünewaldstraße 11 (Standort)                                                                                               | Stadtvilla | Zweigeschossiger Walmdachbau mit Ziergiebel, gelber Backstein und rote Sandsteingliederungen, historistisch, bezeichnet „1900“, von Caspar Schmelzer | D-6-61-000-95 Wikidata  | weitere Bilder    |
| Grünewaldstraße 12 (Standort)                                                                                               | Turnhalle | Satteldachbau mit quergelagertem Kopfbau mit Eingangsrisalit mit Halbwalmdächern, verschiedenen Anbauten und seitlichen Toren, Jugendstil, 1904 von Heinrich Morhard | D-6-61-000-96 Wikidata  | weitere Bilder    |
| Grünewaldstraße 13 (Standort)                                                                                               | Stadtvilla | Zweigeschossiger Walmdachbau mit Treppenturm, Zwerchgiebel, Erker und Söller, Rotsandsteingliederungen, 1904 von Caspar Schmelzer | D-6-61-000-97 Wikidata  | weitere Bilder    |
| Grünewaldstraße 15 (Standort)                                                                                               | Stadtvilla | Zweigeschossiger Mansardwalmdachbau mit Treppenturm, Zwerchgiebel und Balkon, gelber Backstein mit Rotsandsteingliederungen, Neurenaissance, 1899 von Adam Schneider | D-6-61-000-98 Wikidata  | weitere Bilder    |
| Grünewaldstraße 17 (Standort)                                                                                               | Stadtvilla | Zweigeschossiger Backsteinbau mit Eckturm und Risaliten mit Ziergiebeln, Sandsteingliederungen, Neurenaissance, 1902 von Adam Schneider | D-6-61-000-99 Wikidata  | weitere Bilder    |
| Grünewaldstraße 18 (Standort)                                                                                               | Karl-Theodor-von-Dalberg-Gymnasium, ursprünglich Mädchengymnasium                                                      | Dreigeschossige, gruppierte Bauten in Ecklage, reich gegliedert und mit weiblichen Figuren wie heiligen Frauen, Kaiserinnen etc. skulptural geschmückt, von Franz Rank, bezeichnet „1906“ | D-6-61-000-100 Wikidata | weitere Bilder    |
| Grünewaldstraße 19 (Standort)                                                                                               | Stadtvilla | Zweigeschossiger Mansarddachbau mit Turm und Zwerchgiebeln, Sandsteingliederungen und Fachwerk, historistisch, 1897 von A. Becker | D-6-61-000-101 Wikidata | weitere Bilder    |
| Grünewaldstraße 20; im Garten des Karl-Theodor-von-Dalberg-Gymnasiums (Standort)                                            | Bildhäuschen | Gemauert und verputzt, mit Bildnische, 19. Jahrhundert | D-6-61-000-104 Wikidata | weitere Bilder    |
| Grünewaldstraße 20 (Standort)                                                                                               | Sogenanntes Gentilhaus, Villa, heute Museum                                                                            | Fachwerkbau mit steilem Satteldach, Eckturm, Erker und Laube, 1922 von Anton Gentil; mit Nebengebäuden und Einfriedung | D-6-61-000-102 Wikidata | weitere Bilder    |
| Grünewaldstraße 27 (Standort)                                                                                               | Stadtvilla | Zweigeschossiger Mansardwalmdachbau mit halbrundem turmartigen Erker, Neubarock, von Hans Wild, 1913 | D-6-61-000-103 Wikidata | weitere Bilder    |
| Hanauer Straße 8 (Standort)                                                                                                 | Mietshaus | Dreigeschossiger Bau mit einseitigem Walm, Zwerchgiebel und Erker, Jugendstil, Anfang 20. Jahrhundert | D-6-61-000-110 Wikidata | weitere Bilder    |
| Hanauer Straße 21 (Standort)                                                                                                | Villa Karolina | Zweigeschossiger Backsteinbau in Ecklage, mit Ziergiebeln, Treppenhausturm und Söller, Sandsteingliederungen, Neurenaissance, erbaut 1889 | D-6-61-000-111 Wikidata | weitere Bilder    |
| Herrleinstraße 23 (Standort)                                                                                                | Wohn- und Geschäftshaus                                                                                                | Dreigeschossiger Sandsteinquaderbau in Ecklage mit übergiebelten Risaliten und Flacherker, 1908 | D-6-61-000-510 Wikidata | weitere Bilder    |
| Herrleinstraße 43 (Standort)                                                                                                | Mietwohnhaus | Dreigeschossiger Mansarddachbau mit breitem Risalit, genutetem Erdgeschoss und Kolossalpilastern, Säulenportal, Balkon und Zwerchgiebel, barockisierend, 1910, von Heinrich Morhard (Darmstadt)                                                                                                | D-6-61-000-506 Wikidata | weitere Bilder    |
| Hettingerstraße 25 (Standort)                                                                                               | Mietshaus | Dreigeschossiger Mansarddachbau mit säulenflankiertem Mittelrisalit und Volutengiebel, Neubarock, 1909 | D-6-61-000-125 Wikidata | Mietshaus         |
| Hofgartenstraße 6 (Standort)                                                                                                | Klinik am Hofgarten | Dreigeschossiger Mansarddachbau mit rustiziertem Erdgeschoss und Mittelrisalit, barockisierender Historismus, 1913 von Heinrich Morhard | D-6-61-000-127 Wikidata | weitere Bilder    |
| Hofgartenstraße 12 (Standort)                                                                                               | Wohnhaus | Zweigeschossiger traufständiger Sandsteinquaderbau mit Satteldach und rückwärtigem Zwerchgiebel, spätklassizistisch, 1878/80 von Caspar Schmelzer | D-6-61-000-1 Wikidata   | weitere Bilder    |
| Kirchhofweg 6 (Standort) | Jüdischer Friedhof | Angelegt 1890, Grabsteine des 19. und frühen 20. Jahrhunderts; vgl. Güterberg | D-6-61-000-138 Wikidata | weitere Bilder    |
| Kirchhofweg 6 (Standort) | Taharahaus | um 1900 | D-6-61-000-138 Wikidata | weitere Bilder    |
| Am Wallfahrtsweg nach Walldürn, Ecke Lamprechtstraße (Standort)                                                             | Bildhäuschen | Sockel mit Bildnische, darin gemalte Tafel von Adalbert Hock, bekrönt von einem Caravaca-Kreuz, zweite Hälfte 19. Jahrhundert | D-6-61-000-185 Wikidata | weitere Bilder    |
| Obernauer Straße 5 (Standort)                                                                                               | Bildhäuschen | Verputzter Pfeiler mit zwei Bildnischen, oben mit Madonna, wohl 17./18. Jahrhundert; 1986 wiedererrichtet | D-6-61-000-186 Wikidata | Bildhäuschen      |
| Obernauer Straße 5, Ecke Fischerhohle (Standort)                                                                            | Wegkreuz | Kruzifix auf altarähnlichem Sockel, bezeichnet „1724“ | D-6-61-000-189 Wikidata | Wegkreuz          |
| Obernauer Straße 26 (Standort)                                                                                              | Gartenhaus | Zweieinhalbgeschossiger klassizistischer Bau mit Turm, um 1845, nördlicher Anbau mit Veranden, 1872 | D-6-61-000-378 Wikidata | Gartenhaus        |
| Obernauer Straße 34 (Standort)                                                                                              | Sommerhaus | Zweigeschossiger Walmdachbau mit Pilastergliederung, klassizistisch, Mitte 19. Jahrhundert | D-6-61-000-433 Wikidata | Sommerhaus        |
| Leinwanderstraße 2 a (Standort)                                                                                             | Mietshaus | Dreigeschossiger Satteldachbau mit Zwerchhaus und Erker, gotisierender Historismus, bezeichnet „1902“ | D-6-61-000-153 Wikidata | weitere Bilder    |
| Lindenallee 1, 3 (Standort)                                                                                                 | Mietshausgruppe | Zwei dreigeschossige, vielgliedrige Jugendstilbauten, bezeichnet 1909 und 1910 von Heinrich Morhard; Gruppe mit Deschstraße 1 | D-6-61-000-154 Wikidata | weitere Bilder    |
| Lindenallee 12 (Standort)                                                                                                   | Stadtvilla | Zweigeschossiger Bau mit Krüppelwalm und Annexen, reduzierter historisierender Heimatstil, 1907 von Becker und Scholl | D-6-61-000-155 Wikidata | weitere Bilder    |
| Lindenallee 14 (Standort)                                                                                                   | Stadtvilla | Dreigeschossiger, vielgliedriger Halbwalmdachbau in Ecklage mit Risaliten, Söller und Balkon, historistisch mit Jugendstilmotiven, 1910 von Heinrich Morhard | D-6-61-000-156 Wikidata | weitere Bilder    |
| Lindenallee 26 (Standort)                                                                                                   | Stadtvilla | Reich gruppierter Satteldachbau, 1909/10 von Anton Gentil mit Reichard und Wild Mit Nebengebäude und Einfriedung | D-6-61-000-157 Wikidata | weitere Bilder    |
| Ludwigstraße 5 (Standort)                                                                                                   | Mehrfamilienwohn- und Geschäftshaus                                                                                    | Fünfgeschossiger Mansarddachbau aus rotem Sandstein mit historisierender Fassade, um 1910 | D-6-61-000-164 Wikidata | weitere Bilder    |
| Ludwigstraße 7 (Standort)                                                                                                   | Wohn- und Geschäftshaus                                                                                                | Satteldachbau, asymmetrische Fassadengliederung mit Balkonen, Erker und Zwerchhaus, historistisch, um 1900 | D-6-61-000-166 Wikidata | weitere Bilder    |
| Ludwigstraße 8 (Standort)                                                                                                   | Ehemalige Güterabfertigung des Wechselbahnhofs der königlich bayerischen Ludwigs-Westbahn und Hessen, heute Busbahnhof | Hauptbau, dreigeschossiger kubischer Sandsteinquaderbau mit Pyramiddach, in der Art eines Palazzo der Renaissance, 1853–1854 von Gottfried Neureuther | D-6-61-000-165 Wikidata | weitere Bilder    |
| Ludwigstraße 17 (Standort)                                                                                                  | Wohn- und Geschäftshaus                                                                                                | Viergeschossiger traufständiger Stahlbetonskelettbau mit Satteldach, Flugdach über der Ladenzone und vorkragendem Abschlussgesims, mit überbauter Tordurchfahrt, davor an der westlichen Giebelwand Mosaikbild von Aloys Bergmann-Franken, um 1955, zugehörige rückwärtige Flügelbauten        | D-6-61-000-583 Wikidata | weitere Bilder    |
| Ludwigstraße 19 (Standort)                                                                                                  | Wohnhaus, Geburtshaus des Malers Ernst Ludwig Kirchner (1880–1938)                                                     | Zweigeschossiger Satteldachbau mit Zwerchhaus und gusseisernem Balkon, spätklassizistisch, 1861 | D-6-61-000-167 Wikidata | weitere Bilder    |
| Main (Standort) | Sogenannte Määkuh | Kettenschiff, gewölbter Eisenrumpf des ehemaligen dampfbetriebenen Schleppschiffs, 1902; vorübergehend am linken Mainufer unterhalb des Wasserwerks unter einem Portalkran | D-6-61-000-397          | Sogenannte Määkuh |
| Müllerstraße 2 (Standort)                                                                                                   | Ehemalige großherzoglich hessische Bahnbetriebsbauten, Verwaltungsgebäude und Lokschuppen                              | Zweifarbige Sandsteinquaderbauten mit Satteldach, 1853/54(?) | D-6-61-000-394 Wikidata | weitere Bilder    |
| Münchstraße 7 (Standort) | Wohnhaus | zweigeschossiger Sattel- und Walmdachbau mit symmetrisch gegliederter Fassade, Standerker und Mittelgiebel, Ziegelsichtmauerwerk mit Sandsteingliederungen, historistisch, 1904 von Johann Scheuermann; Einfriedung gleichzeitig                                                               | D-6-61-000-626 Wikidata | Wohnhaus          |
| Münchstraße 12; Ziegelbergstraße 14 (Standort)                                                                              | Mietshaus | In Ecklage, zweigeschossiger vielgliedriger Mansarddachbau, barockisierender Historismus, von Johann Scheuermann, 1914 | D-6-61-000-181 Wikidata | weitere Bilder    |
| Suicardusstraße, ehemals zugehörig zur Königlichen Zivilliste, heute zugehörig zum Anwesen Kleine Metzgergasse 5 (Standort) | Portalbau | Mit Treppenaufgang und Terrasse, 1808 von Wolfgang Streiter | D-6-61-000-383 Wikidata | weitere Bilder    |
| Pompejanumstraße 1 (Standort)                                                                                               | Wohnhaus | Dreigeschossiger villenartiger Eckbau mit turmartiger Schmalseite und Walmdach mit Belvedere, historistisch, 1890 von Willi Weidmann | D-6-61-000-415 Wikidata | weitere Bilder    |
| Pompejanumstraße 2 (Standort)                                                                                               | Villa | Zweigeschossiger vielgliedriger Backsteinbau mit Eckturm und Ziergiebel, Neurenaissance, von H. J. Henfling, bezeichnet „1900“ Einfriedung | D-6-61-000-200 Wikidata | weitere Bilder    |
| Pompejanumstraße 4 (Standort)                                                                                               | Villa | Zweigeschossiger Backsteinbau mit Erker, Turm und Ziergiebel, Sandsteingliederungen, Neurenaissance, von Adam Schneider, 1900 Einfriedung | D-6-61-000-201 Wikidata | weitere Bilder    |
| Saarstraße 2 (Standort) | Katholische Herz-Jesu-Kirche                                                                                           | Dreischiffige Chorturmkirche aus rotem Sandstein, 1929 von Albert Boßlet; mit Ausstattung | D-6-61-000-213 Wikidata | weitere Bilder    |
| Schweinheimer Straße 11 (Standort)                                                                                          | Pavillon | Ehemaliger Kiosk mit Bushaltestelle und integriertem Trafohäuschen sowie Toilettenanlage, einstöckiges Gebäude auf polygonalem Grundriss mit weit auskragendem Flachdach, um 1960 | D-6-61-000-435 Wikidata | weitere Bilder    |
| Schweinheimer Straße 34 (Standort)                                                                                          | Fabrikationsgebäude der Güldner-Motoren-Gesellschaft (später Linde AG), Werkhalle I                                    | Langgestreckte 28-achsige Backsteinhalle mit basilikalem Querschnitt, Seiten zweigeschossig mit Lisenengliederung, 1907, Stirnseite nach Kriegszerstörungen 1948 von Karl Jung | D-6-61-000-551 Wikidata | weitere Bilder    |
| Werkstraße 2 (Standort) | Apparatehaus des ehemaligen Gaswerks                                                                                   | Rotsandsteinquaderbau mit stichbogigen Fenstern, 1903/04 | D-6-61-000-524 Wikidata | weitere Bilder    |
| Schwindstraße 18 (Standort)                                                                                                 | Mietshaus | Dreigeschossiger Backsteinbau mit Sandsteingliederungen, Risalit und Ziergiebel, historistisch, 1898/99 von H. Reichard; in Fortsetzung des Eckgebäudes Goethestraße 21 und 23 | D-6-61-000-275 Wikidata | weitere Bilder    |
| Nähe Weißenburger Straße (Standort)                                                                                         | Wegkreuz | Kruzifix auf altarartigem Sockel, 1661; von der Hanauer Straße hierher versetzt | D-6-61-000-62 Wikidata  | weitere Bilder    |
| Weißenburger Straße 12 (Standort)                                                                                           | Geschäftshaus | In Ecklage, viergeschossig mit Satteldach, mit korbbogig gerundeter Front an der Straßengabelung, reduzierter Historismus, um 1910 | D-6-61-000-318 Wikidata | weitere Bilder    |
| Weißenburger Straße 26 (Standort)                                                                                           | Wohn- und Geschäftshaus                                                                                                | Dreigeschossiger Satteldachbau mit Mittelrisalit, Loggia und Balkonen, Jugendstil, 1904 von Eugen Drollinger | D-6-61-000-319 Wikidata | weitere Bilder    |
| Weißenburger Straße 36 (Standort)                                                                                           | Wohn- und Geschäftshaus                                                                                                | In Ecklage, viergeschossiger Satteldachbau, Backstein und Sandsteingliederungen, Fassade im Stil der deutschen Neurenaissance, am Eck Balkone mit neubarocken Eisengittern, um 1890/1900 | D-6-61-000-320 Wikidata | weitere Bilder    |
| Weißenburger Straße 40 (Standort)                                                                                           | Mehrfamilienwohnhaus                                                                                                   | Viergeschossiger Mansarddachbau, Fassade mit kolossalen Pilastern und Erker, Sandsteingliederungen, barockisierender Historismus, um 1910 | D-6-61-000-321 Wikidata | weitere Bilder    |
| Weißenburger Straße 50 (Standort)                                                                                           | Mehrfamilienwohnhaus                                                                                                   | Viergeschossiger Eckbau mit Mansardwalmdach und großem Zwerchhaus, Erker, Sandsteingliederungen, Neubarock, bezeichnet „1906“ | D-6-61-000-322 Wikidata | weitere Bilder    |
| Weißenburger Straße 58 (Standort)                                                                                           | Mietshaus | Viergeschossiger Satteldachbau mit übergiebeltem Mittelrisalit und Balkon, Sandsteingliederungen, Neurenaissance, um 1895 | D-6-61-000-323 Wikidata | weitere Bilder    |
| Weißenburger Straße 60 (Standort)                                                                                           | Mietshaus | Viergeschossiger Satteldachbau, Ziegel mit Sandsteingliederungen, Kanterker und Balkonen, Neurenaissance, um 1900 | D-6-61-000-324 Wikidata | weitere Bilder    |
| Würzburger Straße 12 (Standort)                                                                                             | Mietshaus | Dreigeschossiger Walmdachbau aus gelbem Backstein mit Fassadengliederungen aus rotem Sandstein, mit Balkonen, Neurenaissance, um 1900 | D-6-61-000-326 Wikidata | weitere Bilder    |
| Würzburger Straße 24; Würzburger Straße 26; Würzburger Straße 28 (Standort)                                                 | Mietshausgruppe | Drei- und viergeschossige Satteldachbauten mit asymmetrisch gestalteten Fassaden und Zwerchgiebeln, Sandsteingliederungen, historistisch, von Adam Schneider, 1903 | D-6-61-000-327 Wikidata | weitere Bilder    |
| Würzburger Straße 27, 29 (Standort)                                                                                         | Mietwohnhaus | Zweiflügeliger dreigeschossiger Backsteinbau mit Satteldach in Ecklage mit Erkertürmen und übergiebeltem Risalit, Ziegel mit Sandsteingliederungen, historistisch, bezeichnet „1906“ | D-6-61-000-426 Wikidata | weitere Bilder    |
| Würzburger Straße 33 (Standort)                                                                                             | Mietshaus | Viergeschossiger traufständiger Mansarddachbau mit übergiebeltem Mittelrisalit, Hausteingliederungen, historistisch, von Johann Scheuermann, bezeichnet „1907“ | D-6-61-000-328 Wikidata | weitere Bilder    |
| Würzburger Straße 34 (Standort)                                                                                             | Mietshaus | Dreigeschossig in Ecklage, mit einseitig abgewalmtem Dach, Mittelrisalit mit Ziergiebel und Balkon, gelber Backstein mit roten Sandsteingliederungen, Neurenaissance, von Adam Schneider, 1897                                                                                                 | D-6-61-000-329 Wikidata | weitere Bilder    |
| Würzburger Straße 38 (Standort)                                                                                             | Wohn- und Geschäftshaus mit Ladengeschäft                                                                              | Dreigeschossiger Mansarddachbau, gelber Backstein mit Sandsteingliederungen, 1894 | D-6-61-000-405 Wikidata | weitere Bilder    |
| Würzburger Straße 40, 42 (Standort)                                                                                         | Ehemaliger Münchner Hof, Wohn- und Geschäftshaus                                                                       | Viergeschossiger Satteldachbau mit zwei geschwungenen Zwerchgiebeln und Erker, Sandsteingliederungen, historistisch, 1904 | D-6-61-000-330 Wikidata | weitere Bilder    |
| Würzburger Straße 45 (Standort)                                                                                             | Ehemalige Jägerkaserne, heute Hochschule                                                                               | Gruppe von unterschiedlichen, zum Teil mehrflügeligen Bauten (Bau 1, 2, 4, 6, 7, 20, 21, 22, 24 und 26) um einen vierseitigen Kasernenhof, Ziegel mit Sandsteingliederungen, historistisch, 1894/96; Bau 20 und 21, Jugendstil, um 1915 Historische Einfriedung zum Teil erhalten              | D-6-61-000-384 Wikidata | weitere Bilder    |
| Würzburger Straße 48, 46 (Standort)                                                                                         | Wohn- und Geschäftshaus                                                                                                | Wohn- und Geschäftshaus, dreigeschossiger Mansarddachbau mit turmartigem Eckrisalit mit Balkon und Spitzhelm, Backstein mit Sandsteingliederungen, Neurenaissance, Franz & Roman Woerner, 1897, Kriegsschaden im südöstlichen Hausteil, nach 1945 wieder aufgebaut; Einfriedung des Vorgartens | D-6-61-000-331 Wikidata | weitere Bilder    |
| Würzburger Straße 54 (Standort)                                                                                             | Mietwohnhaus | Dreigeschossiger Mansarddachbau mit polygonalem Erkerturm, Backstein und Sandsteingliederungen, von Franz und Roman Woerner, 1895, mit Einfriedung | D-6-61-000-499 Wikidata | weitere Bilder    |
| Würzburger Straße 58 (Standort)                                                                                             | Vorstadtvilla | Zweigeschossiger Walmdachbau mit turmartigem Eckrisalit mit Balkon, in neubarocken Formen, Franz & Roman Woerner, 1894 | D-6-61-000-332 Wikidata | weitere Bilder    |
| Ziegelbergstraße 1 (Standort)                                                                                               | Pompejanum, ehemalige königliche Villa                                                                                 | Auf einer großen Terrasse mit Stützmauern, gestaffelte Baugruppe mit Terrassen, Treppen und Atriumhof, im Auftrag von König Ludwig I., 1840–1848 von Friedrich von Gärtner nach Vorbild des idealisierten antiken Hauses von Castor und Pollux in Pompeji                                      | D-6-61-000-232 Wikidata | weitere Bilder    |
| Ziegelbergstraße 1, Parkanlage zwischen Schloss und Pompejanum (Standort)                                                   | Schlossgarten | 18.–20. Jahrhundert; mit Pfeilergitterzaun, Schlucht, Götterfiguren beim Pompejanum | D-6-61-000-229 Wikidata | weitere Bilder    |
| Ziegelbergstraße 1 (Standort)                                                                                               | Wächterhaus | Eingeschossiger Bau mit flachgeneigtem Satteldach, errichtet 1869, erweitert 1883; zum Pompejanum gehörig | D-6-61-000-333 Wikidata | weitere Bilder    |
| Ziegelbergstraße 2 (Standort)                                                                                               | Villa | Zweigeschossiger vielgliedriger Backsteinbau mit Sandsteingliederung, Turm und Eckerker mit Haube, Obergeschoss mit Zierfachwerk, Neurenaissance und Schweizerhausstil, bezeichnet „1900“; mit Vorgarten                                                                                       | D-6-61-000-334 Wikidata | weitere Bilder    |
| Ziegelbergstraße 4 (Standort)                                                                                               | Villa | Zweigeschossiger vielgliedriger Bau mit Turm, Sandsteingliederungen, neugotisch, bezeichnet „1900“ | D-6-61-000-335 Wikidata | weitere Bilder    |
| Mainaschaffer Straße 113 (Standort)                                                                                         | Kleiderfabrik | Dreigeschossiger Stahlbetonskelettbau mit sich nach unten verjüngenden Stützen und turmartigem Treppenhausbau, mit Flachdächern, 1955 von Werner Schlauersbach Fabrikationshalle mit Sheddächern                                                                                               | D-6-61-000-432 Wikidata | Kleiderfabrik     |
| Zwischen Friedrich- und Weißenburger Straße (Standort)                                                                      | Kriegerdenkmal für 1870/71                                                                                             | Obelisk auf Sockel, Granit, mit Inschrift, 1896 | D-6-61-000-63 Wikidata  | weitere Bilder    |

### Stadtmitte/Aschaffenburg-Ost
Der Stadtteil Stadtmitte/Aschaffenburg liegt östlich außerhalb des Eisenbahnrings und des Dr. Willi-Reiland-Rings, einer kreuzungsfreien Umgehungsstraße. Hier befindet sich ein großer Stadtpark, die Fasanerie – einst Jagdrevier für die Küche der Kurfürsten – sowie südlich davon unterhalb des Godelsberges ein sehr gesuchtes Wohnquartier.
| Lage | Objekt                                             | Beschreibung | Akten-Nr.               | Bild                |
| --- | -------------------------------------------------- | --- | ----------------------- | ------------------- |
| Am Hasenkopf 2 (Standort)                                                                                              | Betonskulptur Figur                                | Fünf Meter hohe kubische Komposition, 1974 von Hans Steinbrenner | D-6-61-000-555 Wikidata | Betonskulptur Figur |
| Bismarckallee 1 (Standort)                                                                                             | Jägerhaus in der ehemaligen Fasanerie              | Zweigeschossiger Walmdachbau mit Zwerchhaus, von Emanuel Joseph d'Herigoyen, um 1780 | D-6-61-000-11 Wikidata  | weitere Bilder      |
| Bismarckallee 1, Bismarckallee 1 a, Bismarckallee 3, Bismarckallee 3 a, Bismarckallee 5, Fasaneriestraße 33 (Standort) | Ehemalige Fasanerie                                | Landschaftspark im Osten der Stadt mit Wegen, Teich, Jagdstern und Jagdgebäuden, angelegt unter Kurfürst Friedrich Karl von Erthal 1779                                                                            | D-6-61-000-10 Wikidata  | weitere Bilder      |
| Bismarckallee 5 (Standort)                                                                                             | Ehemaliges Jagdverwalterhaus, jetzt Gastwirtschaft | Zweigeschossiger traufständiger Halbwalmdachbau, von Emanuel Joseph d’Herigoyen, Ende 18. Jahrhundert Dahinter Ruine des Jagdzeughauses, ebenfalls von d’Herigoyen, Ende 18. Jahrhundert (heute zur Halle ergänzt) | D-6-61-000-12 Wikidata  | weitere Bilder      |
| Bismarckallee 52 (Standort)                                                                                            | Wohnhaus                                           | In Ecklage, zweigeschossiger Satteldachbau mit Krüppelwalm und seitlichem Treppenhausanbau, Runderker und Lauben, mit Einfriedungsmauer, reduziert historisierender Heimatstil, 1909 von Alois Scheuermann         | D-6-61-000-411 Wikidata | weitere Bilder      |
| In der Fasanerie, am sogenannten Andriansplätzchen (Standort)                                                          | Andrian-Denkmal                                    | Säulenstumpf mit Inschriften, zur Erinnerung an den im Duell 1824 gefallenen 17-jährigen „Forstcandidaten“ Ferdinand Anton Freiherr von Andrian, um 1825                                                           | D-6-61-000-14 Wikidata  | weitere Bilder      |
| Auf dem Godelsberg (Standort)                                                                                          | Kippenburg                                         | Künstliche Ruinenanlage, von Adam Kipp 1839 | D-6-61-000-163          | weitere Bilder      |
| Godelsberg (Standort)                                                                                                  | Teufelskanzel                                      | Als Aussichtspunkt gestaltete Felsformation mit eingemeißelten Treppen und Eisengeländer, Mitte 19. Jahrhundert | D-6-61-000-498 Wikidata | weitere Bilder      |
| Nähe Godelsberg (Standort)                                                                                             | Steinbank                                          | Geschwungene Rückwand mit lorbeerumkränztem Inschriftmedaillon, seitlich Kugelaufsätze, Sandstein, bezeichnet „1912“, von Kratz                                                                                    | D-6-61-000-497 Wikidata | weitere Bilder      |
| Am Krämersgrund; Nähe Ludwigsallee (Standort)                                                                          | Steinkreuz                                         | Schlicht aus rotem Sandstein ohne Korpus, auf Sockel bezeichnet „1681“ und „1833“ | D-6-61-000-338 Wikidata | Steinkreuz          |
| Ludwigsallee 2 (Standort)                                                                                              | Grünewaldschule                                    | Fünfteilige Baugruppe mit Satteldächern aus zwei dreigeschossigen Schulzimmerbauten, einer Turnhalle und niedrigeren Zwischentrakten, mit begrünten Außenanlagen, 1954/55; mit Ausstattung                         | D-6-61-000-482 Wikidata | Grünewaldschule     |
| Ludwigsallee, am Beginn der Bismarckallee, nahe der Zufahrt zum Kronberg-Gymnasium (Standort)                          | Urlaubsbildstock                                   | Gemauerter Pfeiler, Aufsatz mit Satteldach und bemalter Tafel, um 1800 | D-6-61-000-13 Wikidata  | Urlaubsbildstock    |
| Goldbacher Straße 73 (Standort)                                                                                        | Bildhäuschen                                       | Gemauert und verputzt mit Nische, 17. Jahrhundert | D-6-61-000-81 Wikidata  | Bildhäuschen        |
| Nähe Ludwigsallee, nahe der Ludwigssäule (Standort)                                                                    | Bildhäuschen                                       | Gemauerter und verputzter Pfeiler mit Bildnische und gemaltem St. Urbanus, wohl 19. Jahrhundert | D-6-61-000-162 Wikidata | Bildhäuschen        |
| Nähe Ludwigsallee (Standort)                                                                                           | Ludwigssäule                                       | Obeliskähnliches Denkmal aus Rotsandstein, zu Ehren von König Ludwig I., 1843 von der Stadt Aschaffenburg errichtet                                                                                                | D-6-61-000-161 Wikidata | Ludwigssäule        |
| Gentilstraße 2 (Standort)                                                                                              | Sogenannte Gentilburg                              | Malerische Villa, Satteldachbau mit Turm und Annexen, historisierend, 1933 für Anton Gentil erbaut; mit Ausstattung, Garten, Gärtnerhaus, Torhäuschen, Umfassungsmauer, Gartenskulpturen                           | D-6-61-000-75 Wikidata  | weitere Bilder      |

### Damm
| Lage                                                          | Objekt                                                                                             | Beschreibung | Akten-Nr.               | Bild                                                                                               |
| ------------------------------------------------------------- | -------------------------------------------------------------------------------------------------- | --- | ----------------------- | -------------------------------------------------------------------------------------------------- |
| Antoniusstraße 1 (Standort)                                   | Landwirtschaftsamt und Landwirtschaftsschule                                                       | Zweigeschossiger Mansardwalmdachbau mit Eckquaderung und dreigeschossigem Mitteltrakt, barockisierender Historismus, 1910/11; mit Garage von 1928                                                     | D-6-61-000-5 Wikidata   | Landwirtschaftsamt und Landwirtschaftsschule                                                       |
| Aschaff; Dorfstraße (Standort)                                | Brücke über die Aschaff                                                                            | Zweijochige Betonbrücke mit Laternenpfeiler, bezeichnet „1913“ | D-6-61-000-388 Wikidata | Brücke über die Aschaff                                                                            |
| Dorfstraße 1 (Standort)                                       | Ehemaliges Verwaltungsgebäude der Dämmer Steingutfabrik (1827–1884), dann Gasthaus Zum grünen Baum | Zweigeschossiger Walmdachbau mit Zwerchhaus, Fachwerk verputzt und Sandsteinquader, klassizistisch, erste Hälfte 19. Jahrhundert                                                                      | D-6-61-000-386 Wikidata | Ehemaliges Verwaltungsgebäude der Dämmer Steingutfabrik (1827–1884), dann Gasthaus Zum grünen Baum |
| Dorfstraße 5 (Standort)                                       | Ehemalige Michaels-Kapelle                                                                         | Dreiseitig geschlossener Saalbau mit Halbwalmdach, 1580, renoviert 1665 und 1714 | D-6-61-000-387 Wikidata | Ehemalige Michaels-Kapelle                                                                         |
| Haidstraße 15 (Standort)                                      | Wohnhaus                                                                                           | Zweigeschossiger giebelständiger Fachwerkbau mit vorkragendem Obergeschoss, bezeichnet „1730“ | D-6-61-000-108 Wikidata | Wohnhaus                                                                                           |
| Haidstraße 31 (Standort)                                      | Bauernhof                                                                                          | Zweigeschossiger giebelständiger Satteldachbau, Fachwerk, Nebengebäude und Scheune aus Bruchsteinmauerwerk, zweite Hälfte 18. Jahrhundert                                                             | D-6-61-000-398 Wikidata | Bauernhof                                                                                          |
| Mittelstraße (Standort)                                       | Wegkreuz                                                                                           | Kruzifix auf altarähnlichem Sockel, Rotsandstein, 1953 anstelle eines Vorgängerkreuzes | D-6-61-000-273 Wikidata | Wegkreuz                                                                                           |
| Strietwaldstraße, Ecke Mühlstraße (Standort)                  | Wegkreuz                                                                                           | Auf altarähnlichem Sockel, Rotsandstein, wohl Mitte 19. Jahrhundert, mit Gusseisen-Korpus | D-6-61-000-274 Wikidata | Wegkreuz                                                                                           |
| Mittelstraße 42 (Standort)                                    | Katholische Pfarrkirche St. Michael                                                                | Turm des neugotischen Baus von 1874/77, Saalbau mit einspringenden Pfeilern, 1951 von Michael Niedermeier; mit Ausstattung                                                                            | D-6-61-000-179 Wikidata | weitere Bilder                                                                                     |
| Nähe Kahlgrundstraße, vor der Autobahnunterführung (Standort) | Wegkreuz                                                                                           | Kruzifix auf einem altarähnlichen Sockel mit Inschrift, Korpus als Dreinageltypus, bezeichnet „1760“                                                                                                  | D-6-61-000-128 Wikidata | Wegkreuz                                                                                           |
| Ecke Mühl- und Wilhelmstraße (Standort)                       | Wegkreuz, sogenannte Beichtmarter                                                                  | Kruzifix auf einem altarähnlichen Sockel, aus rotem Sandstein, bezeichnet „1750“ | D-6-61-000-109 Wikidata | Wegkreuz, sogenannte Beichtmarter                                                                  |
| Paulusstraße 15 (Standort)                                    | Evangelisch-lutherisches Pfarrhaus der Pauluskirche                                                | Zweigeschossiger verputzter Satteldachbau, 1926, 1954 verändert | D-6-61-000-543 Wikidata | Evangelisch-lutherisches Pfarrhaus der Pauluskirche                                                |
| Paulusstraße 17 (Standort)                                    | Evangelisch-lutherische Pauluskirche                                                               | Sandsteinquaderbau, Saalbau mit Apsis und Turm sowie atriumartigem Vorhof, 1932/33, nach starken Zerstörungen bis 1954 wiederaufgebaut                                                                | D-6-61-000-543 Wikidata | Evangelisch-lutherische Pauluskirche                                                               |
| Schönberg (Standort)                                          | Schönberg-Ehrenmal                                                                                 | Kriegerdenkmal für die Gefallenen des Ersten Weltkriegs, runder Unterbau mit fünfeckigem Baldachin aus Steinarkaden mit Pyramiddach, darin Figur des heiligen Michael von Ludwig Sonnleitner, 1925/26 | D-6-61-000-596 Wikidata | Schönberg-Ehrenmal                                                                                 |
| Schwalbenrainweg 46 (Standort)                                | Ehemalige Papiermühle                                                                              | Zweigeschossiger Mansardwalmdachbau, bezeichnet „1797“ | D-6-61-000-382 Wikidata | Ehemalige Papiermühle                                                                              |

### Gailbach
| Lage                                                     | Objekt                                   | Beschreibung | Akten-Nr.                                                                   | Bild                                     |
| -------------------------------------------------------- | ---------------------------------------- | --- | --------------------------------------------------------------------------- | ---------------------------------------- |
| Aschaffenburger Straße 3 (Standort)                      | Wohnhaus                                 | Zweigeschossiger Fachwerkbau mit Krüppelwalm, 18./19. Jahrhundert | D-6-61-000-350 Wikidata                                                     | Wohnhaus                                 |
| Dörrmorsbacher Straße 53 a (Standort)                    | Steinkruzifix                            | Mit Korpus als Hochrelief, roter Sandstein, um 1600, Aufsatz in Form eines kleinen Kreuzes, bezeichnet „1632“ (möglicherweise von einem Grabmal); ehemals am alten Soldatenfriedhof, seit 1971 in der Aussegnungshalle                                                                                            | D-6-61-000-355 Wikidata                                                     | Steinkruzifix                            |
| Glaserstraße 3, Glaserstraße 5 (Standort)                | Katholisches Pfarrzentrum Sankt Matthäus | Kuratiekirche Sankt Matthäus, am Hang gelegener Bau in zwei Ebenen, Kuratiekirche auf dreieckigem Grundriss über rechteckigem Unterbau mit Gemeindeeinrichtungen, Beton und Backstein, Kampanile, Beton, 1967/68 von Erich Roth, mit Ausstattung zugehörig anschließendes Pfarrhaus, eingeschossiger Flachdachbau | D-6-61-000-546 Wikidata                                                     | Katholisches Pfarrzentrum Sankt Matthäus |
| Mittelwald; in der Waldabteilung Binsenhäg (Standort)    | Bildstock                                | Sockel mit rundbogigem Aufsatz, Relief der Schutzmantelmadonna, Sandstein, 1947 | D-6-61-000-356 Wikidata                                                     | Bildstock                                |
| Nähe Dörrmorsbacher Straße (Standort)                    | Friedhofskreuz                           | Sockel und Kreuz aus rotem Sandstein, Corpus Sandstein, 19. Jahrhundert | D-6-61-000-430 Wikidata                                                     | Friedhofskreuz                           |
| Radäcker (Standort)                                      | Bildstock                                | Vierkantschaft mit überkragendem, gewölbtem Abdeckstein, vergitterte Nische, Industriestein, Mitte 20. Jahrhundert | D-6-61-000-354 Wikidata                                                     | Bildstock                                |
| Stengertsweg, neben dem Sportplatz (Standort)            | Bildhäuschen                             | Gedrungener gemauerter und verputzter Pfeiler mit Bildnische, 18. Jahrhundert | D-6-61-000-352 Wikidata                                                     | Bildhäuschen                             |
| Stengertsweg 5 (Standort)                                | Ehemaliges Schulhaus                     | Zweigeschossiger Fachwerkbau, mit historistischer Eingangslaube, 1803 | D-6-61-000-389 Wikidata                                                     | Ehemaliges Schulhaus                     |
| Kaiselberg, im Haberfeld, an der Blumenstraße (Standort) | Bildstock                                | Vierkantschaft mit häuschenähnlichem Aufsatz mit Giebelchen und drei Nischen, Sandstein, 19. Jahrhundert | D-6-71-124-8 (Gemeindegrenze zu Haibach, deshalb Haibacher Nummer) Wikidata | Bildstock                                |

### Leider
| Lage                                                                                        | Objekt                                                  | Beschreibung | Akten-Nr.               | Bild                                                    |
| ------------------------------------------------------------------------------------------- | ------------------------------------------------------- | --- | ----------------------- | ------------------------------------------------------- |
| Brunnengasse 2 (Standort)                                                                   | Evangelisch-lutherische Lukaskirche                     | Schlichter Bau mit Dachreiter, 1350, um 1580 und 1866/67 verlängert; mit Ausstattung | D-6-61-000-17 Wikidata  | weitere Bilder                                          |
| Egerer Straße (Standort)                                                                    | Bildstockaufsatz                                        | Mit geschwungenem Giebel und vergitterter Nische, Pietà aus gebranntem Ton, wohl um 1650, Schaft erneuert | D-6-61-000-490 Wikidata | Bildstockaufsatz                                        |
| Hafenbahnhofstraße 15 bis 27; Seegrundstraße 1 (Standort)                                   | Hafenverwaltung mit Wohnhäusern                         | Gruppe von sieben zweigeschossigen Walmdachbauten im barockisierenden Heimatstil, 1918–1921 von der Eisenbahndirektion Würzburg; zugehöriges Nebengebäude; mit Seegrundstraße 1 | D-6-61-000-399 Wikidata | Hafenverwaltung mit Wohnhäusern                         |
| Hafenbecken II; Nähe Hafenbecken II (Standort)                                              | Drehkran                                                | Mit einhüftigem Fahrgestell auf Schienen am geböschten Kai, mit festem Ausleger über dem Führerhaus, 1921 von der Fa. M.A.N.; mit technischer Ausstattung | D-6-61-000-437 Wikidata | Drehkran                                                |
| Nähe Industriestraße; Nähe Kohlenkaistraße; Zwischen Augasse und Kohlenkaistraße (Standort) | Betriebswerk der Hafenbahn                              | Eingeschossiges Verwaltungs- und Lagergebäude mit Walmdach, Werkstattgebäude mit basilikalem Querschnitt, und Stahltragwerk, Trafohaus, Wasserturm und Lokschuppen mit Drehscheibe, 1921 im Zusammenhang mit dem Staatshafen gebaut; mit technischer Ausstattung und zuführenden Gleisen | D-6-61-000-483 Wikidata | Betriebswerk der Hafenbahn                              |
| Kirchstraße 14 (Standort)                                                                   | Katholische Pfarrkirche St. Laurentius                  | Walmdachbau mit übergiebelter Vorhalle und Säulenportikus, südlich angeschlossener Glockenturm, innen dreischiffige reduzierter Historismus, 1921–1923 von Hans und Christoph Rummel, Frankfurt/M.; mit Ausstattung                                                                      | D-6-61-000-139 Wikidata | weitere Bilder                                          |
| Kirchstraße 16 (Standort)                                                                   | Pfarrhaus der katholischen Pfarrkirche Sankt Laurentius | Eingeschossiger Walmdachbau mit hochgezogenem Sockel aus Sandsteinquadern, Eingangsrisalit, flach vorgewölbtem Erker und Zwerchhaus, 1920 von Hans und Christoph Rummel (Frankfurt) | D-6-61-000-491 Wikidata | Pfarrhaus der katholischen Pfarrkirche Sankt Laurentius |
| Ecke Leiderer Stadtweg (Standort)                                                           | Ehemalige Siechenhauskapelle                            | Kleiner Walmdachbau, spätgotisch, um 1500, 1747 verändert Dabei Bildstock | D-6-61-000-129 Wikidata | Ehemalige Siechenhauskapelle                            |
| Nähe Werftstraße (Standort)                                                                 | Hafendrehkran                                           | Auf fahrbarem Untersatz mit holzverkleidetem Fahrerhaus und festem Ausleger, um 1910; mit technischer Ausstattung; ursprünglich auf Halbportal am Kai | D-6-61-000-438 Wikidata | Hafendrehkran                                           |
| Ruhlandstraße 4 (Standort)                                                                  | Ehemaliges Hirten- und Gemeindehaus                     | Eingeschossiger Halbwalmdachbau, Fachwerk, um 1800 | D-6-61-000-379 Wikidata | Ehemaliges Hirten- und Gemeindehaus                     |
| Ruhlandstraße 40 (Standort)                                                                 | Wohnhaus                                                | Zweigeschossiges giebelständiges Fachwerkhaus mit Satteldach, 1710 (dendrochronologisch datiert) | D-6-61-000-380 Wikidata | Wohnhaus                                                |
| Ruhlandstraße 44 (Standort)                                                                 | Wohnhaus                                                | Zweigeschossiger giebelständiger Halbwalmdachbau mit Fachwerkobergeschoss, frühes 18. Jahrhundert | D-6-61-000-381 Wikidata | Wohnhaus                                                |
| Ruhlandstraße 46 (Standort)                                                                 | Ehemalige Schule von Leider                             | Zweigeschossiger traufständiger Satteldachbau aus rotem Sandstein, um 1900, mit Dachreiter des Jugendstils um 1912 von Anton Vogt Anbau verputzt | D-6-61-000-211 Wikidata | weitere Bilder                                          |
| Ruhlandstraße 72 (Standort)                                                                 | Ehemaliger Jesuitenhof                                  | Vierflügelanlage zweigeschossiger Walmdachbauten, mit großer Toreinfahrt, Ende 18. Jahrhundert | D-6-61-000-212 Wikidata | Ehemaliger Jesuitenhof                                  |

### Nilkheim
| Lage                                                                                           | Objekt                                                  | Beschreibung | Akten-Nr.               | Bild                   |
| ---------------------------------------------------------------------------------------------- | ------------------------------------------------------- | --- | ----------------------- | ---------------------- |
| Bahnlinie Aschaffenburg Süd – Aschaffenburg-Nilkheim; Nähe Nilkheimer Bahnhofstraße (Standort) | Bunker                                                  | Ehemaliger MG-Schartenstand Nr. 224 der sogenannten Wetterau-Main-Tauber-Stellung, in Laderampe des Bahnhofs eingebaut, 1936 | D-6-61-000-479 Wikidata | Bunker                 |
| Erlenweg 1, südlich der Einmündung des Kastanienwegs, nördlich der Straße (Standort)           | Bildstock                                               | Aufsatz reichgerahmte Ädikula mit Relief des zweiten Fußfalls Christi, Sockel mit Wappen der Stifterfamilien Merkel und Hepp, um 1710, erneuert 2000, Sandstein | D-6-61-000-86 Wikidata  | Bildstock              |
| Ecke Großostheimer Straße (Standort)                                                           | Denkmal Pater Bernhard                                  | Steinstele mit Halbfigurenrelief und Inschrift, bezeichnet „1931“ von Otto Gentil | D-6-61-000-267 Wikidata | Denkmal Pater Bernhard |
| Großostheimer Straße 170 (Standort)                                                            | Katholische Kapelle St. Kilian, ehemals St. Dionys      | Kleiner Saalbau mit Satteldach, Dachreiter und polygonalem Chor, Türsturz bezeichnet „1720“; nach Restaurierung 1895 wieder eingeweiht; mit Ausstattung | D-6-61-000-89 Wikidata  | weitere Bilder         |
| Großostheimer Straße 170, an der Nordostseite der Kapelle (Standort)                           | Bildstock                                               | Aufsatz mit Relief Christus vor Pontius Pilatus, am Sockel das Wappen der Familie Bertremoville, Sandstein, um 1710 | D-6-61-000-90 Wikidata  | weitere Bilder         |
| Großostheimer Straße 170, am Chorscheitel der Kapelle (Standort)                               | Marienbild                                              | Sandsteinfigur, auf balusterartigem Sockel mit Inschriftkartusche, Rokoko, 1754 gestiftet von Mathes Morhard | D-6-61-000-91 Wikidata  | weitere Bilder         |
| Großostheimer Straße 199 (Standort)                                                            | Nilkheimer Park auf dem Gelände des ehemaligen Hofgutes | Umgestaltet zwischen 1780 und 1830 Nilkheimer Pavillon, um 1830–1835, Amphiprostylos mit ionischen Säulen Billardsaal, rechteckiger Bau mit Walmdach; Monopteros mit sechs Säulen Weitere Ausstattung: Hermenstatue, Obelisk, zwei Pfosten einer Schaukel, Steinbrunnen, Sphinx, Bänke                                          | D-6-61-000-87 Wikidata  | weitere Bilder         |
| Großostheimer Straße 201 (Standort)                                                            | Nilkheimer Hof, heute Garten- und Friedhofsamt          | Vierseitige Hofanlage aus eingeschossigen Halbwalmdachbauten, zwei Scheunen und Hoftor, dessen linker Pfosten mit Löwe und Putto, ab 1782 von Emanuel Joseph d'Herigoyen zum landwirtschaftlichen Mustergut ausgebaut, 1969–1970 umgestaltet Taubenschlag, klassizistischer Zentralbau mit Säulenportikus und Rundturm, um 1800 | D-6-61-000-88 Wikidata  | weitere Bilder         |
| Main (Standort)                                                                                | Eisenbahnbrücke über den Main                           | Vorlandbrücken mit zwei stichbogigen Jochen aus Rotsandstein, Strombrücke zwei Stahl-Fachwerkträger mit gekrümmtem Obergurt auf Sandsteinpfeiler, 1909–1910 | D-6-61-000-434 Wikidata | weitere Bilder         |
| An der Großostheimer Straße (Standort)                                                         | Bildstock                                               | Sandstein, Aufsatz reichgerahmte Ädikula mit Relief des ersten Fußfalls Christi, Sockel mit Wappen der Stifterfamilien Lieb und Berninger, um 1710 | D-6-61-000-85 Wikidata  | Bildstock              |
| Niedernberger Straße 30, am Alten Weg nach Großostheim (Standort)                              | Bildstock                                               | Pfeiler, Aufsatz mit Kreuzdach und drei Kreuzigungsreliefs, Sandstein, wohl 16. Jahrhundert | D-6-61-000-337 Wikidata | Bildstock              |
| Pfarrer-Scherpf-Straße 6 (Standort)                                                            | Katholische Pfarrkirche Sankt Kilian                    | Saalbau mit Satteldach und eingezogenem Chor, Kampanile mit offener Vorhalle angebunden, Rotsandstein, 1952/53 von Alois Grimm, mit Ausstattung | D-6-61-000-541 Wikidata | weitere Bilder         |

#### Schönbusch
| Lage                              | Objekt                                                        | Beschreibung | Akten-Nr.               | Bild                                                          |
| --------------------------------- | ------------------------------------------------------------- | --- | ----------------------- | ------------------------------------------------------------- |
| Kleine Schönbuschallee (Standort) | Allee zwischen Mainbrücke und Park Schönbusch                 | Erstmals 1766 unter dem Mainzer Kurfürsten und Erzbischof Emmerich Joseph von Breidbach zu Bürresheim unter Einbeziehung der „Rennstraßen nach Dieburg“ als Maulbeerallee angelegt | D-6-61-000-145 Wikidata | weitere Bilder                                                |
| Kleine Schönbuschallee (Standort) | Wegkreuz, Grabmal für den Johanniter-Ritter Walter von Kerpen | Mit Kruzifix, betendem Ritter und abgelegtem Helm, 1628 errichtet, 1778 an die Kleine Schönbuschallee versetzt, Kopie aus dem Jahr 1931 von Otto Gentil                            | D-6-61-000-147 Wikidata | Wegkreuz, Grabmal für den Johanniter-Ritter Walter von Kerpen |

##### Park Schönbusch
Der Park Schönbusch ist ein Landschaftspark, im englischen Stil mit Wäldern, Wiesentälern und Gewässern sowie klassizistischen Bauten und Staffagen, unter Carl Friedrich von Erthal angelegt. Das Hauptwerk wurde von Emanuel Joseph d’Herigoyen, unter Beteiligung von Graf Wilhelm von Sickingen und Friedrich Ludwig Sckell, ab 1775 bis um 1800 geschaffen.
Darin befinden sich:
- Siebold-Denkmal, errichtet von König Ludwig II., 1879/80 von Michael Wagmüller (Lage)
- Ruhebank, 1777 von Centz (Lage)
- Kotzerbrunnen, um 1790 (Lage)
- Aussichtsturm, Backsteinbau, 1867 an Stelle einer Fachwerkkonstruktion von 1788 (Lage)
- Teufelsbrücke, Eisenkonstruktion, 1875 die eine Holzbrücke von 1788 ersetzt (Lage)
- Rote Brücke, 1784/85, um 1934 von der nahen Bundesstraße 26 hierhin versetzt (Lage)
- Fischerhäuschen (Lage)
- Wacht, drei „Hirtenhäuschen“, 1785 (Lage)
- Salettchen, 1792 (Lage)
- Dörfchen, Gruppe von fünf Häuschen um einen Ziehbrunnen, 1788 (Lage)
- Wirtschaftsgebäude, 1783 (Lage)
- Philosophenhaus, um 1800 (Lage)
- Freundschaftstempel, 1799–1802 (Lage)
- Speisesaal, 1788–1792 (Lage)
- Tanzsaal, um 1800 (Lage)

Aktennummer: D-6-61-000-249.

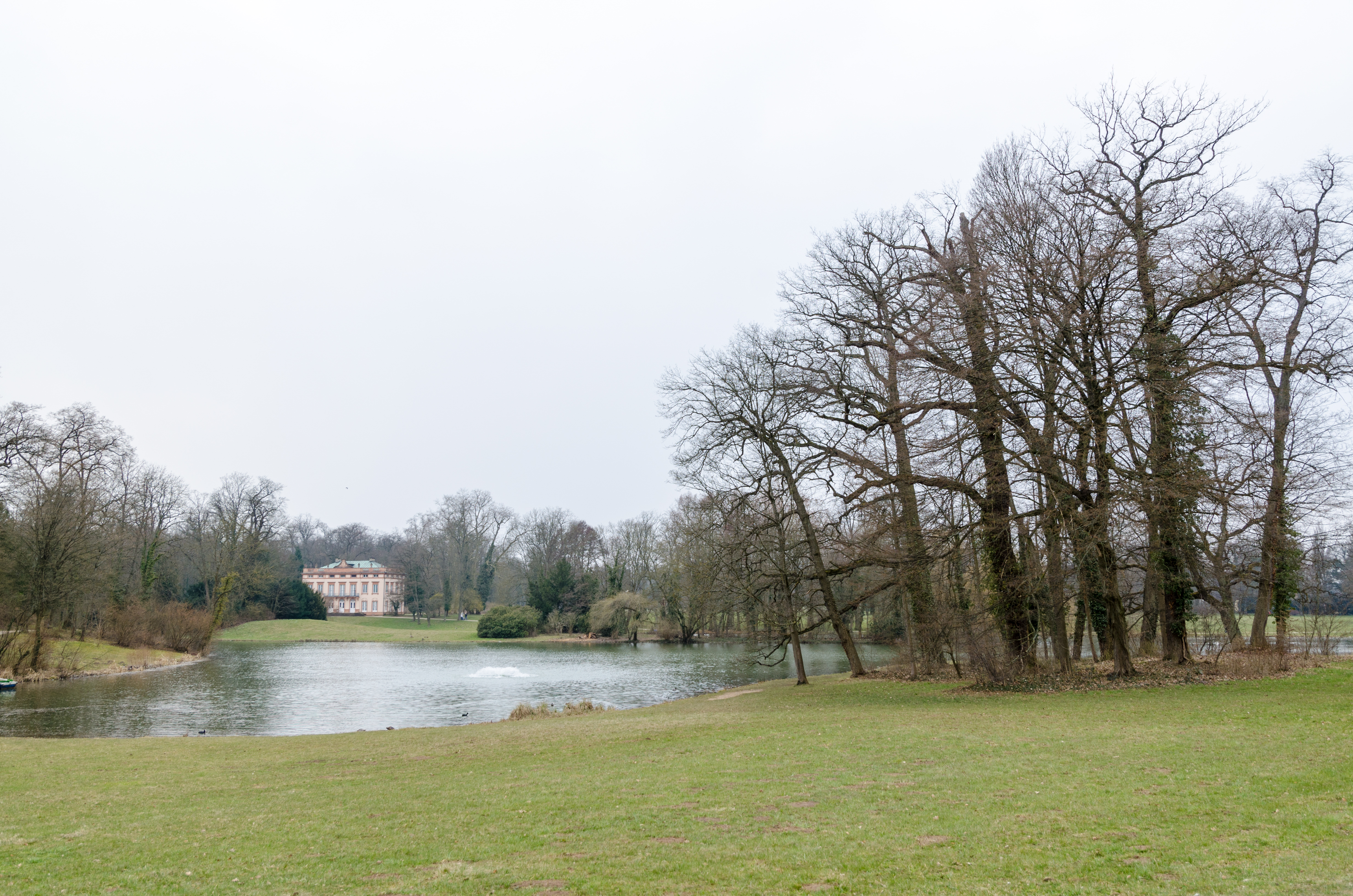
See mit Schloss weitere Bilder
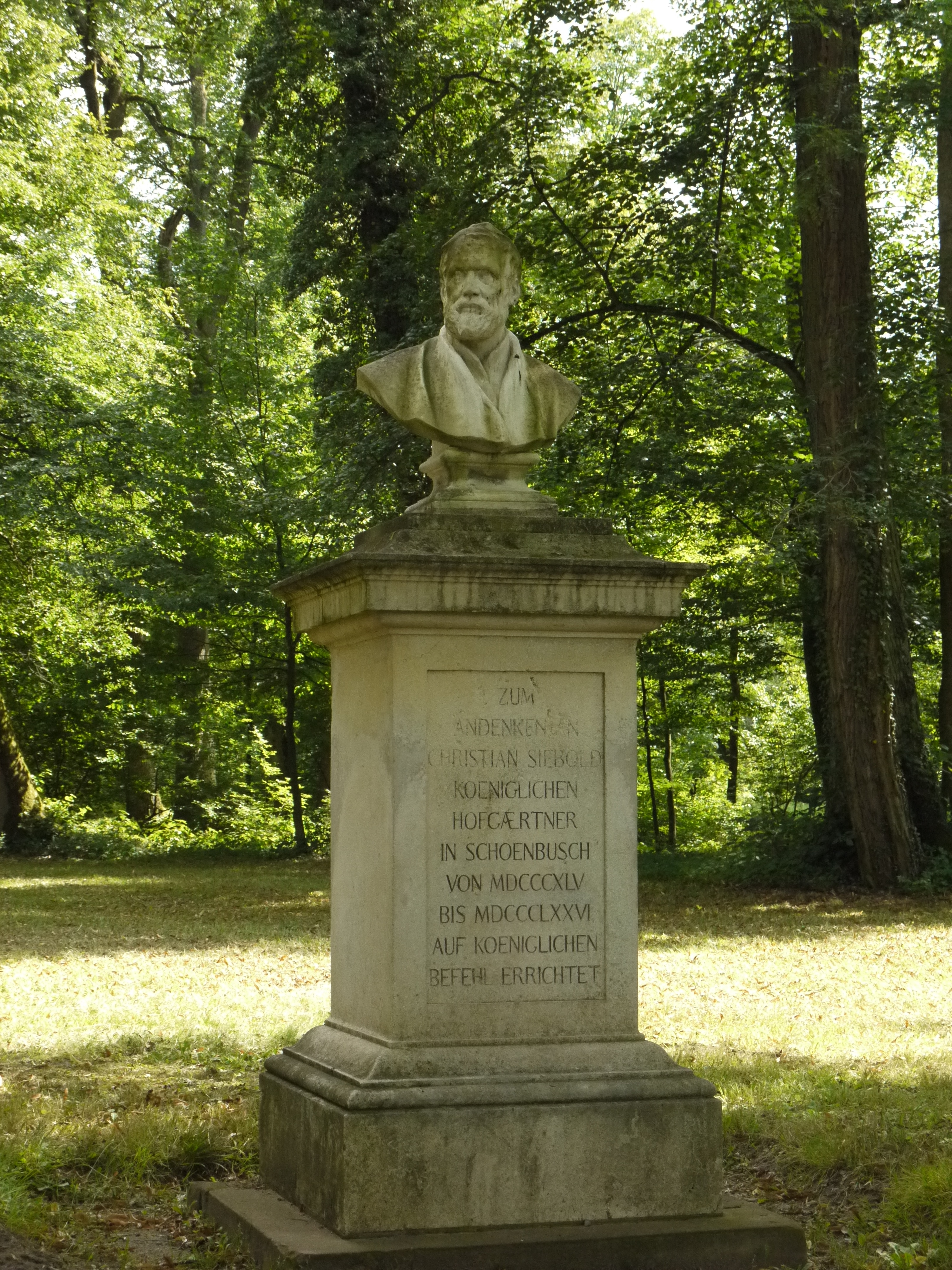
Siebolddenkmal weitere Bilder
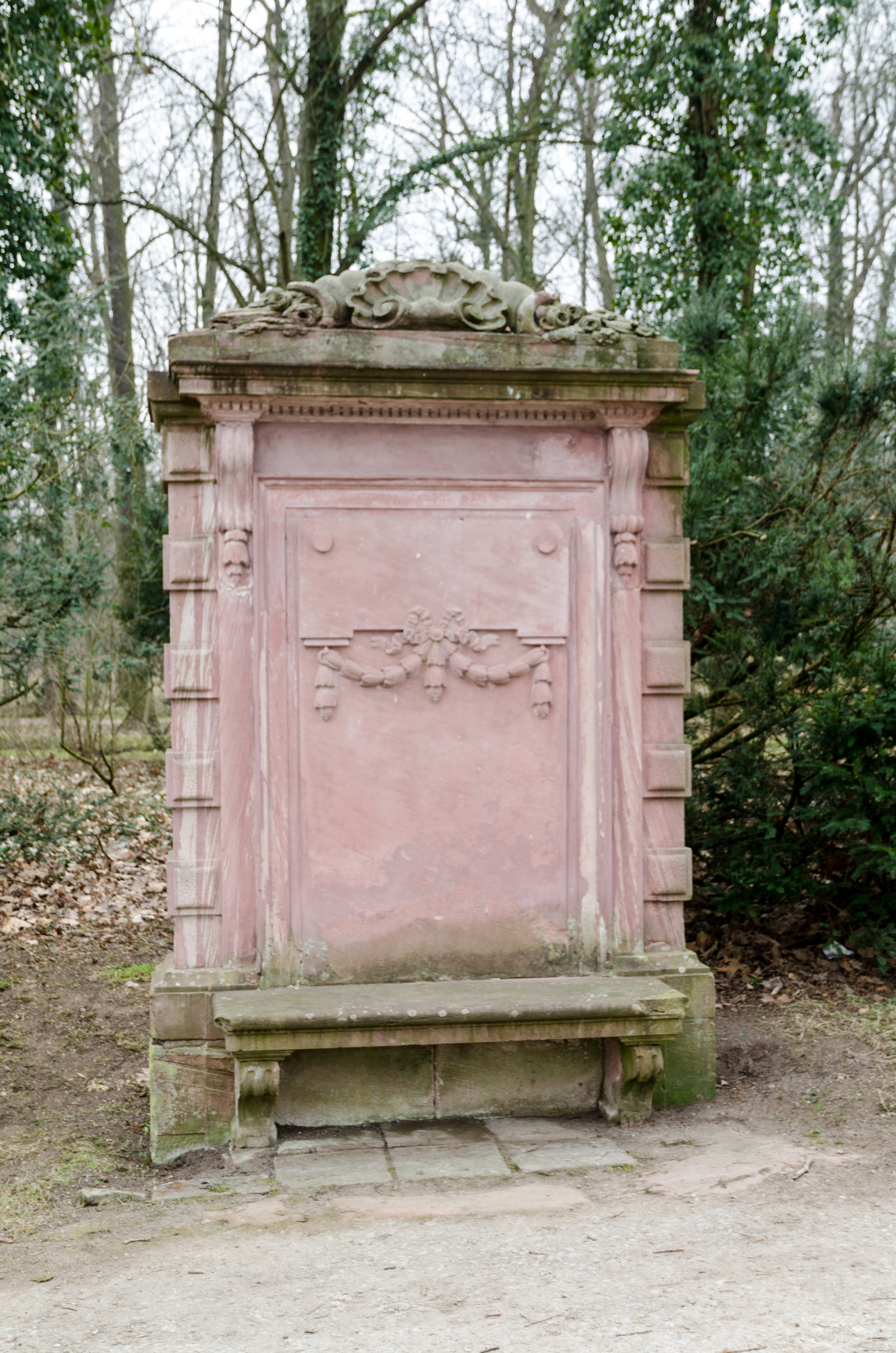
Ruhebank weitere Bilder
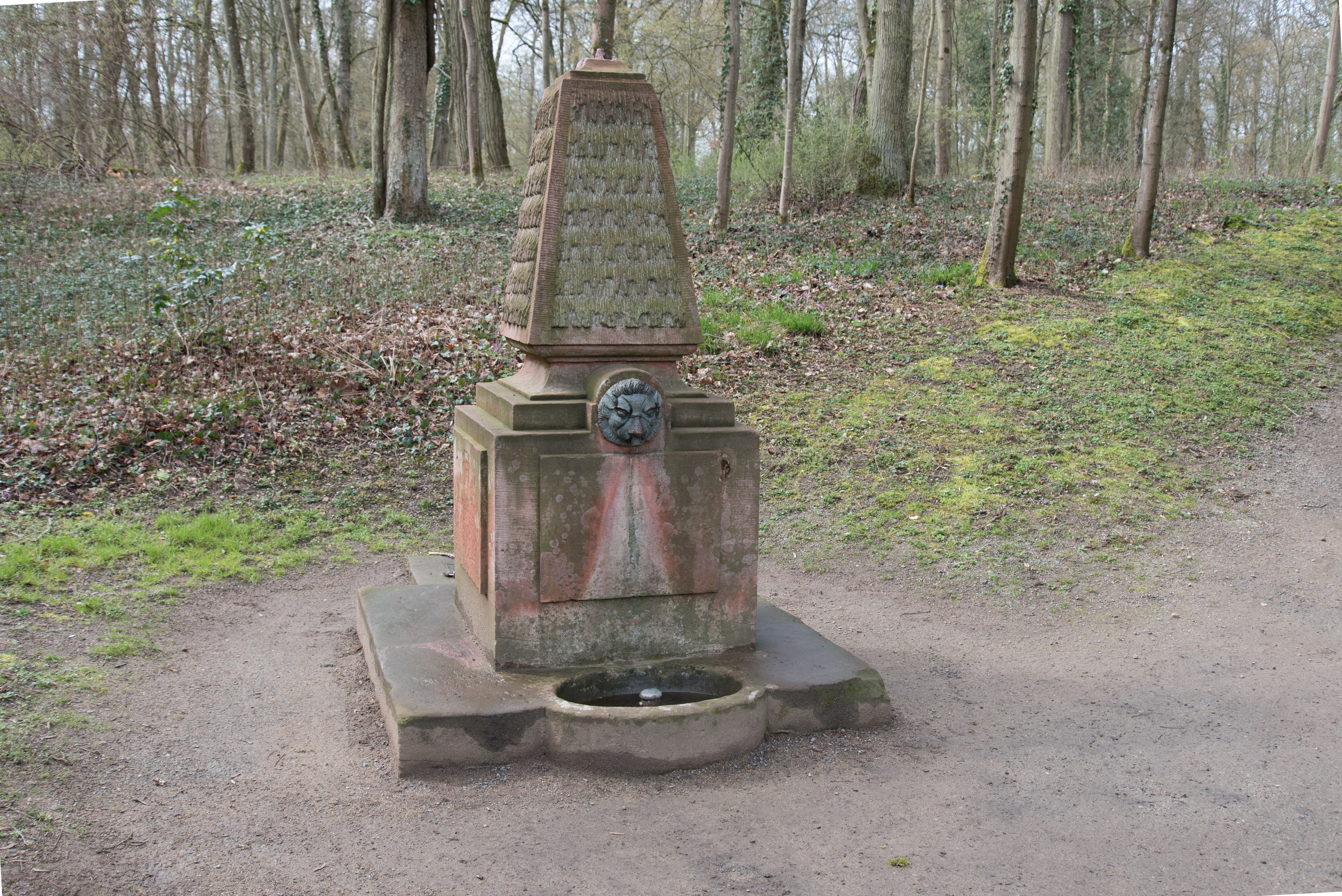
Kotzenbrünnchen weitere Bilder
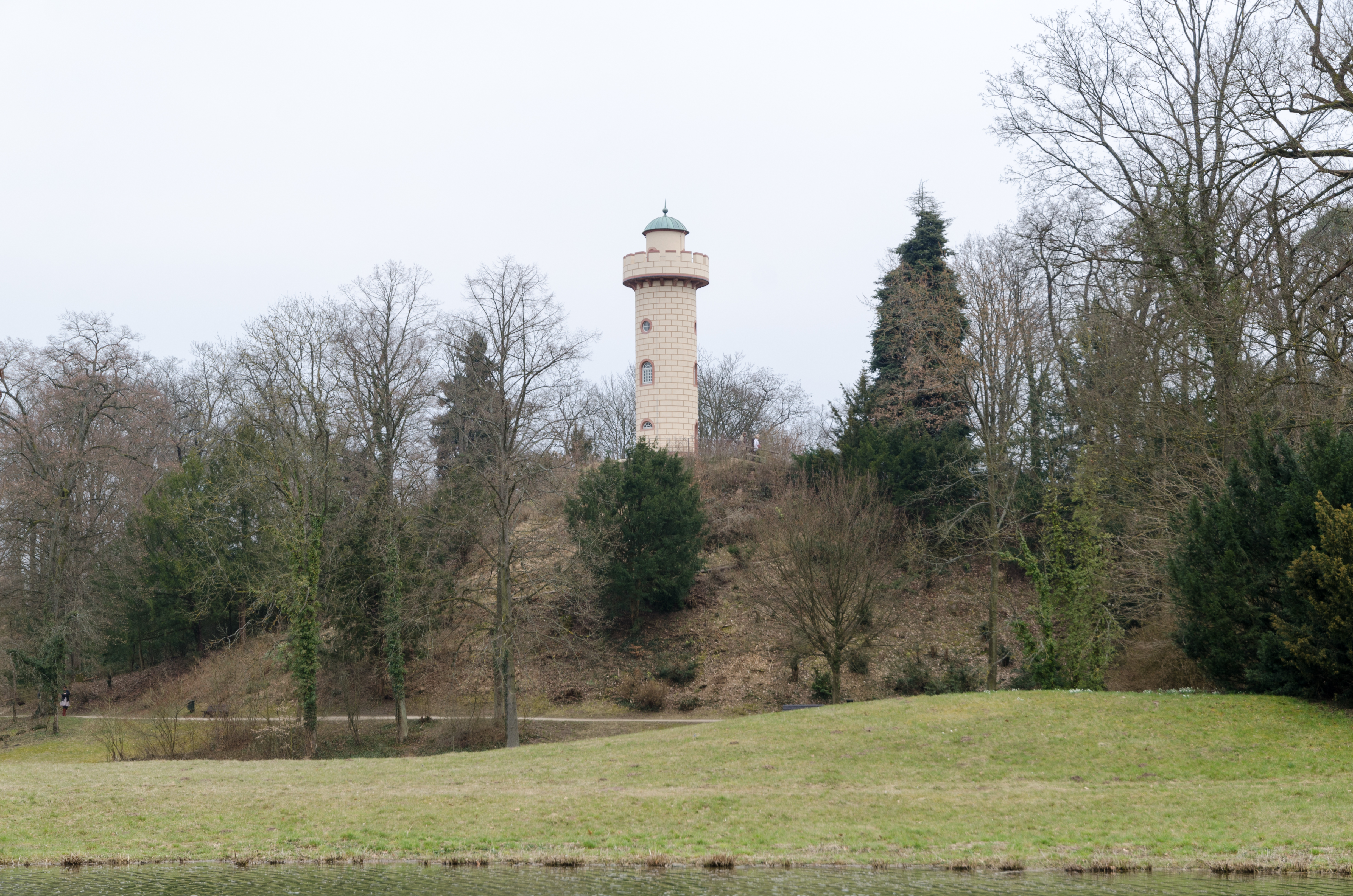
Aussichtsturm weitere Bilder
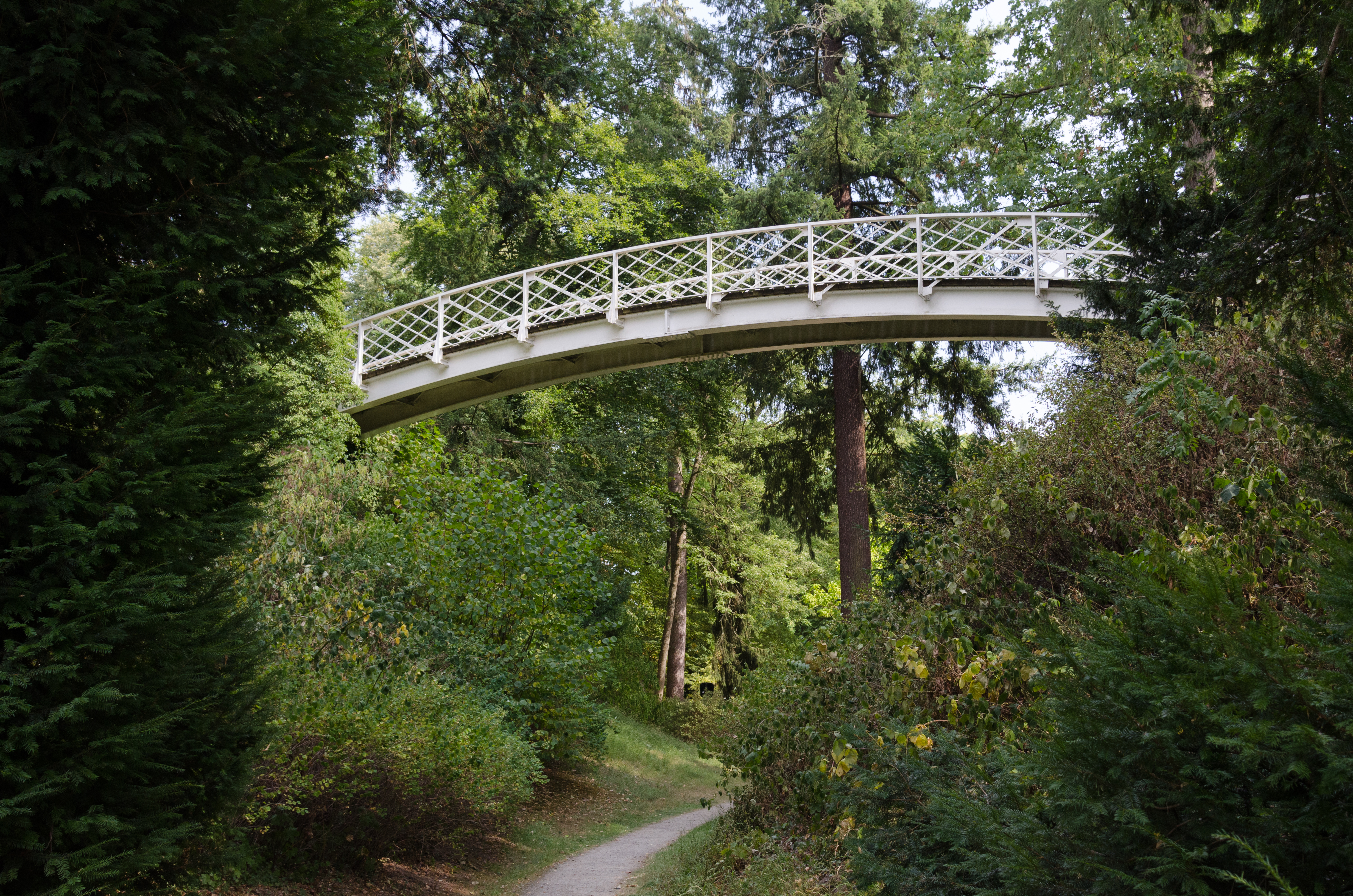
Teufelsbrücke weitere Bilder
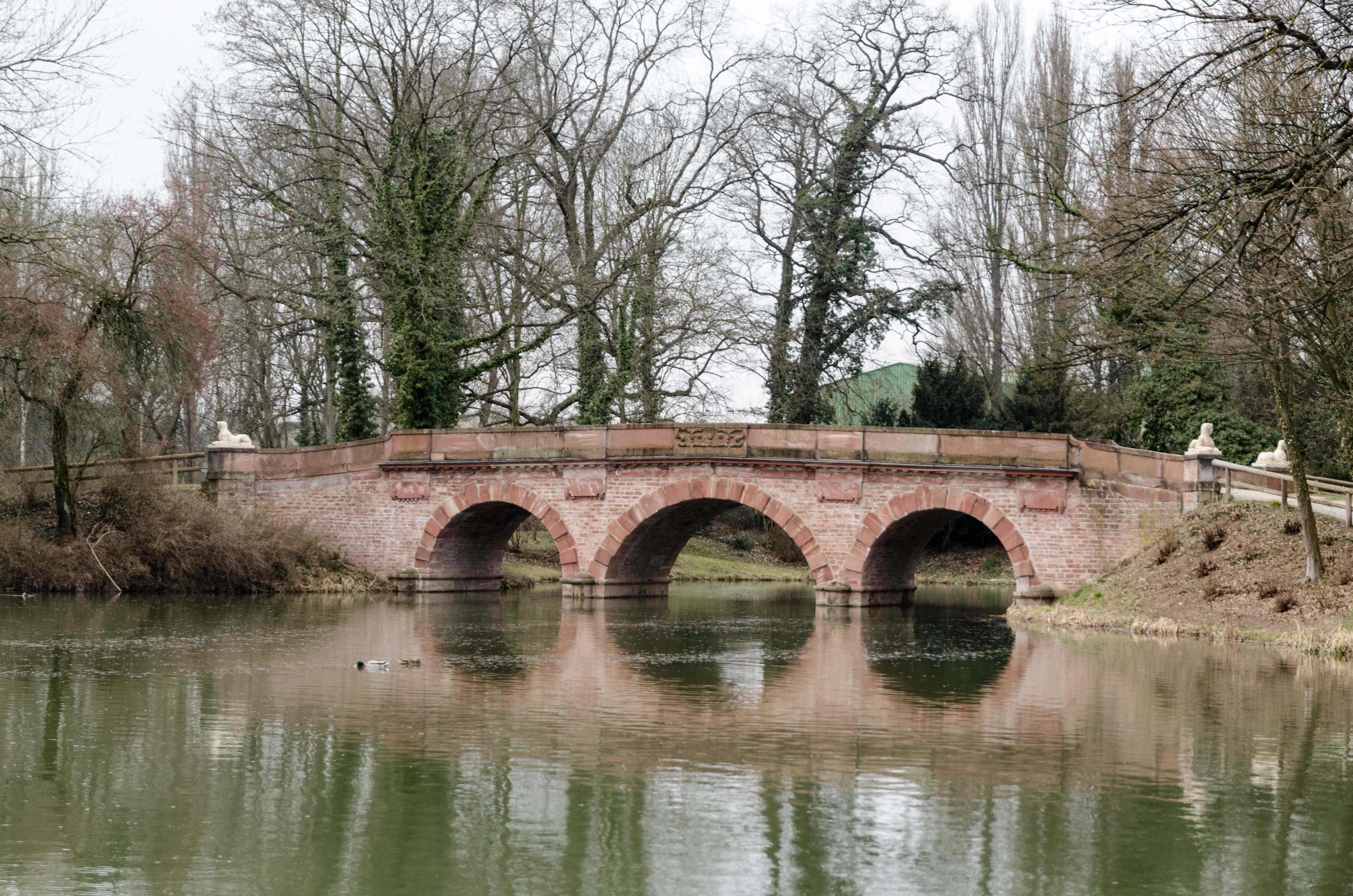
Rote Brücke weitere Bilder
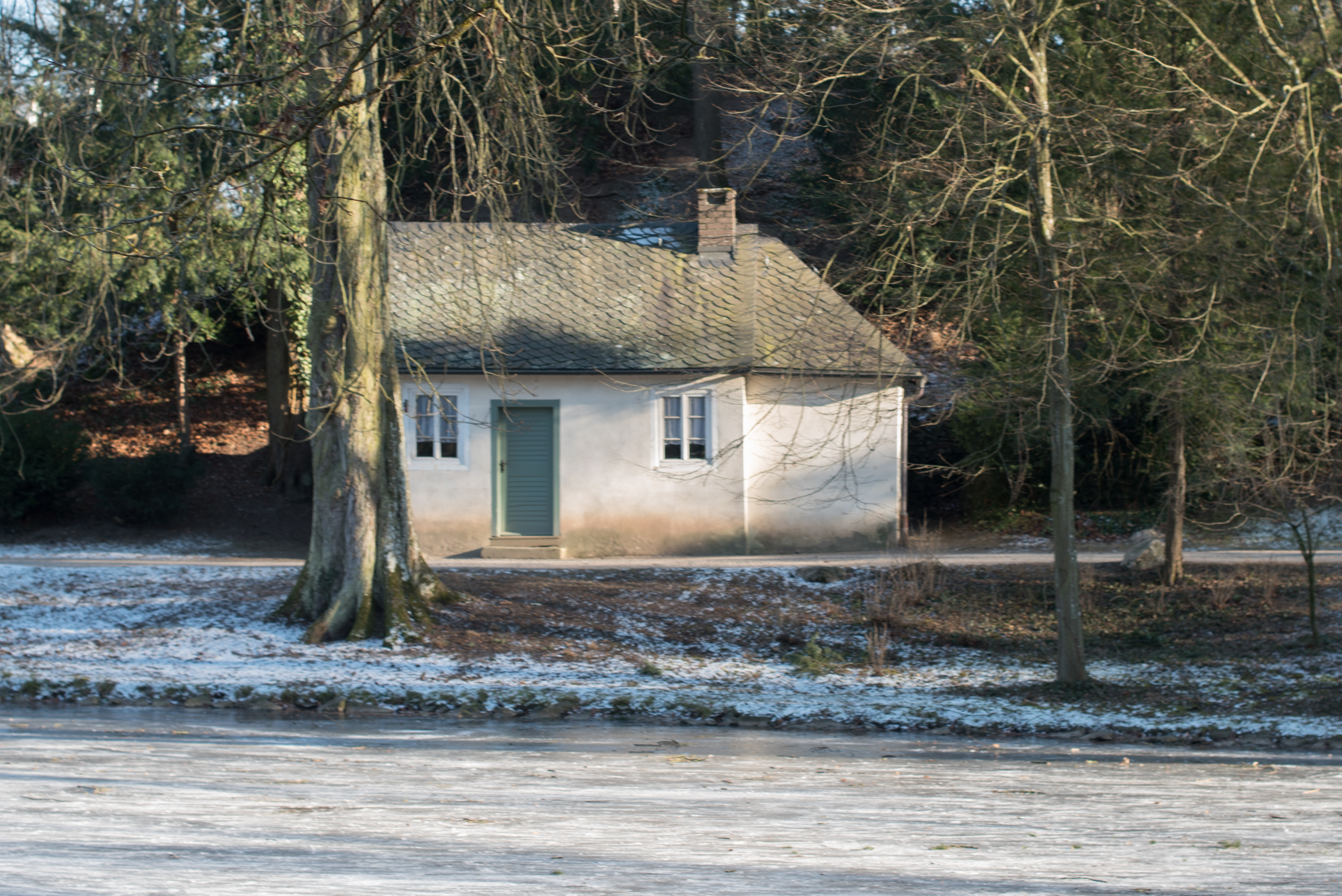
Fischerhäuschen weitere Bilder
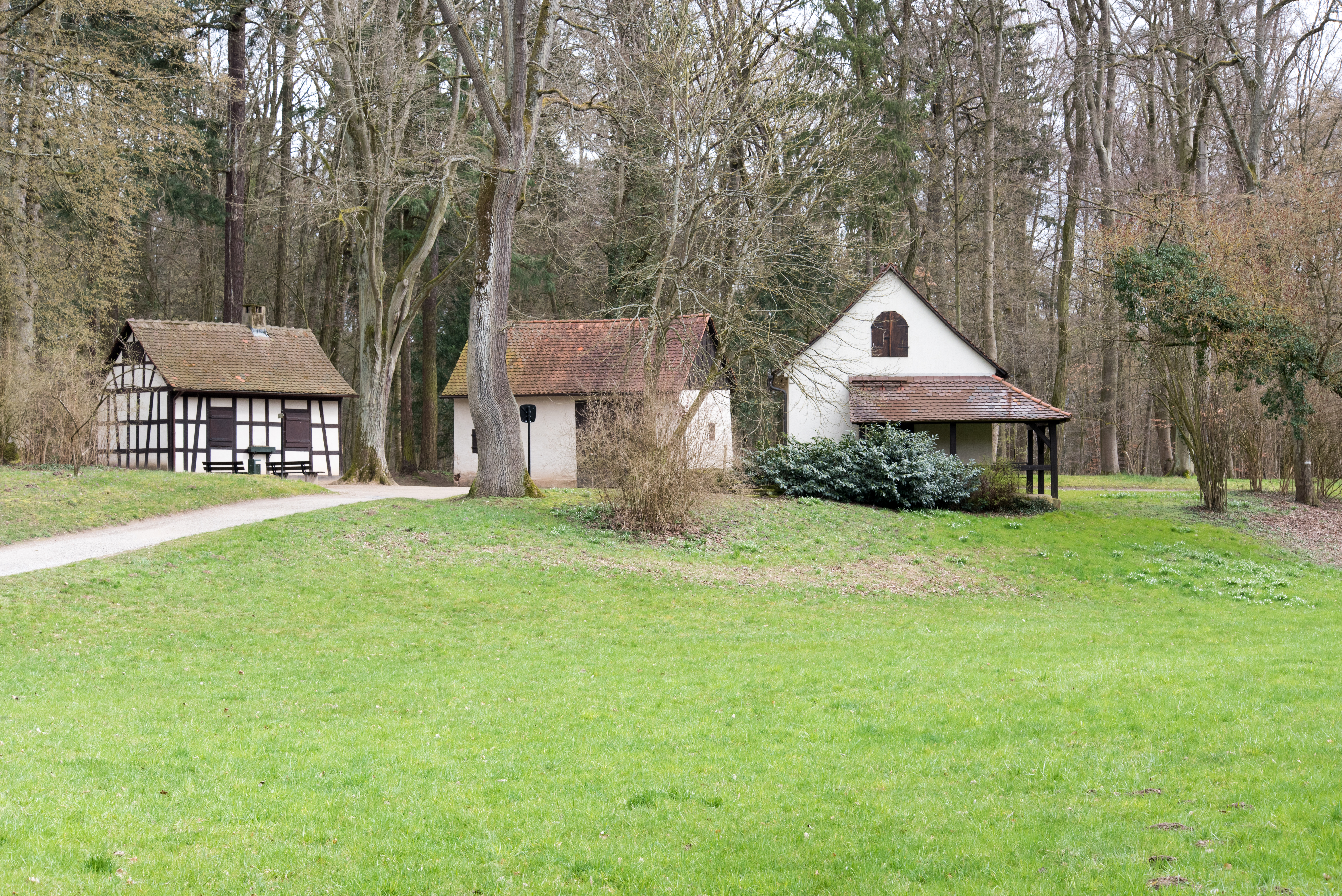
Die Wacht weitere Bilder
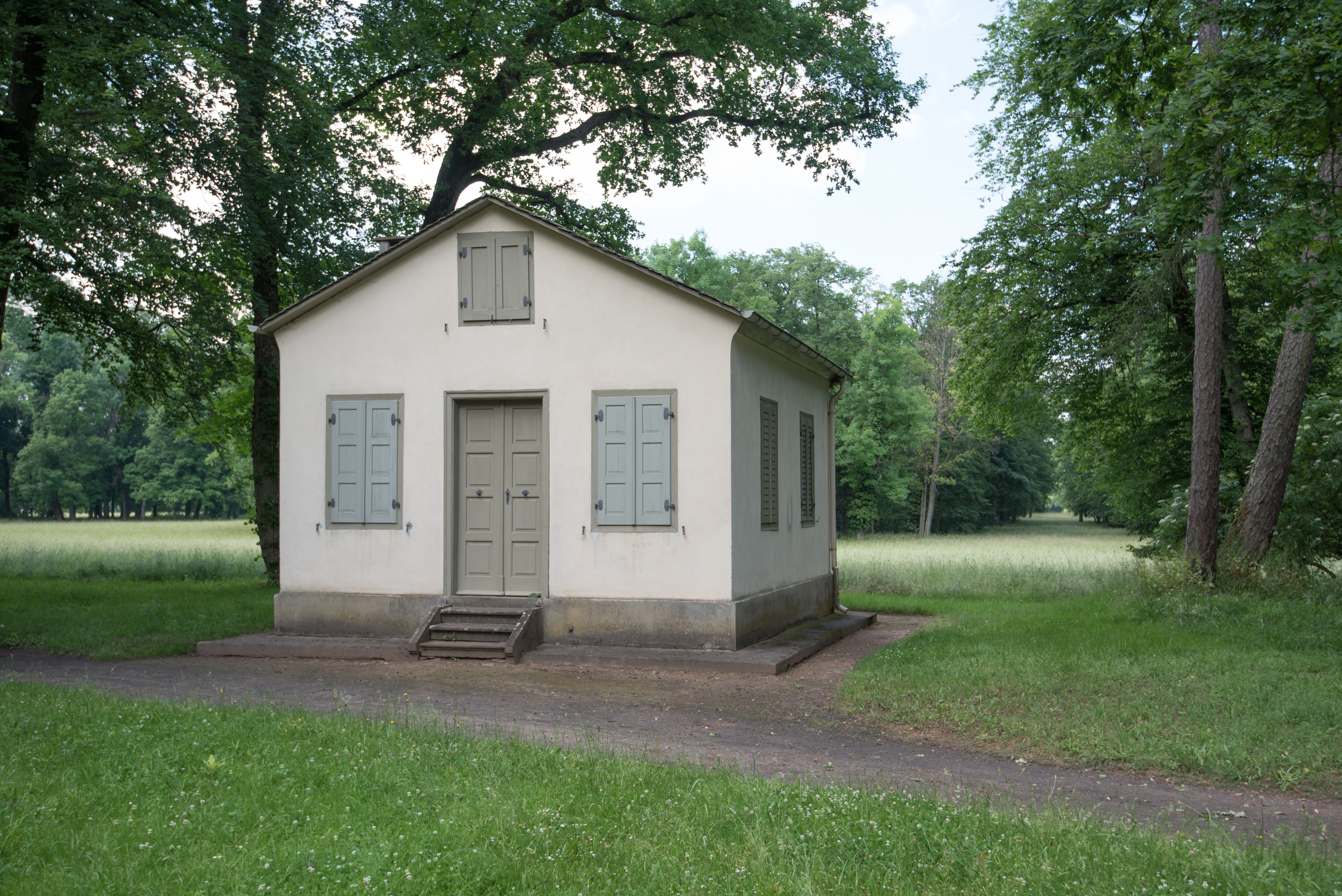
Salettchen weitere Bilder
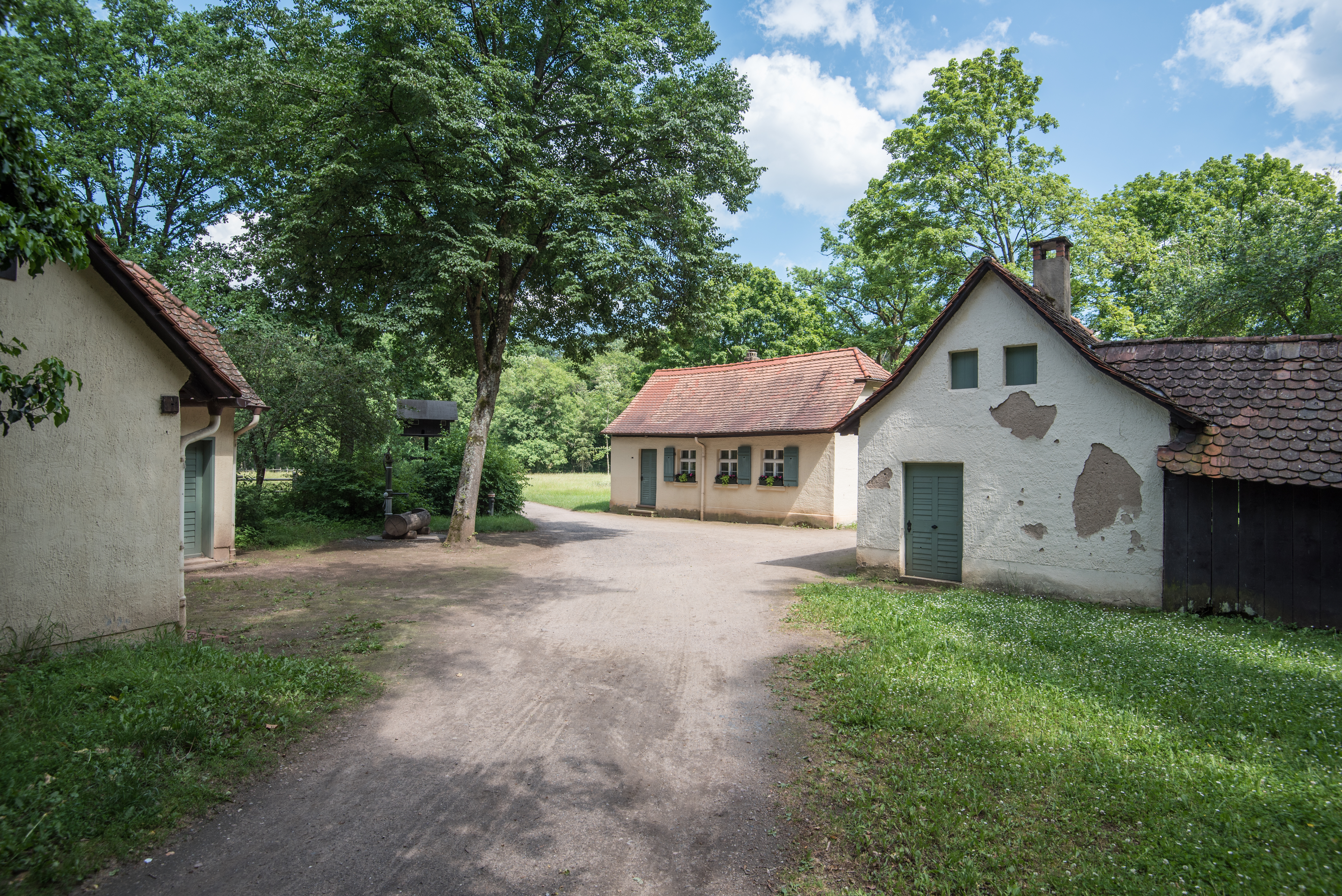
Dörfchen weitere Bilder
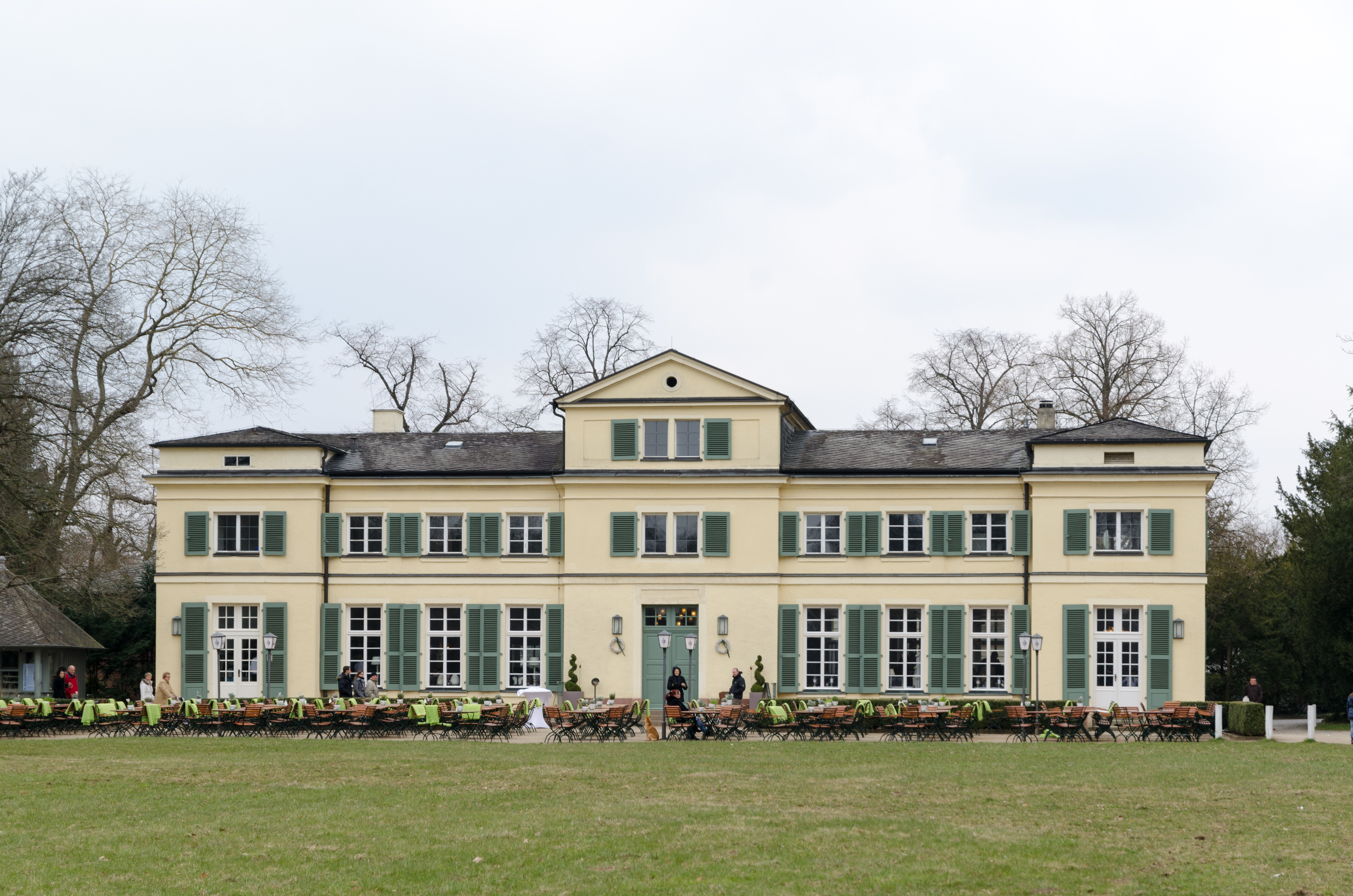
Wirtschaftsgebäude weitere Bilder
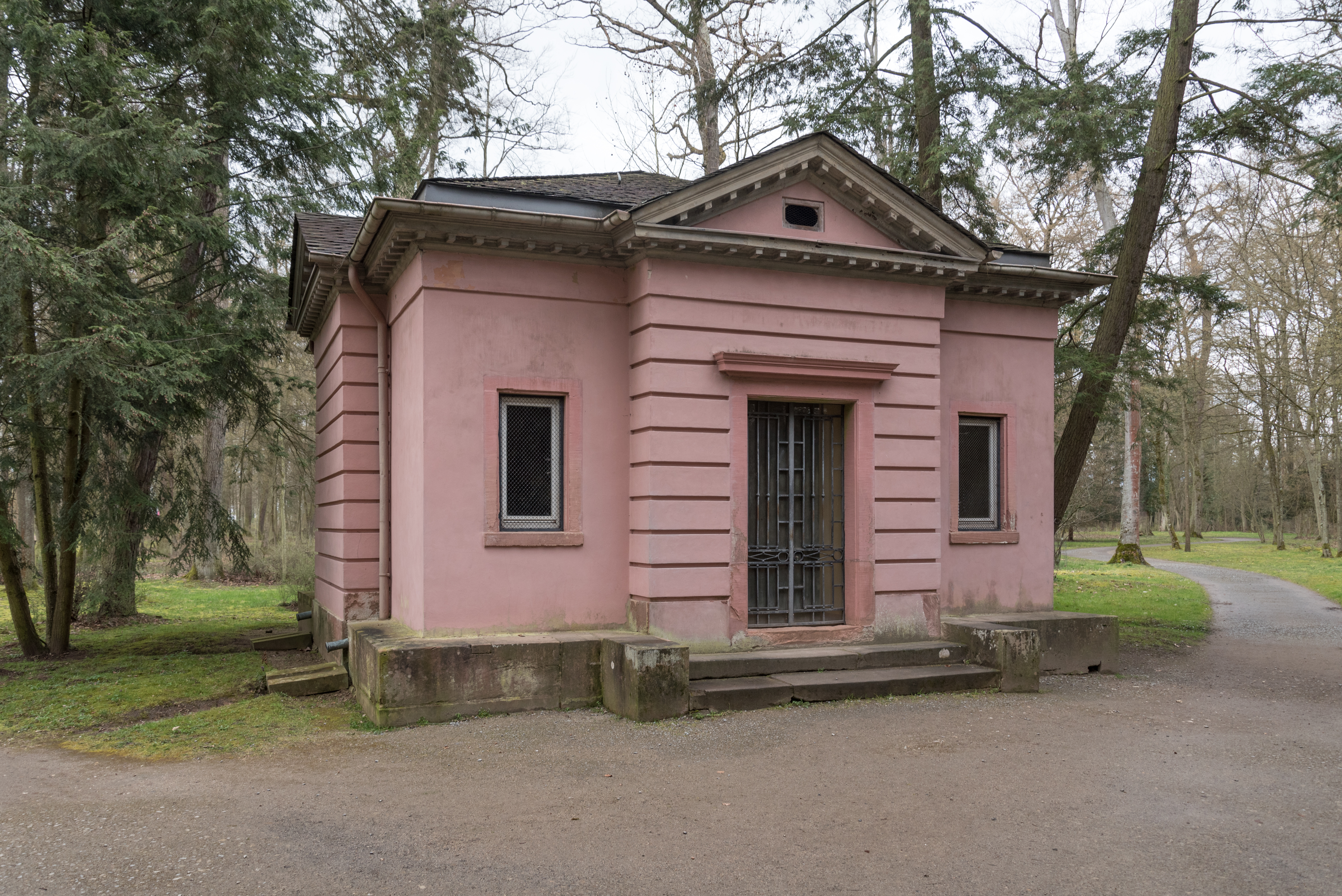
Philosophenhaus weitere Bilder
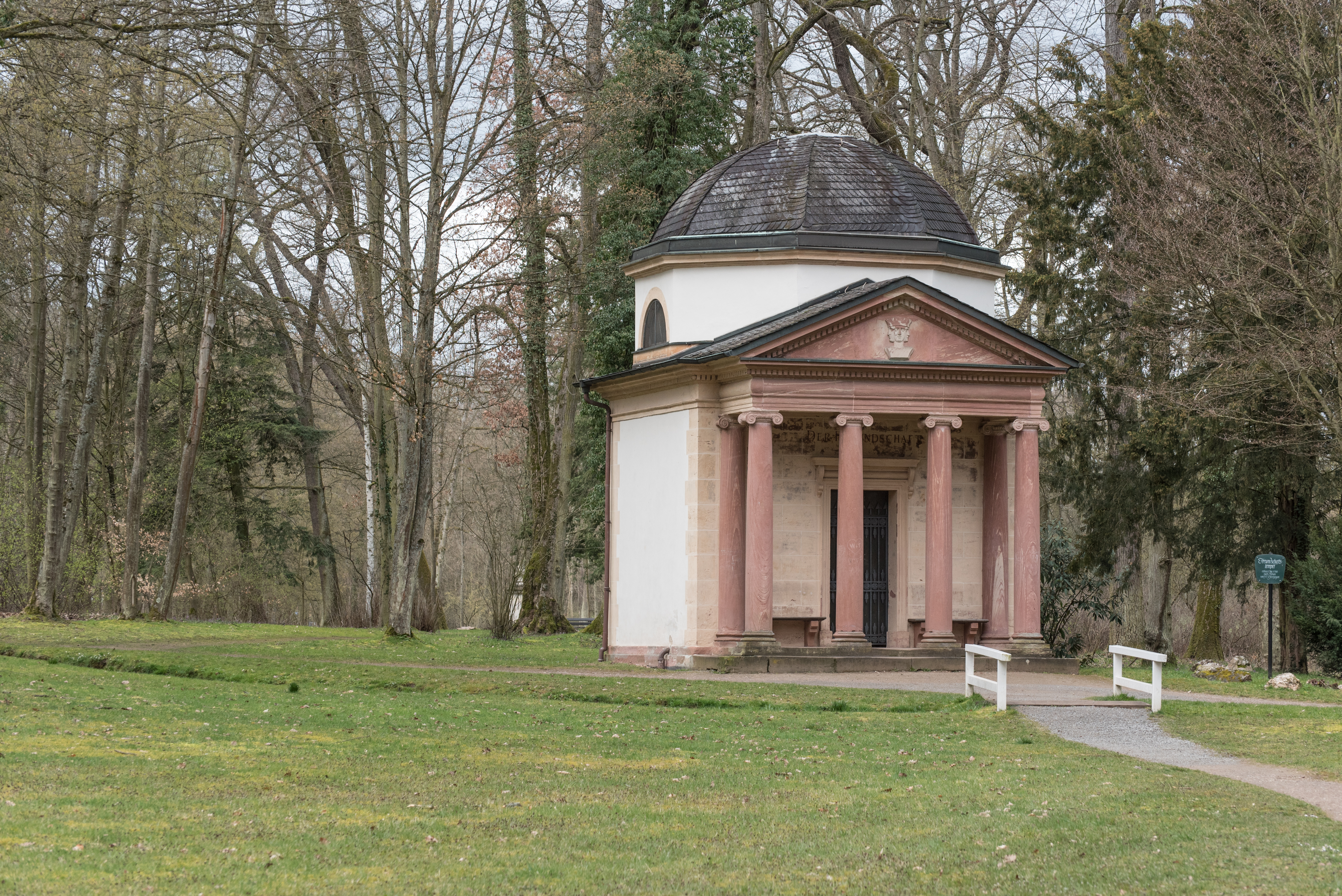
Freundschaftstempel weitere Bilder
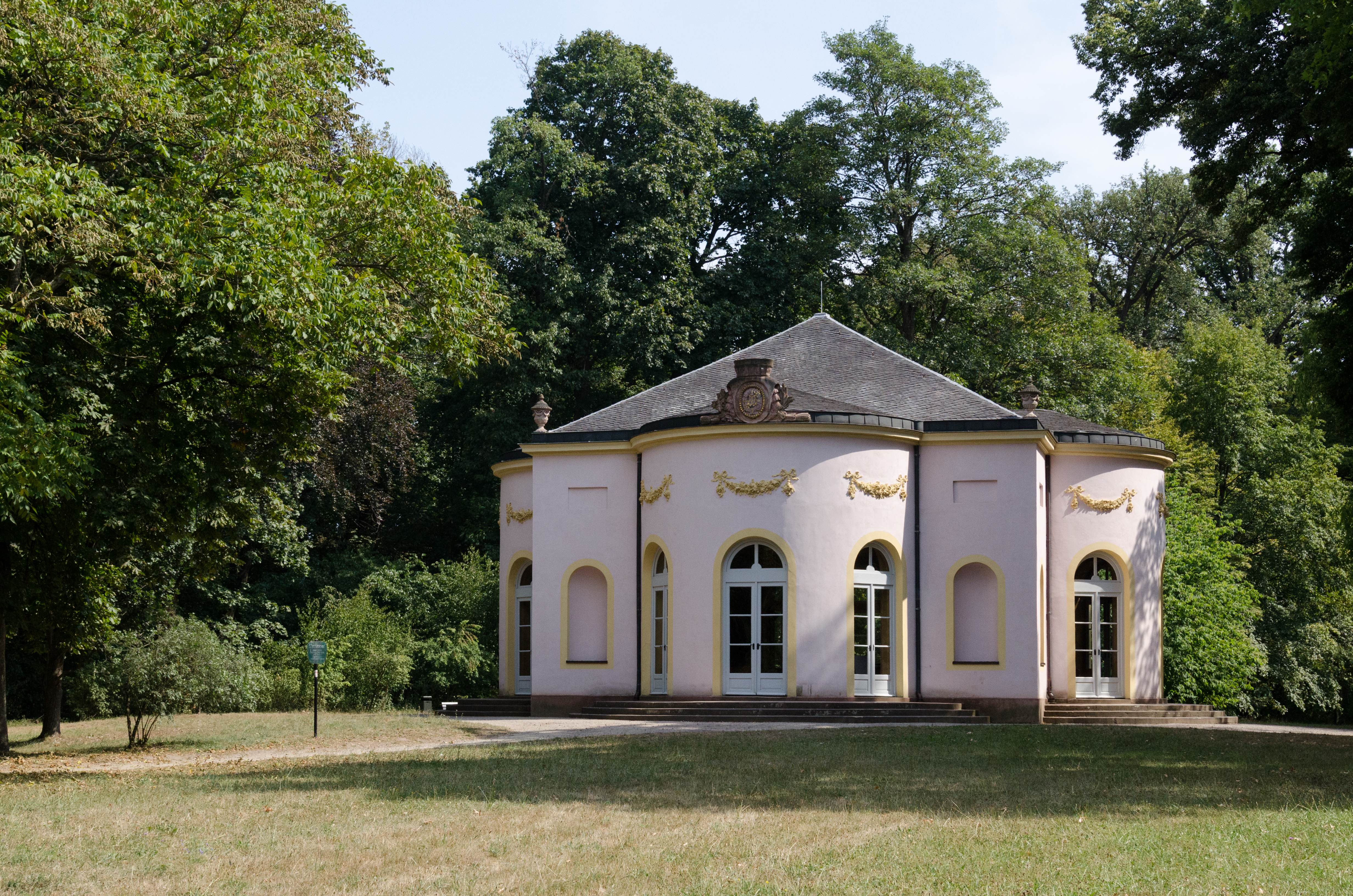
Speisesaal weitere Bilder
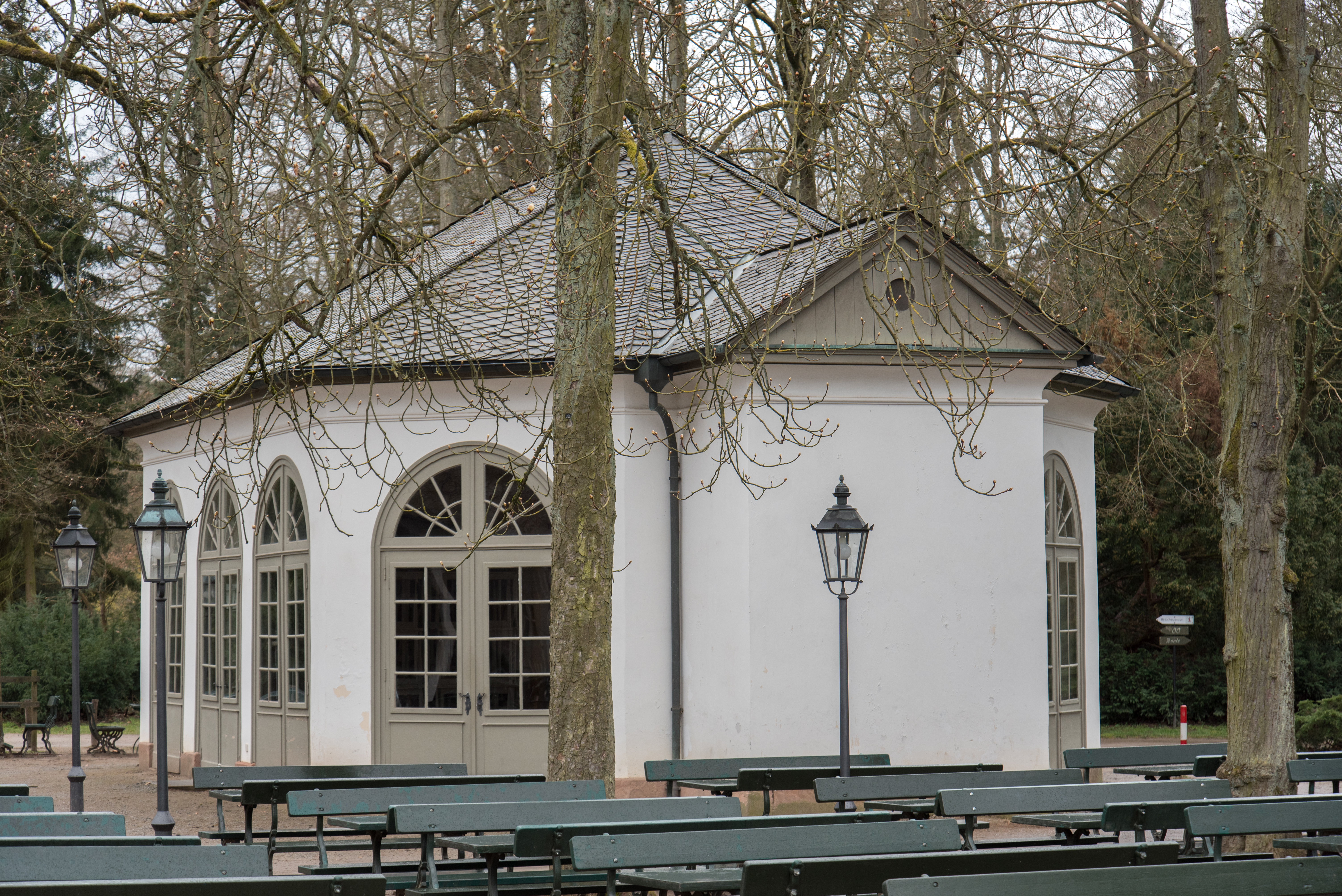
Tanzsaal weitere Bilder

Des Weiteren befindet sich darin ein Schloss mit eigener Aktennummer.

| Lage                     | Objekt                                                  | Beschreibung | Akten-Nr.      | Bild           |
| ------------------------ | ------------------------------------------------------- | --- | -------------- | -------------- |
| Im Schönbusch (Standort) | Schloss Schönbusch, sogenannter Kurfürstlicher Pavillon | Walmdachbau mit zwei Voll- und einem Mezzaningeschoss, vasenbekrönter Attikabalustrade und dreiachsigem Mittelrisalit, 1778–1781 nach Plänen von Emanuel d'Herigoyen, Innenausbau bis 1788; mit Ausstattung | D-6-61-000-250 | weitere Bilder |

### Obernau
| Lage | Objekt                                           | Beschreibung | Akten-Nr.               | Bild                                       |
| --- | ------------------------------------------------ | --- | ----------------------- | ------------------------------------------ |
| Ortskern Obernau (Standort)                                                                                      | Ensemble Ortskern Obernau                        | Das seit Ende des 12. Jahrhunderts bezeugte, ehemals ummauerte Straßendorf ist unmittelbar am Main gelegen. Es zeigt eine regelmäßige Hofreihung beiderseits der Hauptstraße. Die Wohnhäuser der Hofanlagen stehen, meist jeweils von einem Einfahrtstor begleitet, giebelständig zur Straße; die tiefen Grundstücke werden nach hinten durch die Scheunen abgeschlossen, die mainseits einen noch weitgehend ungestörten Scheunenrand bilden. Die ältesten Häuser und Toranlagen entstammen dem 16./17. Jahrhundert. Das Straßenbild wird durch die spätbarocke Turmfront der ehemaligen Pfarrkirche beherrscht, deren östliche Teile bei einem Brand 1942 vernichtet wurden. | E-6-61-000-4            | Ensemble Ortskern Obernau                  |
| Hauptstraße 6 (Standort)                                                                                         | Wohnhaus                                         | Zweigeschossiger Eckbau mit Halbwalmdach und Fachwerkobergeschoss, um 1600, bezeichnet „1811“ | D-6-61-000-460 Wikidata | Wohnhaus                                   |
| Hauptstraße 8; Hauptstraße 10 (Standort)                                                                         | Wohnhaus                                         | Zweigeschossiger giebelständiger Bruchsteinbau mit Satteldach, um 1600; Obergeschoss mit bemalter Stube, um 1600 | D-6-61-000-393 Wikidata | Wohnhaus                                   |
| Hauptstraße 15 (Standort)                                                                                        | Katholische Pfarrkirche St. Peter und Paul       | Südwestfassade mit Turm des spätbarocken Baus, Sandstein, 1792/93, Kirche mit Satteldach, mit am Westgiebel umlaufendem Fensterfries und seitlich belichtetem eingezogenem Chor, 1960–1962 von Willi Goldhammer; mit Ausstattung | D-6-61-000-357 Wikidata | Katholische Pfarrkirche St. Peter und Paul |
| Hauptstraße 16 a, Hauptstraße 16 b (Standort)                                                                    | Wohnhaus                                         | Giebelständiges zweigeschossiges geteiltes Fachwerkhaus mit Satteldach, zweite Hälfte 17. Jahrhundert | D-6-61-000-462 Wikidata | Wohnhaus                                   |
| Hauptstraße 16 b (Standort)                                                                                      | Ortsbefestigung                                  | Mauer aus Rotsandstein, spätmittelalterlich, erhaltene Reste entlang der mainseitigen Gärten von Hauptstraße 16–88 (gerade Nummern), nordwestlich und nordöstlich an der Grundstücksgrenze von Hauptstraße 77–61 (ungerade Nummern), an Kirchhofgasse und Maintalstraße bis Hauptstraße 10; Turmstümpfe bei Hauptstraße 16 und 88 | D-6-61-000-390 Wikidata | Ortsbefestigung                            |
| Hauptstraße 19; Hauptstraße 21 (Standort)                                                                        | Rathaus und Wohn- und Geschäftshaus              | Gruppe aus zwei zweigeschossigen Giebelbauten, Verbindungsbau mit rundbogiger Toreinfahrt, ehemaliges Rathaus mit Krüppelwalm, Dachreiter und Figur des Heiligen Florian, 1910/11 Torbogen des Vorgängerbaus, Renaissance, 16. Jahrhundert Wappenstein des Mainzer Erzbischofs Dalberg bezeichnet 1594 An Nr. 19 Keilstein des 16. Jahrhunderts | D-6-61-000-358 Wikidata | Rathaus und Wohn- und Geschäftshaus        |
| Hauptstraße 25; Hauptstraße 27 (Standort)                                                                        | Bauernhof                                        | Wohnhaus, zweigeschossiger giebelständiger Satteldachbau mit Bruchsteinfassade und seitlichem Fachwerkobergeschoss, um 1600 Rückgebäude Hoftor in Teilen erhalten | D-6-61-000-359 Wikidata | Bauernhof                                  |
| Hauptstraße 36; Hauptstraße 34 (Standort)                                                                        | Doppeltoranlage                                  | Große rundbogige Toreinfahrt und Fußgängerpforte, Sandstein, 16. Jahrhundert | D-6-61-000-360 Wikidata | Doppeltoranlage                            |
| Hauptstraße 38 (Standort)                                                                                        | Katholisches Pfarrhaus                           | Leicht zurückgesetzter zweigeschossiger Mansardwalmdachbau im neubarocken Stil, bezeichnet „1912“, von Otto Leitolf Zum Eingang gekurvte Einfriedungsmauern Zehnt- und Pfarrscheune und Nebengebäude als Dreiflügelanlage, 1765 | D-6-61-000-361 Wikidata | Katholisches Pfarrhaus                     |
| Hauptstraße 40 (Standort)                                                                                        | Wohnhaus                                         | Zweigeschossiger traufständiger Satteldachbau mit Krüppelwalm und Fachwerkobergeschoss, überbaute Durchfahrt, 18./19. Jahrhundert | D-6-61-000-362 Wikidata | Wohnhaus                                   |
| Hauptstraße 42 (Standort)                                                                                        | Wohnhaus                                         | Zweigeschossiger traufständiger Satteldachbau mit Fachwerkobergeschoss und überbauter Durchfahrt, 18./19. Jahrhundert | D-6-61-000-363 Wikidata | Wohnhaus                                   |
| Hauptstraße 44 (Standort)                                                                                        | Wohnhaus                                         | Schmaler zweigeschossiger giebelständiger Fachwerkbau mit Satteldach, 18./19. Jahrhundert, wohl Austragshaus zu Hauptstraße 46 | D-6-61-000-364 Wikidata | Wohnhaus                                   |
| Hauptstraße 46 (Standort)                                                                                        | Wohnhaus                                         | Zweigeschossiger giebelständiger Mansardhalbwalmdachbau mit Fachwerkobergeschoss, erste Hälfte 19. Jahrhundert | D-6-61-000-365 Wikidata | Wohnhaus                                   |
| Hauptstraße 58; Hauptstraße 60 (Standort)                                                                        | Wohnhaus                                         | Zweigeschossiger giebelständiger verputzter Fachwerkbau mit Satteldach, 16./17. Jahrhundert | D-6-61-000-367 Wikidata | Wohnhaus                                   |
| Hauptstraße 61 (Standort)                                                                                        | Wohnhaus                                         | Zweigeschossiger giebelständiger Satteldachbau, zum Teil mit ornamentierten Architekturgliedern, Traufseite Fachwerk, im Kern 1483 (dendrochronologisch datiert), Wappenstein bezeichnet „1588“; Kellerzugang bezeichnet „1604“ | D-6-61-000-368 Wikidata | Wohnhaus                                   |
| Hauptstraße 62 (Standort)                                                                                        | Wohnhaus                                         | Zweigeschossiger giebelständiger Satteldachbau, verputztes Fachwerk, 17./18. Jahrhundert Doppeltoranlage, bezeichnet „1606“ | D-6-61-000-369 Wikidata | Wohnhaus                                   |
| Hauptstraße 66 (Standort)                                                                                        | Wohnhaus                                         | Zweigeschossiger giebelständiger Satteldachbau, verputztes Fachwerk, Obergeschoss und Giebel vorkragend, wohl 16. Jahrhundert | D-6-61-000-370 Wikidata | Wohnhaus                                   |
| Kirchhofgasse 12 (Standort)                                                                                      | Friedhof                                         | Ummauerung mit kugelbekrönten Torpfeilern, 18./19. Jahrhundert Friedhofskreuz, 17./18. Jahrhundert | D-6-61-000-371 Wikidata | Friedhof                                   |
| Nähe Judenpfad, am östlichen Ende der Bahnhofstraße (Standort)                                                   | Wendelinuskapelle                                | Kleiner verputzter Satteldachbau mit altarähnlicher Figurennische, um 1900 | D-6-61-000-407 Wikidata | Wendelinuskapelle                          |
| Nähe Judenpfad, am östlichen Ende der Bahnhofstraße (Standort)                                                   | Kriegerdenkmal für 1914–1918                     | Monumentales Steinkreuz aus rotem Sandstein mit Reliefs und Kragsteinen, 1920 von Otto Leitolf | D-6-61-000-406 Wikidata | Kriegerdenkmal für 1914–1918               |
| Nähe Kapellenweg, 1 km östlich des Ortes im Wald (Standort)                                                      | Waldkapelle Maria Frieden                        | Türsturz bezeichnet „1712“, Kapelle von 1844 zur Kriegergedächtniskapelle umgebaut, 1921; | D-6-61-000-375 Wikidata | weitere Bilder                             |
| Nähe Kapellenweg (Standort)                                                                                      | Waldkapelle Maria Frieden, hinführender Kreuzweg | Mit Kreuzwegreliefs, Ende 20. Jahrhundert | D-6-61-000-375 Wikidata | weitere Bilder                             |
| (Standort) | Waldkapelle Maria Frieden, Lourdes-Grotte        | 1886 vom Krieger- und Veteranenverein Obernau errichtet aus Dankbarkeit für die glückliche Heimkehr der Vereinsmitglieder aus dem Krieg 1870/71. | D-6-61-000-375 Wikidata | Waldkapelle Maria Frieden, Lourdes-Grotte  |
| Nähe Sulzbacher Straße (Standort)                                                                                | Bildstock                                        | Rundpfeiler, Aufsatz mit segmentbogigem Kreuzdach und Reliefs von Maria, Kruzifix und Passionssymbolen, Sandstein, bezeichnet „1820“ | D-6-61-000-408 Wikidata | Bildstock                                  |
| Ober dem weißen Heiligen, an der Maintalstraße (Standort)                                                        | Bildstock, so genanntes Stützelhelgen            | Sandsteinsäule auf diamantiertem Sockel, Aufsatz mit Figurennische, 18. Jahrhundert | D-6-61-000-374 Wikidata | Bildstock, so genanntes Stützelhelgen      |
| Ober dem weißen Heiligen; Staatsstraße 2309, an der Maintalstraße gegenüber der Eisenbahnunterführung (Standort) | Bildhäuschen, sogenanntes Weißes Helgen          | Verputzter Pfeiler mit Bildnische, bezeichnet 1608 | D-6-61-000-373 Wikidata | Bildhäuschen, sogenanntes Weißes Helgen    |
| Sulzbacher Straße 11 (Standort)                                                                                  | Ehemalige Schule                                 | Aufgesockelter zweigeschossiger, unverputzter Sandsteinquaderbau mit Satteldach, Ecklisenen und Sohlbankgesims, bezeichnet 1895 | D-6-61-000-617          | Ehemalige Schule                           |

### Obernauer Kolonie
| Lage                           | Objekt                                                               | Beschreibung | Akten-Nr.               | Bild                                                                 |
| ------------------------------ | -------------------------------------------------------------------- | --- | ----------------------- | -------------------------------------------------------------------- |
| Am Häsbach 1 a (Standort)      | Ruine der ehemaligen Eckertsmühle                                    | Teile der Grundmauern mit Gewändesteinen, Konsolstein bezeichnet „1606“ | D-6-61-000-395 Wikidata | Ruine der ehemaligen Eckertsmühle                                    |
| Legatplatz 9 (Standort)        | Steinbank als Denkmal für die Errichtung der Gartenkolonie 1919–1923 | Sandstein, in Form eines Kanapees auf runder Stufe, bezeichnet „1923“ | D-6-61-000-431 Wikidata | Steinbank als Denkmal für die Errichtung der Gartenkolonie 1919–1923 |
| Obernauer Straße 44 (Standort) | Villa                                                                | Zweigeschossiger Flachsatteldachbau, spätklassizistisch, von Joseph Zwisler, 1874 | D-6-61-000-187 Wikidata | Villa                                                                |
| Obernauer Straße 52 (Standort) | Villa                                                                | Zweigeschossiger Mansardwalmdachbau mit Turm, Risalit und Söller, spätklassizistisch, von Herman Reichard, 1875                                                                                       | D-6-61-000-188 Wikidata | Villa                                                                |
| Wilhelminenstraße 3 (Standort) | Siedlerhaus der Lehrkolonie für günstigen Wohnraum (1919–1923)       | Malerische Baugruppe aus zweigeschossigem Satteldachbau und eingeschossigem Halbwalmdachbau, Heimatstil, 1921, durch die Aschaffenburger Meisterschule für Bauhandwerk unter Leitung von Otto Leitolf | D-6-61-000-602 Wikidata | Siedlerhaus der Lehrkolonie für günstigen Wohnraum (1919–1923)       |

### Österreicher Kolonie
| Lage                                           | Objekt                                                                                 | Beschreibung | Akten-Nr.               | Bild                                                                                   |
| ---------------------------------------------- | -------------------------------------------------------------------------------------- | --- | ----------------------- | -------------------------------------------------------------------------------------- |
| Österreicher Straße Ecke Sachsenweg (Standort) | Österreicher-Denkmal für die in der Schlacht vom 14. Juli 1866 gefallenen Österreicher | In Form eines spitzen Turmhelms auf Säulen, roter Sandstein, neugotisch, Entwurf: Professor Georg Eberlein, Nürnberg, Ausführung: Steinmetzmeister Herkert, Aschaffenburg, am 14. Juli 1868 feierlich enthüllt | D-6-61-000-190 Wikidata | Österreicher-Denkmal für die in der Schlacht vom 14. Juli 1866 gefallenen Österreicher |

### Schweinheim
| Lage                                                                                    | Objekt                                                                  | Beschreibung | Akten-Nr.               | Bild                                                                    |
| --------------------------------------------------------------------------------------- | ----------------------------------------------------------------------- | --- | ----------------------- | ----------------------------------------------------------------------- |
| Am Häsbach/Unterhainstraße, an der Abzweigung zum Jüdischen Friedhof (Standort)         | Säulenbildstock                                                         | Aus rotem Sandstein, Aufsatz mit Eselsrückengiebelchen und drei Kreuzigungsreliefs, bezeichnet „1606“ | D-6-61-000-311 Wikidata | Säulenbildstock                                                         |
| Beim Weißen Bildstock; zwischen Ebersbacher Straße und Hang zum Erbig (Standort)        | Bildhäuschen, sogenanntes Weißes Helgen                                 | Gemauerter Pfeiler mit Satteldach und rundbogiger Nische, 17. Jahrhundert, mit einer Darstellung des Blutwunders von Walldürn. | D-6-61-000-339 Wikidata | Bildhäuschen, sogenanntes Weißes Helgen                                 |
| Bischbergweg; Haberflug; an der Kreuzung Unterer Bischberg mit dem Alten Weg (Standort) | Bildstock                                                               | Rotsandstein, Pfeiler mit rundbogigem Aufsatz, bezeichnet 1903, mit jüngerem Kreuzigungsrelief | D-6-61-000-343 Wikidata | Bildstock                                                               |
| Blütenstraße 48–54; Güldnerweg 2–14; Heckmannweg 2–20, 5–17; Neuhofstraße 12 (Standort) | Arbeitersiedlung                                                        | 14 Doppelhäuser mit Halbwalmdächern, verschiedenfarbiger Ziegelstein über Bruchsteinsockel, 1907 von Ernst Haun | D-6-61-000-112 Wikidata | Arbeitersiedlung                                                        |
| Carl-von-Linde-Platz 1 (Standort)                                                       | Verwaltungsbau des Güldner-Motorenwerks der Firma Linde                 | Dreiteilige Baugruppe aus Stahlbetonskelettbauten, langgestreckter fünfgeschossiger Verwaltungstrakt mit flachgeneigtem Walmdach, daran Werkspforte, zweigeschossiger Foyer- und Sitzungs-Bau (mit Ausstattung) und dreigeschossiges Lagergebäude mit Flachdächern, 1956/57 von Karl Georg Jung | D-6-61-000-420 Wikidata | Verwaltungsbau des Güldner-Motorenwerks der Firma Linde                 |
| Ebersbacher Straße, am Schweinheimer Exerzierplatz (Standort)                           | Säulenbildstock                                                         | Aufsatz mit Kreuzdach, Sandstein, bezeichnet 1616, mit jüngerem eingesetztem Kruzifix-Relief | D-6-61-000-346 Wikidata | Säulenbildstock                                                         |
| Ebersbacher Straße 3 (Standort)                                                         | Bildstockfragment                                                       | Mit Marienkrönung, Sandstein, barock, 17./18. Jahrhundert | D-6-61-000-44 Wikidata  | Bildstockfragment                                                       |
| Ebersbacher Straße 8 (Standort)                                                         | Bildstockfragment                                                       | Sandstein, rundbogig mit Relief des Kruzifix mit Inschrift "BID GOT / DAS ER / DIG ER / HERED", wohl 1740; in Sockelmauer eingemauert | D-6-61-000-45 Wikidata  | Bildstockfragment                                                       |
| Erbig, zwischen dem Nordrand des Erbigwaldes und der Obernauer Kapelle (Standort)       | Kreuzweg                                                                | Gemauerte seitlich geböschte Bildhäuschen, 1935, nach Zerstörung mit szenischen Keramikmosaiken von Alois Bergmann-Franken 1956 wiederhergestellt | D-6-61-000-478 Wikidata | weitere Bilder                                                          |
| Auf dem Erbig, zwischen Kreuzwegstation VI und VII (Standort)                           | Bildhäuschen                                                            | Massiver Sockel, Aufsatz mit Satteldach und Bildnische, bezeichnet „1841“ | D-6-61-000-345 Wikidata | Bildhäuschen                                                            |
| Frühlingstraße 29; Vogelsbergstraße 32 (Standort)                                       | Katholische Pfarrkirche St. Gertrud                                     | Kubischer Saalbau mit flachem Satteldach, Campanile und Werktagskapelle, Betonbauten, 1959/60 von Rudolf Schwarz; mit Ausstattung Zugehörige Pfarrgemeindebauten | D-6-61-000-422 Wikidata | weitere Bilder                                                          |
| Haberflug, zwischen Bischberg und Erbig, am Obernauer Weg (Standort)                    | Säulenbildstock                                                         | Achtkantiger Pfeiler, Aufsatz mit Kreuzdach, Sandstein, bezeichnet „1648“ | D-6-61-000-342 Wikidata | Säulenbildstock                                                         |
| Haidbergstraße 24, im Friedhof Schweinheim (Standort)                                   | Sogenannte Weinberg-Pietà                                               | Auf Sandsteinsockel, 18. Jahrhundert; ehemals im Bischberger Weinberg Kreuzigungsgruppe, Sandstein, barock, 18. Jahrhundert | D-6-61-000-341 Wikidata | Sogenannte Weinberg-Pietà                                               |
| Judenberg (Standort)                                                                    | Jüdischer Friedhof                                                      | Ummauert, belegt 1735–1942, mit Grabmälern vom 18. Jahrhundert bis erste Hälfte 20. Jahrhundert | D-6-61-000-310 Wikidata | weitere Bilder                                                          |
| Ecke Lindestraße (Standort)                                                             | Bildhäuschen, sogenanntes Hexenhelgen                                   | Gemauerter und verputzter Pfeiler mit rundbogiger Bildnische mit Satteldach und Pietà, um 1966 | D-6-61-000-312 Wikidata | Bildhäuschen, sogenanntes Hexenhelgen                                   |
| Marienstraße 13 (Standort)                                                              | Pfarrhaus                                                               | Zweigeschossiger traufständiger Mansarddachbau mit Zwerchgiebel, Obergeschoss mit Rundbogenfenstern, klassizistisch, 1818/19 | D-6-61-000-170 Wikidata | Pfarrhaus                                                               |
| Marienstraße 15 (Standort)                                                              | Wohnhaus                                                                | Zweigeschossiger verputzter Fachwerkbau mit Satteldach und vorkragendem Obergeschoss, 17. Jahrhundert | D-6-61-000-552 Wikidata | Wohnhaus                                                                |
| Marienstraße 16 (Standort)                                                              | Katholische Pfarrkirche Mariä Geburt                                    | Hallenkirche mit Westturm, Rotsandsteinbau, neugotisch, 1894 nach Plänen von Franz & Roman Woerner | D-6-61-000-171 Wikidata | weitere Bilder                                                          |
| Marienstraße 19 (Standort)                                                              | Wohnhaus                                                                | Zweigeschossiger giebelständiger Satteldachbau mit Fachwerkobergeschoss, 18. Jahrhundert | D-6-61-000-553          | Wohnhaus                                                                |
| Nähe Braugasse (Standort)                                                               | Säulenbildstock, sogenannter Wander-Bildstock                           | Aufsatz mit geschwungenem Kreuzdach, rundbogiger Nische und zwei Kreuzigungsreliefs, 17. Jahrhundert | D-6-61-000-107 Wikidata | Säulenbildstock, sogenannter Wander-Bildstock                           |
| Rhönstraße 23 (Standort)                                                                | Amerikanische Kapelle                                                   | Saalbau mit halbrundem Chor, Satteldach, und Giebeltürmchen, um 1955; ehemals zur amerikanischen Wohnsiedlung der Kasernen gehörig | D-6-61-000-396 Wikidata | Amerikanische Kapelle                                                   |
| Schweinheimer Straße 105 (Standort)                                                     | Stadtvilla                                                              | unterkellerter eingeschossiger, breit gelagerter Mansardwalmdachbau mit segmentbogig vortretendem Standerker, Dachterrasse und geschweiftem Zwerchgiebel, Jugendstil, um 1905; mit bauzeitlicher wandfester Ausstattung; Einfriedung 1908.                                                      | D-6-61-000-628 Wikidata | BW                                                                      |
| Schweinheimer Straße 120, Ecke Leidersbacher Gäßchen (Standort)                         | Bildhäuschen                                                            | Gemauerter verputzter Pultdachpfeiler mit Nachbildung des Altöttinger Gnadenbildes, 1961 | D-6-61-000-277 Wikidata | Bildhäuschen                                                            |
| Seebornstraße 2a (Standort)                                                             | Bildhäuschen                                                            | In die Hauswand integrierter Pfeiler aus rotem Sandstein, Aufsatz mit zwei Nischen übereinander, wohl 1888 | D-6-61-000-276 Wikidata | Bildhäuschen                                                            |
| Stengerts (Standort)                                                                    | Aussichtsturm des Spessartbundes                                        | 22 m hoher Sandsteinquaderturm auf quadratischem Grundriss, 1937 | D-6-61-000-492 Wikidata | weitere Bilder                                                          |
| Trieb; am sogenannten Ruhstock, Abzweigung Obernauer Weg zum Erbig (Standort)           | Bildstock                                                               | Pfeiler aus rotem Sandstein mit stichbogiger Flachnische, neugotisch, bezeichnet „1892“ | D-6-61-000-340 Wikidata | Bildstock                                                               |
| Tuchbleiche 1 (Standort)                                                                | Bildstock                                                               | Pfeiler aus rotem Sandstein, Aufsatz mit Bronze-Relief der Pietà, um 1925 | D-6-61-000-309 Wikidata | Bildstock                                                               |
| Marienstraße (Standort)                                                                 | Kriegerdenkmal für den Feldzug des Deutsch-Französischen Kriegs 1870/71 | Kruzifix auf hohem Inschriftensockel, Sandstein, bez. 1893 | D-6-61-000-615          | Kriegerdenkmal für den Feldzug des Deutsch-Französischen Kriegs 1870/71 |
| Marienstraße (Standort)                                                                 | Kriegerdenkmal für die Gefallenen des Ersten Weltkriegs                 | Pietà auf hohem Postament hinter niedrigem Einfriedungsgitter zwischen Pfeilern, hinterfangen von gekrümmter Mauer mit integrierten Inschriftentafeln und Reliefs, um 1925 | D-6-61-000-616          | Kriegerdenkmal für die Gefallenen des Ersten Weltkriegs                 |

#### Siedlung Elterhof
| Lage                                                                   | Objekt    | Beschreibung                                                                                               | Akten-Nr.               | Bild      |
| ---------------------------------------------------------------------- | --------- | --- | ----------------------- | --------- |
| Pfadäcker; am Fußweg nach Haibach (Standort)                           | Bildstock | Gedrungener Pfeiler, Aufsatz mit rundbogiger Nische und flachen Kreuzreliefs, Sandstein, bezeichnet „1845“ | D-6-61-000-347 Wikidata | Bildstock |
| Nähe Pfadäcker, im Dörngraben, an der Auffahrt zum Elterhof (Standort) | Bildstock | Pfeiler mit Bildnische, Sandstein, bezeichnet „1947“                                                       | D-6-61-000-348 Wikidata | Bildstock |
| Dörnbach; Dörnbachsrain (Standort)                                     | Bildstock | Sandsteinpfeiler, Aufsatz mit Vorhangbogen, um 1875                                                        | D-6-61-000-349 Wikidata | Bildstock |
| Aschaffenburger Straße; am Ortseingang (Standort)                      | Bildstock | Pfeiler mit glockendachähnlichem Aufsatz, um 1925                                                          | D-6-61-000-353 Wikidata | Bildstock |

### Strietwald
| Lage                                                                                  | Objekt                                                        | Beschreibung | Akten-Nr.               | Bild                                                          |
| ------------------------------------------------------------------------------------- | ------------------------------------------------------------- | --- | ----------------------- | ------------------------------------------------------------- |
| Konradstraße 2 (Standort)                                                             | Katholische Pfarrkirche St. Konrad                            | Hallenkirche mit Satteldach, südöstlichem Turm und südwestlicher Eingangsvorhalle, Langhaus mit Flachtonne, 1953/54 von Erwin van Aaken nach Vorplanungen von Rudolf Schwarz, mit Ausstattung | D-6-61-000-544 Wikidata | weitere Bilder                                                |
| Nähe Herrenwaldstraße, Ecke Meisenweg (Standort)                                      | Bildhäuschen                                                  | Spitzbogige Bildnische mit steilem Dach und Madonnenfigur, altarähnlicher Sockel, neugotisch, bezeichnet „1887“                                                                               | D-6-61-000-113 Wikidata | Bildhäuschen                                                  |
| Jägerhäuschen; im Strietwald; ca. 120 m nördlich des Weges zum Molkenbrunn (Standort) | Gedenkkreuz an einen tot aufgefundenen Aschaffenburger Bürger | Sandstein, bezeichnet „1681“ | D-6-61-000-344 Wikidata | Gedenkkreuz an einen tot aufgefundenen Aschaffenburger Bürger |

## Ehemalige Baudenkmäler
In diesem Abschnitt sind Objekte aufgeführt, die früher einmal in der Denkmalliste eingetragen waren, jetzt aber nicht mehr. Objekte, die in anderem Zusammenhang also z. B. als Teil eines Baudenkmals weiter eingetragen sind, sollen hier nicht aufgeführt werden. Aktennummern in diesem Abschnitt sind ehemalige, jetzt nicht mehr gültige Aktennummern.
Folgende noch erhaltene Baudenkmäler wurden 2012 im Rahmen des Projekts Nachqualifizierung und Revision aus der Denkmalliste gestrichen. Das Hotel „Wilder Mann“ ist in der Denkmalliste von 2015 wieder enthalten. Das Gebäude Hauptstraße 26 wurde 2016 aus der Denkmalliste gestrichen.

| Lage                         | Objekt                                          | Beschreibung                                                                                    | Akten-Nr.                       | Bild                                            |
| ---------------------------- | ----------------------------------------------- | ----------------------------------------------------------------------------------------------- | ------------------------------- | ----------------------------------------------- |
| Badergasse 1 (Standort)      | Geburtshaus Franz Hettinger (geb. 1819)         | Klassizistischer Sandsteinbau, Anfang 19. Jahrhundert (nur noch Gedenkplatte ist unter Schutz)  |                                 | Geburtshaus Franz Hettinger (geb. 1819)         |
| Entengasse 6 (Standort)      | Fassade eines klassizistischen Wohnhauses, 1864 | Im Neubau von 1981–1983 (von Alexander von Branca, München) übernommen                          |                                 | Fassade eines klassizistischen Wohnhauses, 1864 |
| Hauptstraße 26 (Standort)    | Wohnhaus                                        | Zweigeschossiger Satteldachbau mit Fachwerkobergeschoss, zweite Hälfte 17. Jahrhundert          | ehemals D-6-61-000-464 Wikidata | Wohnhaus                                        |
| Herstallstraße 3 (Standort)  | Spätklassizistisches Wohn- und Geschäftshaus    | 1851                                                                                            |                                 | Spätklassizistisches Wohn- und Geschäftshaus    |
| Herstallstraße 5 (Standort)  | Wohn- und Geschäftshaus                         | Viergeschossiger traufständiger Satteldachbau mit spätklassizistischer Fassadengestaltung, 1869 |                                 | Wohn- und Geschäftshaus                         |
| Herstallstraße 26 (Standort) | Geschäftshaus                                   | Mit skulpturalem Schmuck im ersten Obergeschoss, 1908 (nur noch Skulpturen geschützt)           |                                 | Geschäftshaus                                   |
| Herstallstraße 39 (Standort) | Geschäftshaus                                   | Viergeschossiger Mansarddachbau mit Pilastergliederung, bezeichnet „1909/1947“                  |                                 | Geschäftshaus                                   |
| Sandgasse 27 (Standort)      | Hammerhof-Hauptgebäude                          | Geschäftshaus mit kolossalen Eckpilastern und Erker, späthistoristisch, um 1900                 |                                 | Hammerhof-Hauptgebäude                          |

## Abgegangene Baudenkmäler
In diesem Abschnitt sind Objekte aufgeführt, die früher einmal in der Denkmalliste eingetragen waren, jetzt aber nicht mehr existieren, z. B. weil sie abgebrochen wurden. Aktennummern in diesem Abschnitt sind ehemalige, jetzt nicht mehr gültige Aktennummern.
Das Gebäude Marienstraße 17 wurde im Oktober 2020 abgerissen. Das erst 2021 unter Schutz gestellte Gebäude Ruhlandstraße 45 ist in der Denkmalliste 05/2022 noch enthalten, wurde aber 2022 abgerissen.
| Lage                        | Objekt   | Beschreibung | Akten-Nr.                       | Bild     |
| --------------------------- | -------- | --- | ------------------------------- | -------- |
| Marienstraße 17 (Standort)  | Wohnhaus | Zweigeschossiger giebelständiger Bau mit Fachwerkobergeschoss und rückwärtigem Halbwalm, 17./18. Jahrhundert                                                                                    | ehemals D-6-61-000-554 Wikidata | Wohnhaus |
| Ruhlandstraße 45 (Standort) | Wohnhaus | einer ehem. bäuerlichen Anlage, teilunterkellerter giebelständiger zweigeschossiger Sichtfachwerkbau mit Satteldach, hofseitig mit Krüppelwalm, Erdgeschoss versteinert, 1703/04 (dendro.dat.). | D-6-61-000-621                  | Wohnhaus |